# Tour de France
Tour de France je etapový závod profesionálních cyklistů, pořádaný od roku 1903 ve Francii a končící v Paříži, jeho trasa však může vést i dalšími zeměmi. Jezdí se každoročně v červenci, přerušení si vynutila pouze první a druhá světová válka. Zpočátku jezdili hlavně francouzští závodníci, nyní jsou účastníci z celého světa. Postupem času začala Tour de France mezi cyklistickými závody vyčnívat a s přibývající popularitou byla trasa prodlužována; dnes patří k nejdůležitějším světovým sportovním událostem roku. Poprvé se závod jel v roce 1903, kdy ho organizoval sportovní deník L'Auto, nyní ho pořádá společnost Amaury Sport Organisation. Závod je součástí UCI World Tour, což znamená, že soutěžící týmy musejí být držiteli World Tour licence s výjimkou stájí, které pozval přímo pořadatel závodu.
Tour de France patří spolu se závody Giro d'Italia a Vuelta a España k nejprestižnějším třítýdenním cyklistickým soutěžím, tzv. Grand Tours, a je z nich nejstarší a nejslavnější. Trasa závodu se každý rok mění, formát však již je v zásadě ustálený. Jezdci střídají rovinaté etapy, časovky i horské pasáže vedoucí přes vrcholy hor ve Vogézách, v Centrálním masívu, v pohoří Jura a zejména v Alpách a Pyrenejích. Ve 23 dnech absolvují 21 etap, poslední z nich (s výjimkou prvního ročníku soutěže) končí vždy v Paříži. Od roku 1975 je cíl závodu na Elysejských polích (bulváru Champs-Élysées), předtím v letech 1904 až 1967 byl na velodromu v Parku princů a od roku 1968 do roku 1974 na velodromu ve Vincennes. Celková délka závodu se pohybuje kolem 3500 km. Trasa závodu vede po Francii a okolí v jedné ze dvou variant: po směru a proti směru hodinových ručiček.
Počet týmů se obvykle pohybuje mezi dvaceti a dvaadvaceti, přičemž v každém z nich do roku 2017 startovalo devět závodníků, od roku 2018 došlo ke snížení na osm členů týmu. Všechny etapy se do cíle jedou na čas. Po dojezdu se vždy přičte čas etapy ke stávajícímu skóre závodníka. Jezdec s nejnižší hodnotou celkového času je vedoucím závodníkem a jezdí oblečen ve žlutém trikotu. Celková klasifikace všeobecně přitahuje nejvíce pozornosti. I přesto se v rámci celé Tour de France konají ještě další soutěže, a to o zelený trikot pro vítěze bodovací klasifikace, o puntíkovaný trikot pro vítěze horské klasifikace, o bílý trikot pro vítěze klasifikace mladých jezdců do 25 let a o celkovou klasifikaci týmů pro nejlepší tým. Vítězem prvního ročníku 1903 se stal Maurice Garin. Pět ročníků Tour de France dokázali vyhrát Jacques Anquetil, Eddy Merckx, Bernard Hinault a Miguel Indurain. Sedm ročníků dokázal vyhrát Lance Armstrong. Ten se však později pod tíhou důkazů přiznal k dopingu a vítězství mu byla odebrána.

## Historie

### Počátky
Tour de France byla založena v roce 1903. Kořeny závodu sahají ke vzniku dvou konkurenčních sportovních deníků. Prvním z nich byl deník Le Vélo, první a do roku 1903 největší sportovní deník ve Francii založen v roce 1892, kterého se denně prodalo na 80 000 výtisků. Jeho šéfredaktorem byl Pierre Giffard. Le Vélo byl finančně podporován majitelem automobilky De Dion-Bouton, Julesem-Albertem de Dionem i skupinou bohatých inzerentů, mezi nimiž byli Adolphe Clément Bayard a Édouard Michelin. Na konci 19. století byla společnost ve Francii názorově rozdělena vlivem Dreyfusovy aféry. Židovský důstojník francouzského generálního štábu, Alfred Dreyfus, byl obviněn na základě zfalšovaných důkazů ze špionáže ve prospěch Německého císařství. Vojenským soudem byl shledán vinným a odsouzen k deportaci na Ďábelský ostrov. Později byl však zproštěn obvinění a rehabilitován. Během několika let, kdy se aféra vlekla, byla francouzská společnost názorově hluboce rozpolcena a na obou stranách probíhaly demonstrace. Jednu z nich na dostihové dráze Auteil v Paříži roku 1899 později označil historik Eugen Weber za „absurdní politickou párty“. De Dion na této demonstraci napadl holí prezidenta Francie, Émilea Loubeta. Za svůj útok strávil 15 dní ve vězení a musel zaplatit pokutu 100 franků. Na stranu Dreyfuse se během velké protidreyfusovské demonstrace v Paříži postavil tehdejší šéfredaktor deníku Le Vélo Pierre Giffard, který se za něj ve svých novinách přimlouval. Mecenášům Dionovi, Bayardovi a Michelinovi, jež věřili v Dreyfusovu vinu, se takové jednání šéfredaktora nelíbilo, a tak deník Le Vélo opustili a založili konkurenční deník L'Auto-Vélo.
Jako šéfredaktor byl do nově vzniklého deníku jmenován Henri Desgrange. Desgrange byl vynikající cyklista a tehdejší držitel světového rekordu v hodinovém závodě z velodromu Buffalo na předměstí Paříže z roku 1893. De Dionovi byl Desgrange znám díky cyklistické reputaci. Jeho jméno se rovněž objevovalo v knihách a článcích o cyklistice, které sám psal. Dne 16. října 1900 vyšlo první číslo nového deníku na žlutém papíře. Konkurenční Le Vélo používalo papír zelený. Téměř okamžitě šéf Le Vélo, Pierre Giffard, zažaloval L'Auto-Vélo kvůli plagiátorství a výsledkem právního sporu bylo přejmenování deníku na L'Auto. L'Auto nebylo tak úspěšné, jak si jeho vedení představovalo. Stagnující prodeje nižší než u konkurenčního deníku Le Vélo, jenž měl být prodanými výtisky překonán, vedly dne 20. listopadu 1902 ke schůzce vedení. Krize se řešila v kanceláři L'Auto nacházející v 18. pařížském obvodu ve čtvrti Montmartre. Posledním člověkem, který na schůzce promluvil, byl zároveň nejmladší člen tehdejšího osazenstva, 26letý vedoucí cyklistické sekce Géo Lefèvre. Desgrange ho přetáhl z Giffardových novin. Lefèvre navrhoval šestidenní závod konající se napříč celou Francii. V té době byly nejpopulárnější závody pořádané na dráze. Víceetapové závody s větší délkou podle něj měly zvýšit prodej novin, avšak nikdo se předtím o uspořádání závodu navrhovaném Lefèvrem nepokusil. Za předpokladu, že by tento návrh uspěl, by se L'Auto prodeji výtisků vyrovnalo svému konkurentovi a teoreticky by Le Vélo mohlo i zkrachovat, pokud by měl prodejní úspěch L'Auto za následek výrazné snížení prodejů. Tento počin mohl, jak Desgrange řekl: „zavřít Giffardův zobák.“ Desgrange s Lefèvrem možnosti uspořádání závodu později probírali během oběda v restauraci Zimmer Madrid na pařížském bulváru Montmartre spolu s finančním ředitelem deníku, Victorem Goddetem. Desgrange o úspěchu pochyboval, Goddet byl myšlenkou nadšený. Předal Desgrangeovi klíče od firemního trezoru a pronesl: „Vezmi si kolik potřebuješ.“ Dne 19. ledna 1903 L'Auto oznámilo pořádání závodu.

### První Tour de France

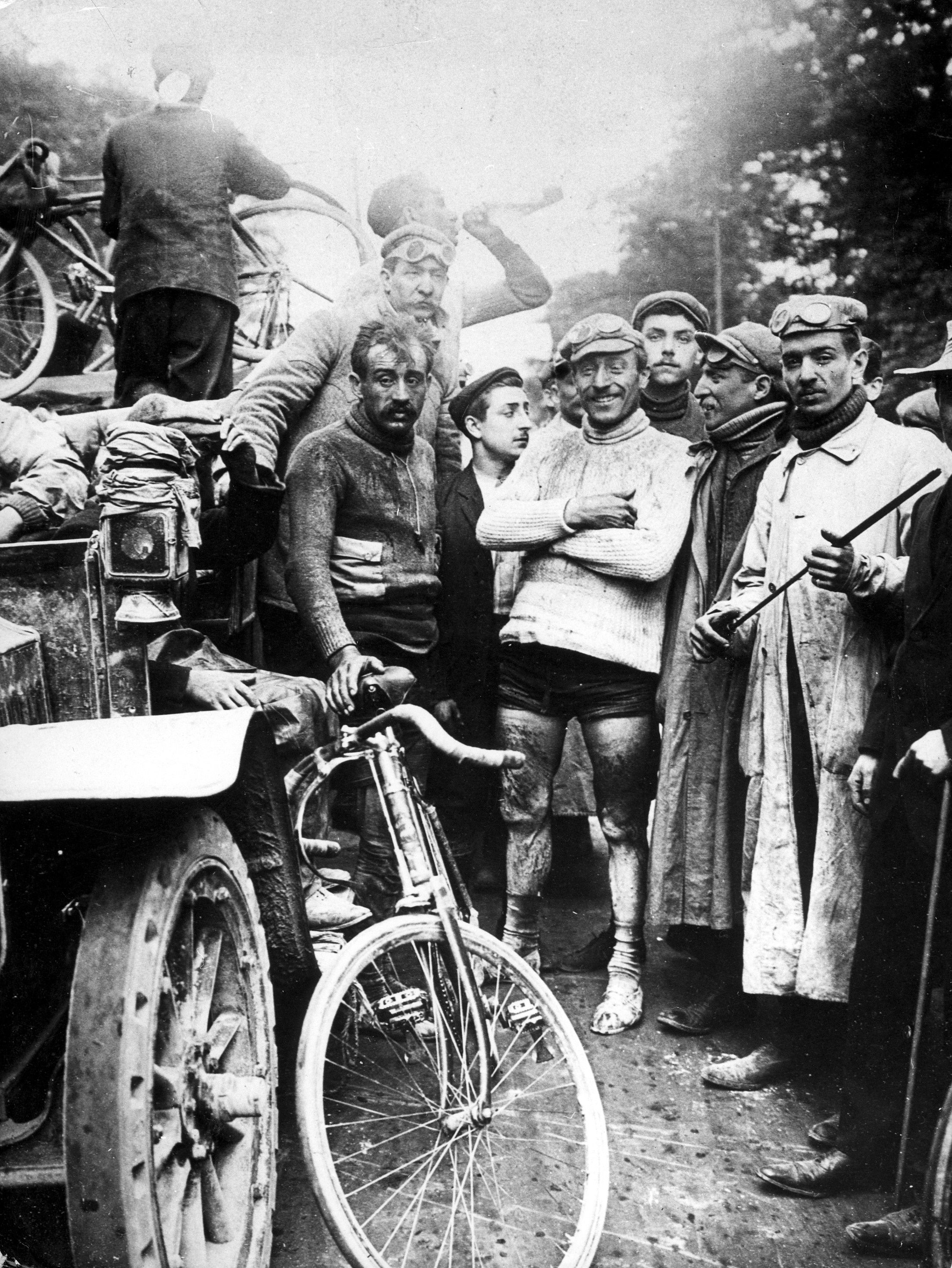
Vítěz první Tour de France Maurice Garin (vpravo)

První Tour de France se uskutečnila v roce 1903. Naplánováno bylo celkem pět etap o celkové délce 2428 km, které se měly jet od 31. května do 5. července. Start měl být v Paříži a předtím, než se závod opět vrátí zpět do Paříže, měli závodníci projet městy Lyon, Marseille, Bordeaux a Nantes. Později bylo ještě přidáno Toulouse, aby se přerušila dlouhá pasáž na jihu Francie mezi Atlantikem a Středozemním mořem. Tím tedy vzniklo etap šest. Celková délka 2428 km zůstala nezměněna. Jednotlivé etapy by probíhaly v noci a končily by následující den odpoledne. To se však ukázalo jako příliš náročné a pro závodníky těžko absolvovatelné, protože se jich přihlásilo pouze 15. Desgrange nebyl nikdy myšlenkou pořádání závodu přesvědčen a neúspěch z počtu přihlášených závodníků ho přivedl k myšlence, aby závod vůbec uspořádán nebyl. Místo toho ho nakonec zkrátil na 19 dní a datum pořádání Tour de France změnil od 1. do 19. července. Dále všem účastníkům nabídl finanční příspěvek ve výši 5 franků, který odpovídal denní mzdě továrního dělníka. Podmínkou pro získání příspěvku byla minimální průměrná rychlost alespoň 20 km/h ve všech etapách a umístění mezi prvními padesáti jezdci. Desgrange také snížil startovné z 20 na 10 franků a celkové prémie zvýšil na 20 000 franků. Celkový vítěz by tedy vydělal šestkrát tolik co by si vydělal tovární dělník za celý rok. Nová finanční pravidla přilákala celkem 60 závodníků, 49 Francouzů, 4 Belgičany, 4 Švýcary, 2 Němce a jednoho Itala. Ze všech přihlášených bylo 21 profesionálů. Zbytek byli amatéři, nezaměstnaní nebo dobrodruzi.

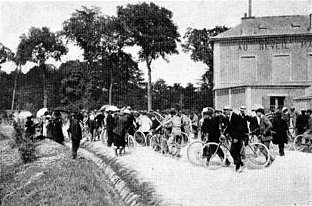
Pohled na Café Reveil Matin, místo startu první Tour de France

První Tour de France odstartovala na předměstí Paříže v Montgeronu před Café Reveil Matin na křižovatce, kde se protínaly ulice Melun a Corbeil. Dne 1. července ve 3 hodiny a 16 minut odpoledne byl závod Georgesem Abranem odstartován. Výtisk L'Auto ze dne závodu nic o jeho startu nepsal. Ředitel závodu, Henri Desgrange, úspěchu ani po jeho startu nevěřil. Odstartování závodu se neúčastnil a ani ho dále nijak nedoprovázel. Z redakce L'Auto se v závodě nejvíce angažoval Géo Lefèvre. V podstatě se z něj stal ředitel závodu, rozhodčí i reportér v jedné osobě.
Jako největší favorit byl považován francouzský závodník Hippolyte Aucouturier. V pelotonu nechyběl ani Němec Josef Fischer a pozdější celkový vítěz Maurice Garin. Dokonce se zde objevilo jméno Samson, což byl pseudonym belgického jezdce, Juliena Lootense. Reportéři dávali favoritům přezdívky, aby byli čtenářům bližší. Vedoucího závodníka první Tour de France označoval zelený pásek na rukávu.

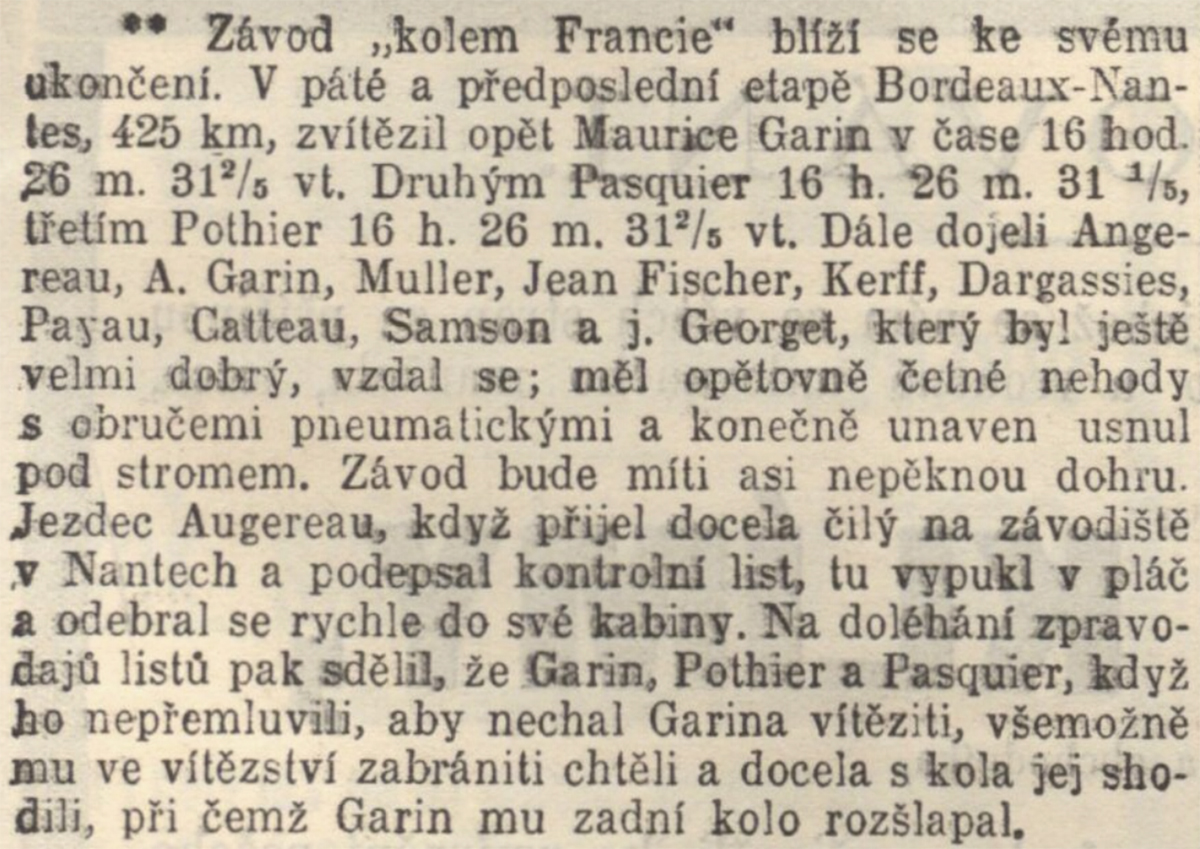
Novinová zpráva o průběhu páté etapy prvního ročníku závodu (Národní listy, 26.7.1903)

Mnozí cyklisté ze závodu po prvních několika etapách odstoupili fyzicky vyčerpáni. První etapu z Paříže do Lyonu dokončilo pouze 37 cyklistů. Na konci čtvrté etapy potom zůstalo v hlavní soutěži 24 závodníků. První Tour de France skončila na předměstí Paříže ve Ville-d'Avray, protože v té době platilo nařízení zakazující cyklistické závody na území Paříže. Slavnostní ukončení včetně několika symbolických okruhů však proběhlo na nově dostavěném velodromu v Parku princů před 20 000 platících diváků. Vítězem prvního vydání se stal Maurice Garin, jež zvítězil v první a v posledních dvou etapách s rychlostním průměrem 25,68 km/h. Celému závodu dominoval. Posledním závodníkem, který je označován jako „Lantern Rouge“ (česky: „červená lucerna“), v cíli byl se ztrátou 64 hodin 47 minut a 22 sekund Arsène Millocheau. Čtvrtou etapu vyhrál první zahraniční jezdec, Švýcar Charles Laeser. První vydání Tour de France dokončilo 21 závodníků.
Díky závodu se tržby deníku L'Auto více než zdvojnásobily. Před Tour de France se prodávalo 25 000 výtisků, během závodu potom až 65 000. Krátce po dojetí bylo vydáno zvláštní číslo, jehož se prodalo dokonce 130 000 výtisků. Oproti Desgrangeovým prvotním odhadům se Tour de France nakonec stala populární. Konkurenční deník Le Vélo vycházel už pouze jeden rok než byl popularitou L'Auto zcela zruinován a nakonec vyhlásil bankrot.

### 1904–1919
Následující ročník formátem kopíroval první vydání závodu. Přestože veskrze pozitivní pocity, které první vydání Tour de France u diváků a závodníků vyvolalo, ředitel závodu, Henri Desgrange, po ročníku 1904 pronesl, že se obává, že to byl ročník poslední. Druhá Tour de France se nesla v duchu podvodného jednání. Pod vrcholem Col de la République, někdy zvaném Col du Grand Bois, nedaleko Saint-Étienne, dokonce došlo k zablokování silnice a k fyzickému napadení závodníků příznivci místního rodáka, Antoina Faurého. Fyzickým napadáním tyto nekalé praktiky nekončily. Na silnici před průjezdem závodníků byly rozsypány hřebíky a střepy, další jezdci dělali svým konkurentům do lahví s vodou díry nebo jim dokonce sabotovali rámy od kol. Čtyři měsíce po skončení závodu, 30. listopadu 1904, byli Francouzskou cyklistickou federací („Union vélocipédique de France“) první čtyři závodníci diskvalifikováni pro údajné přesuny vlakem. Mezi nimi byl i vítěz prvního ročníku a před diskvalifikací dvojnásobný vítěz Tour de France, Maurice Garin. Podrobnosti vyšetřování zůstaly veřejnosti dodnes utajeny. Přestože situace po dvou letech konání závodu nevypadala pozitivně, Desgrange se rozhodl na jaře následujícího roku uspořádat ročník další. Počet etap se ze šesti zvýšil na jedenáct a aby bylo potenciální podvádění více viditelné, závodilo se během dne. Upravený formát se vyplatil a počet prodaných výtisků L'Auto vzrostl z 25 000 na 65 000. V roce 1908 se potom prodávalo na 250 000 výtisků.

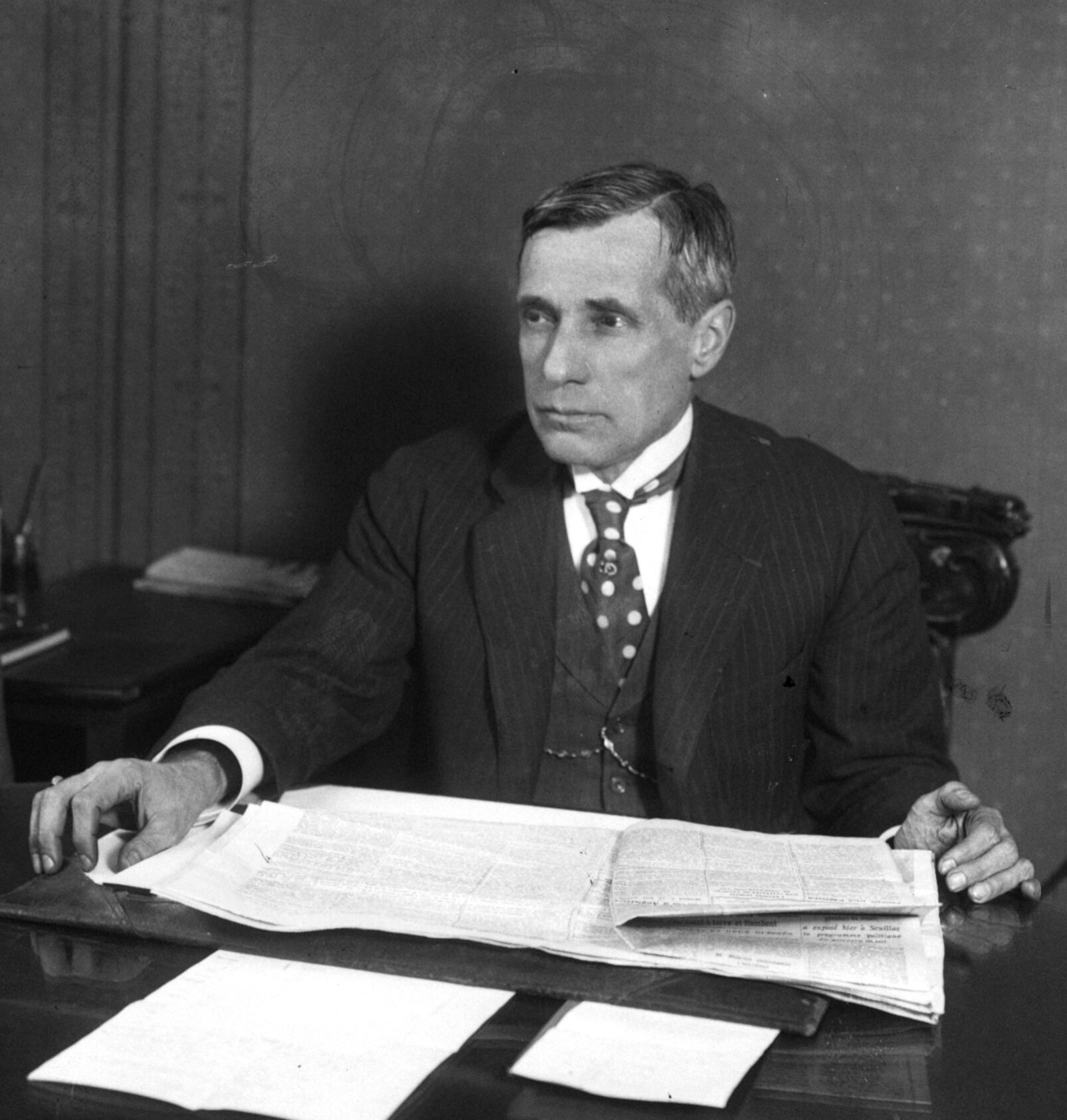
Henri Desgrange, zakladatel a ředitel Tour de France v letech 1903–1937

Desgrangeova Tour v podstatě založila systém etapového závodu. Desgrange experimentoval se způsoby určování celkového vítěze. V prvních ročnících byl počítán celkově akumulovaný čas za všechny etapy (stejně jako v dnešních vydáních), ale mezi lety 1905 a 1912 byly závodníkům udělovány body za umístění v jednotlivých etapách. Desgrange spatřoval problémy jak v modelu sčítání celkového času, tak v bodovacím systému. V tomto období si veškeré mechanické závady na kole musel podle pravidel opravovat sám závodník, což mohlo trvat dlouho a daný cyklista potenciálním problémem mohl přijít o cenný čas. Podobně to platilo i pro situaci, kdy jeden jezdec dokončil etapu s výraznějším rozdílem na zbytek startovního pole. To potom mělo za následek rozhodnutí o celkovém pořadí během jedné nebo dvou etap. Bodovací systém odboural vliv času a motivace závodníků ke svižné jízdě opadla, protože bylo jedno, jaký mezi nimi bude časový rozestup. Následkem potom bylo vytvoření velké skupiny závodníků během etapy, která jela uvolněným tempem. Závodit se začalo až v posledních úsecích etapy.

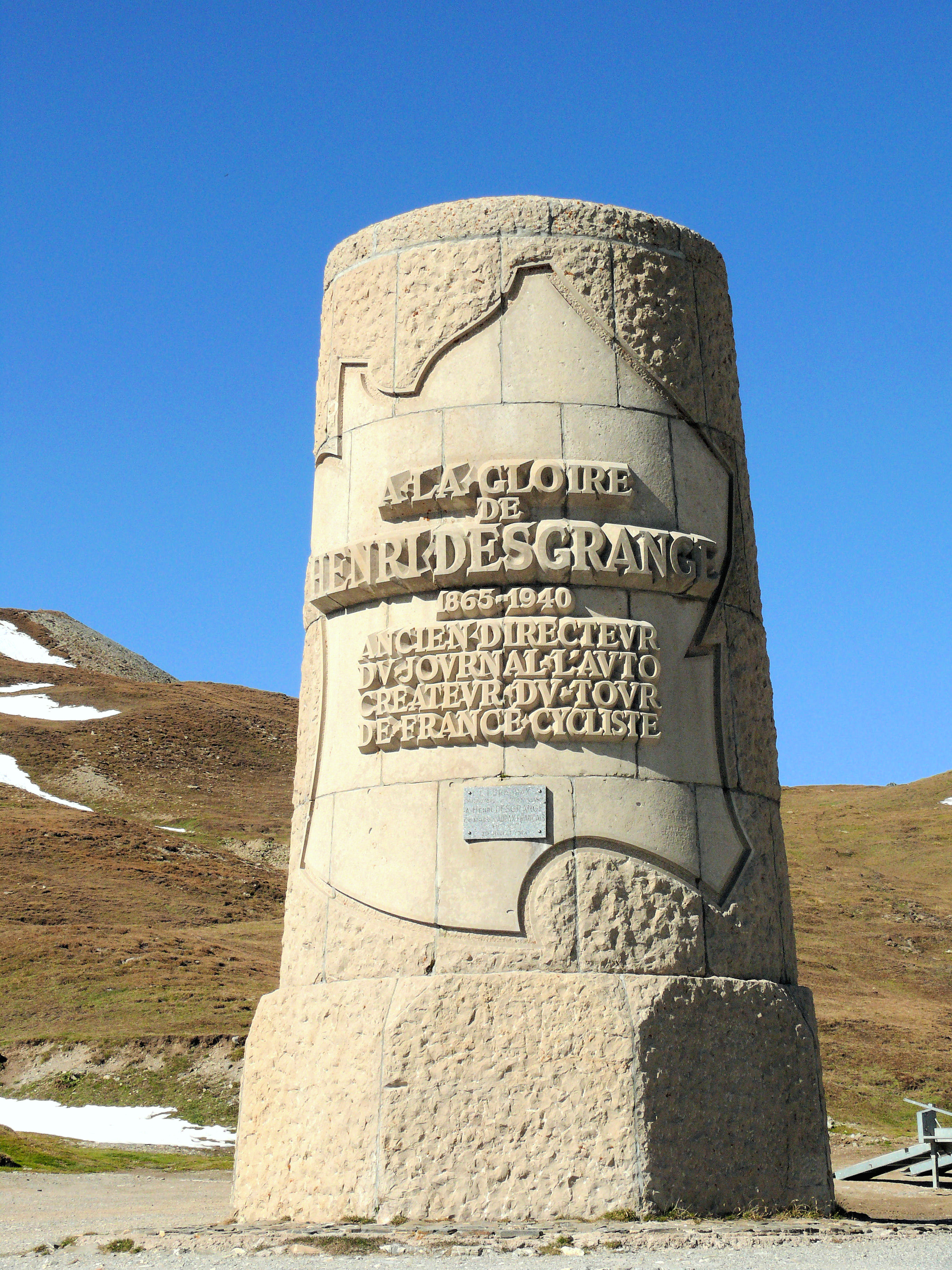
Pomník Henriho Desgrangea na jižní straně Col du Galibier ve výšce 2556 metrů

Formát závodu se časem měnil. Tour de France původně objížděla obvod Francie. Cyklistika byla vytrvalostním sportem a organizátoři si brzy uvědomili finanční potenciál, jaký se skrýval v extrémně těžkých etapách. Po druhé Tour de France v roce 1904 bylo opuštěno od jízdy v noci, protože zde probíhalo neustálé podvádění z řad závodníků, které nebylo rozhodčími spatřeno. Tím se snížila nejen denní, ale i celkově ujetá vzdálenost. Požadavky na vytrvalost závodníků zůstávaly vysoké. Desgrange řekl, že jeho ideální závod bude, když se do Paříže dostane pouze jediný závodník. V roce 1906 se peloton Tour de France poprvé historii dostal za hranice Francie. Druhá etapa končila v Alsaských Métách patřících Německu. Ve stejném roce se Tour de France začalo říkat „La Grande Boucle“, česky „Velký okruh“. Zároveň se v roce 1906 na trati poprvé objevila červená vlajka, tzv. „flamme rouge“, označující poslední kilometr do cíle. Druhý rok v řadě byl v itineráři zařazen Ballon d'Alsace ležící v pohoří Vogézy. O rok dříve se Renému Pottierovi jako jedinému podařilo vyjet na kopec bez sesednutí z kola. Prvním dvojnásobným vítězem Tour de France se v roce 1908 stal Lucien Petit-Breton, vlastním jménem Lucien Georges Mazan. Pseudonym používal, protože se jeho otci nelíbilo, že nemá podle jeho názoru „pořádnou práci“ a je cyklistou. Zároveň se na start závodu v roce 1908 postavilo poprvé v historii více než 100 závodníků, konkrétně 114. Následující rok vznikl rekord, který nebyl dodneška překonán. Suverénní vítěz ročníku 1909, François Faber, získal pět etapových vítězství v řadě.

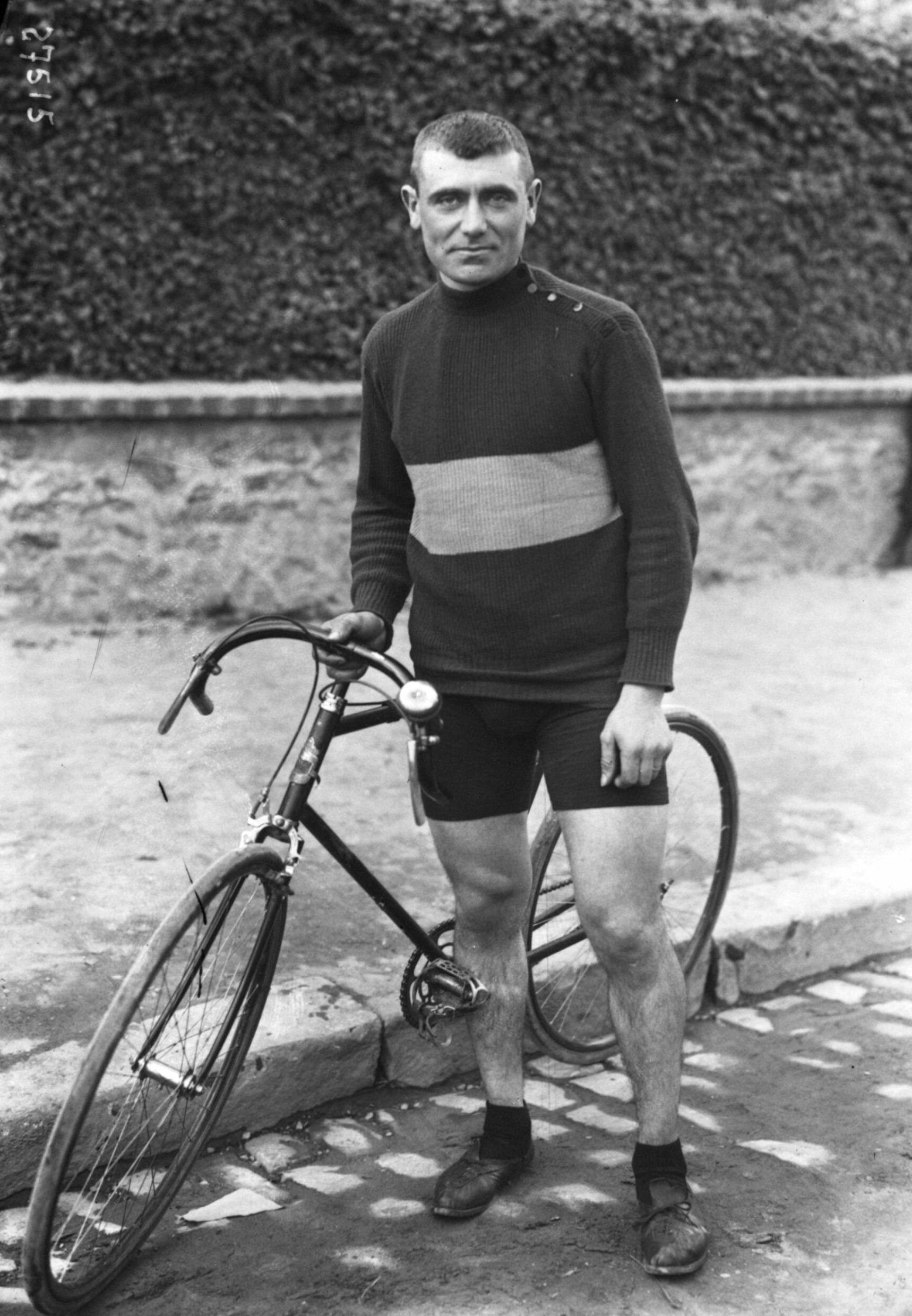
Eugène Christophe

První ryze horské etapy, odehrávající se v Pyrenejích, se na programu závodu objevily v roce 1910 na popud lucemburského vizionáře Alphonse Steinese. Lucemburčan Desgrangeovi nápad o zavedení závodu do Pyrenejí vnukl a později i realizoval. První z nich měřila 289 km a závodníci v jejím průběhu zdolali Col de Portet d'Aspet. Druhá, vedoucí skrze průsmyky Peyresourde, Aspin, Tourmalet a Aubisque, byla se 326 km vůbec nejtěžší dosavadní etapou Tour de France. Zavedení pelotonu do hor se nezdálo zejména samotným závodníkům, kteří se mezi etapami negativně vyjadřovali o jejich náročnosti. Mezi nespokojenými byli dvojnásobný vítěz, Lucien Petit-Breton, vracející se po roční pauze strávené v pozici novináře a François Lafourcade, jež byl tehdy první v průsmyku Aubisque. Při sjezdu do cíle v Bayonne ho však předjel pozdější vítěz etapy i celkové klasifikace, Octave Lapize. Lapize vyhrál i předcházející pyrenejskou etapu a stal se prvním závodníkem, který vyhrál horskou etapu. I přes protesty cyklistů se náklad deníku L'Auto zvýšil ze 150 000 na 300 000 výtisků. V roce 1910 byl součástí pelotonu poprvé v historii závodu sběrný vůz, jehož úkolem bylo sbírat závodníky, kteří ze závodu v horách odstoupili. Ve stejném roce došlo k prvnímu úmrtí z řad závodníků. Během volného dne si šel Adolphe Hélière zaplavat do Středozemního moře a za nevyjasněných okolností zemřel. Podle jedné verze utonul, podle jiné ho popálila jedovatá medúza.
Úspěch Pyrenejí v podstatě předznamenal zařazení Alp do itineráře závodu. Poprvé se tak stalo 13. července 1911. Etapa vedoucí z Chamonix do Grenoblu měřila 366 km. Závodníci byli nuceni překonat průsmyky Aravis, Telegraph a Galibier, který se tyčí do výšky 2556 metrů. Od té doby se Alpy na programu objevují pravidelně. Během Tour de France v roce 1912 v etapě z Chamonix do Grenoblu zaznamenal Eugène Christophe nejdelší únik v historii závodu o délce 315 km. Celkově byl dominantním jezdcem, avšak v platnosti byl tehdy stále bodovací systém a časový rozdíl mezi závodníky byl nepodstatný. Ročník 1912 nakonec vyhrál Odile Defraye a stal se tak prvním belgickým vítězem Tour de France. Od příštího roku již Desgrange bodovací systém zrušil a vrátil se zpět k formátu sčítání času. Christophe se do historie závodu zapsal i z jiných důvodů. Během sjezdu z Tourmaletu v roce 1913 si zlomil vidlici a i s kolem na zádech sestoupil do obce Ste-Marie-de-Campan, kde ji v kovárně opravil. K opravě nicméně využil cizí pomoc a to tehdejší pravidla zakazovala. Přítomný komisař mu udělil časovou penalizaci 10 minut. Po protestech veřejnosti mu byla nakonec časová penalizace snížena na tři minuty. V konečném pořadí Christophe skončil sedmý. Poslední předválečná Tour de France se jela v roce 1914 a jejím vítězem se stal Belgičan Philippe Thys. Po pětileté pauze zapříčiněné První světovou válkou se 29. června 1919 závod znovu vrátil. Pátá etapa poválečného ročníku se zapsala do historie jako nejdelší etapa vůbec. Měřila 482 km a vedla z Les Sables-d'Olonne do Bayonne. Eugène Christophe se zároveň stal prvním oficiálním držitelem žlutého trikotu. Stalo se tak po desáté etapě vedoucí z Nice do Grenoblu v roce 1919. Prvním závodníkem, který žlutý trikot přivezl do Paříže, se však stal celkový vítěz z roku 1919, Firmin Lambot.

### 1920–1939

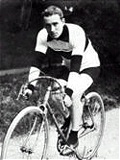
Philippe Thys, první trojnásobný vítěz

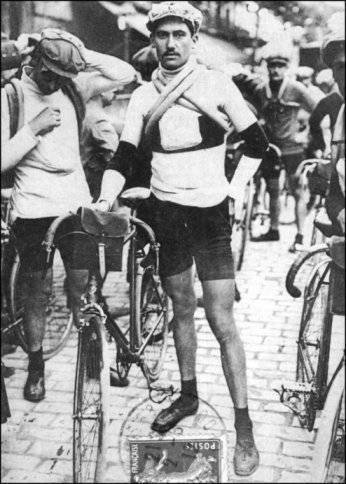
Henri Pélissier v roce 1919

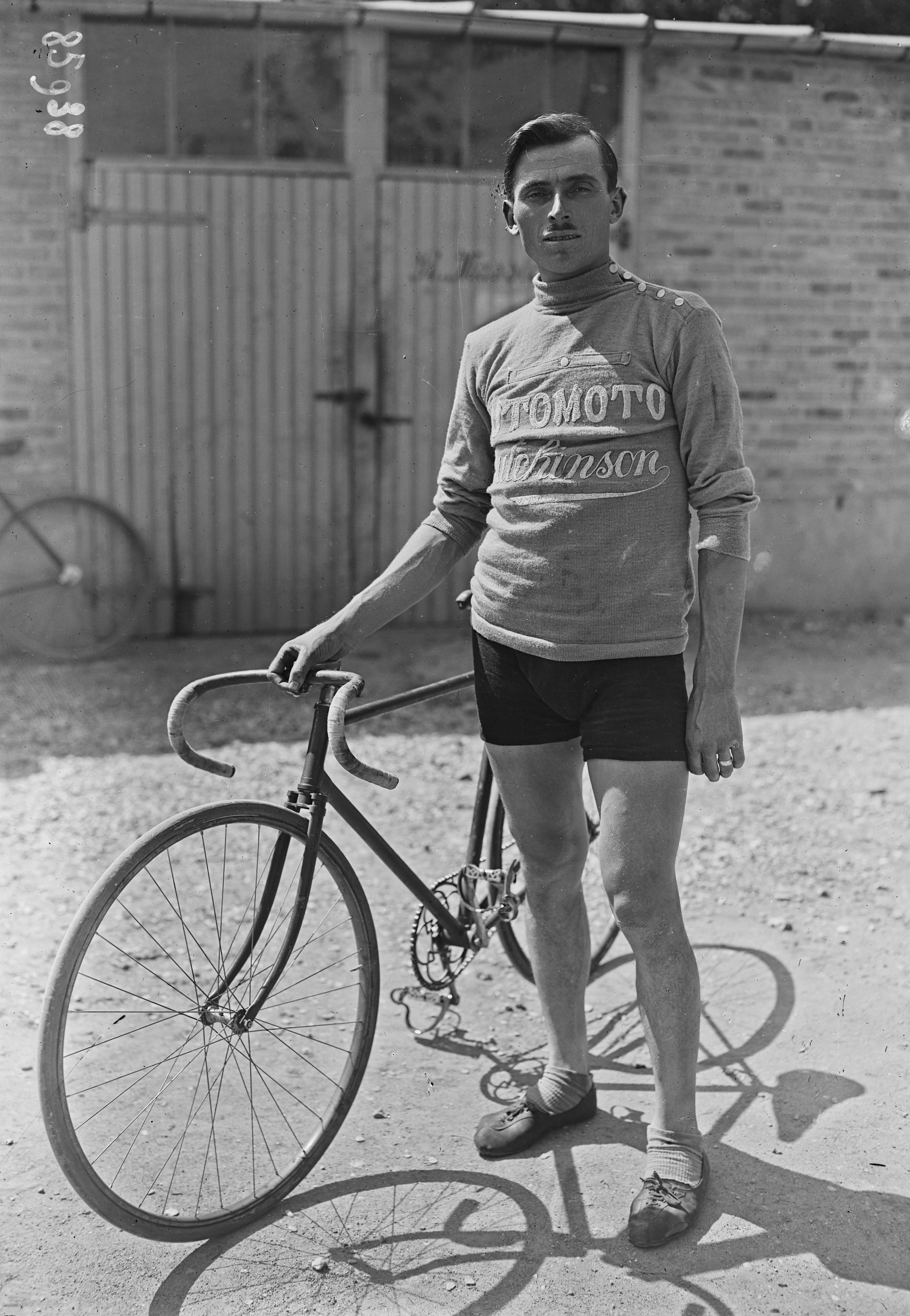
První italský vítěz Tour de France Ottavio Bottecchia

Prvním závodníkem, kterému se podařilo Tour de France vyhrát třikrát, se v roce 1920 stal Belgičan Philippe Thys. Na počátku 20. let vládli na Tour de France Belgičané. Již v ročníku 1920 vyhráli 12 z 15 etap a o rok později to bylo obdobné. Celkovým vítězem se stal Léon Scieur. Po sedmileté nadvládě Belgičanů zvítězil v roce 1923 opět Francouz. Za pomoci bratra Francise se to podařilo Henrimu Pélissierovi. Pélissier na Tour de France poprvé startoval v roce 1914. S Desgrangem měl nepřátelský vztah. Pélissier špatně nesl velmi přísná pravidla tehdejší Tour de France. Závodník například musel dojet s veškerým oblečením a výbavou, kterou měl na startu etapy. Výměna nepojízdných rozbitých kol byla povolena až v roce 1923. Především díky Pélissierovu vítězství bylo téhož roku prodáno na půl milionu výtisků L'Auto. Od roku 1923 byli jednotlivci přihlášeni do závodu označováni jako „touriste routiers“, česky „turisté na silnici“. Od pořadatelů se takovým závodníkům nedostávalo žádné podpory, takže se sami museli vybavit jídlem a nářadím.
O rok později, v roce 1924, Henri Pélissier i se svým bratrem Francisem ze závodu na protest odstoupili. Důvodem bylo pravidlo zavedené v roce 1920, podle kterého musel závodník dojet v tolika vrstvách oblečení, v kolika odstartoval. Po jejich odstoupení ze závodu vznikl rozhovor, jež vstoupil do historie závodu. Společně s bratrem odhalili, že užívali kokain, chloroform, koňskou mast a další stimulanty a analgetika. Přestože pravidla tehdy zakazovala mnoho věcí, doping mezi nepovolené prostředky nepatřil. V meziválečných letech byl mezi závodníky populární zejména strychnin, éter nebo alkohol. Později však Francis Pélissier jejich výroky zmírnil a tvrdil: „Trošku jsme to s tím kokainem a pilulkami přeháněli, ale podstata věci však pravdivá byla.“ Ročník 1924 vyhrál Pélissierův týmový kolega Ottavio Bottecchia a stal se prvním Italem, který závod vyhrál. Následující rok se počet etap zvýšil z 15 na 18 a celkovou klasifikaci opět vyhrál Bottechia. Desgrange Tour de France vnímal jako závod jednotlivců. V prvních vydáních mohl závodit v podstatě kdokoliv. Většina závodníků však byla součástí týmů, které jim zajišťovaly podporu. Až do roku 1925 platil zákaz vzájemné pomoci mezi závodníky jednoho týmu.
V roce 1926 nebyl závod poprvé ve své historii odstartován z Paříže. Takzvaný „Gránd Depart“ proběhl v obci Evian na břehu Ženevského jezera. Zároveň šlo s 5745 km o nejdelší trasu v historii. Desátá etapa vedoucí skrz pyrenejské průsmyky Aubisque, Tourmalet, Aspin a Peyresourde o celkové délce 326 km byla později experty označena jako nejtěžší v celých dějinách Tour de France. Etapa byla odstartována o půlnoci z Bayonne za prudkého deště. Později přišla bouřka. V horách závodníci čelili husté mlze a sněhu. Cíl etapy byl v Luchonu a po 17 hodinách a 22 minutách v ní zvítězil pozdější celkový vítěz, Lucien Buysse. Během ročníku 1926 se poprvé stalo, že ani jednu etapu nevyhrál domácí závodník a prodeje L'Auto, které byly závislé na úspěchu domácích cyklistů, stagnovaly. V letech 1927 a 1928 byly rovinaté etapy na Desgraengův popud uskutečněny jako týmové časovky. Důvodem byla skutečnost, kdy profesionální týmy během rovinatých etap, před dojezdem do hor, chránily své lídry, a tak se v podstatě nezávodilo. Etapy byly potom kratší a jejich počet se zvýšil na 24. Celkovým vítězem se stal Lucemburčan z týmu Alcyon, Nicolas Frantz. O rok později Frantz své vítězství zopakoval. Ve stejném roce se Alcyonu podařilo obsadit v celkové klasifikaci první tři místa. Tento počin nebyl k roku 2017 nikým překonán. Maurice De Waele se za pomoci jeho týmu Alcyon v roce 1929 stal celkovým vítězem, přestože byl nemocný. Desgrange následně prohlásil: „Můj závod vyhrála mrtvola“.

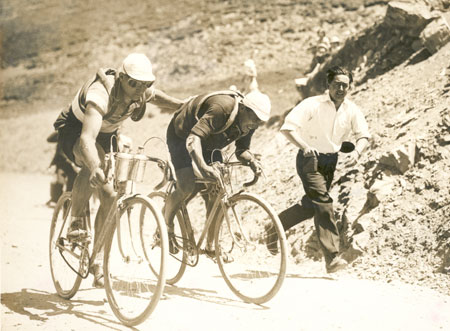
Georges Spleicher pomáhá André Leducquovi na Tour de France 1933

Na konci dvacátých let bylo Desgrangeovi jasné, že dále není schopen ovlivňovat taktiku startujících týmů, které postupem času ovládly průběh závodu. Nebyl spokojen s tím, že za posledních 14 let vyhrál pouze jediný Francouz, Henri Pélissier. To mělo špatný vliv na prodejnost L'Auto. Proto se spolu s Jacquesem Goddetem, synem Victora Goddeta (finanční ředitel L'Auto, který byl v roce 1903 myšlenkou pořádání závodu nadšený) rozhodl, že provedou zásadní změnu ve formátu Tour de France. Změna sestávala ze čtyř hlavních bodů: 1) Firemní týmy budou nahrazeny týmy národními. 2) Ubytování a stravu závodníkům zařídí pořadatel, kterému na to vydělá reklamní karavana. 3) Jakákoliv mechanická pomoc od doprovodných vozů je zakázána včetně pomoci týmových kolegů během etapy. 4) Týmové časovky, které v minulosti nahrazovaly rovinaté etapy budou zrušeny.
Startovní pole v roce 1930 tvořilo celkem 5 národních týmů vždy po osmi cyklistech z Francie, Belgie, Itálie, Španělska a Německa. K nim ještě startovalo dalších 60 cyklistů jako tourist routiers. Týmovým šéfům se nový formát nelíbil a protestovali. Nicméně Tour de France v té době provázela velká publicita, a tak nakonec ustoupili a jejich jezdci dostali povolení startovat. L'Auto rovněž závodníkům zajistilo žlutě natřené rámy bez reklam, na něž byla namontována sedla a řídítka jednotlivých cyklistů. Finance na pořádání Tour de France nového formátu Desgrange zajistil pomocí tzv. „Caravane publicitaire“, což byla reklamní karavana jedoucí před pelotonem. Nový formát závodu splnil Desgrangeova očekávání, protože hned první etapu vyhrál nejmladší z bratrů Pélissierů, Charles. Francouz zvítězil i v závěrečných čtyřech etapách. Celkovým vítězem se ale stal André Leducq, který si při přejezdu hor vedl nejlépe. Francouzský národní tým nakonec triumfoval v 18 z 21 etap.
V ročníku 1931 Desgrange zavedl další novinku. Vítěz etapy získal tříminutovou časovou bonifikaci. Obhájce prvenství, André Leducq, byl tentokrát v roli domestika. Celkovým vítězem se stal jeho týmový kolega, Antonin Magne, který Leducquovi pomohl při jeho vítězství v roce 1930. Hned v následujícím vydání v roce 1932 byla časová bonifikace pro vítěze etapy navýšena na 4 minuty a celkovým vítězem se podruhé stal André Leducq. Na Tour de France v roce 1933 byla poprvé představena horská klasifikace pro nejlepšího vrchaře. Jejím prvním vítězem se stal Španěl Vicente Trueba. Časová bonifikace pro vítěze etapy byla snížena na 2 minuty. Potřetí v řadě triumfoval Francouz, tentokráte Georges Speicher. Po závodě padl rekord prodejnosti L'Auto. Celkem se prodalo 854 000 výtisků. Speicher se zároveň stal prvním mužem v historii cyklistiky, jenž vyhrál ve stejném roce Tour de France a mistrovství světa. Tři etapy před koncem ročníku 1934 se poprvé v itineráři objevila individuální časovka. Vedla z La Roche-sur-Yon do Nantes a měřila 90 km. V časovce zvítězil Antonin Magne a potvrdil tak svůj celkový triumf. V itineráři následujícího ročníku 1935 se objevilo 6 dvoudílných etap. To znamenalo, že dopoledne se jela klasická etapa a odpoledne individuální časovka. Obhájce vítězství Antonin Magne po srážce s autem závod nedokončil. Vítězem celkové klasifikace se stal mladý belgický závodník Romain Maes. Ročník 1935 se do historie zapsal svou první smrtelnou nehodou. Francisco Cepeda měl při sjezdu z Col du Galibier nehodu, po které o tři dny později v nemocnici na následky zranění zemřel.

V roce 1936 Desgrange prodělal dvě navazující operace prostaty. Později naléhal na lékaře, aby mu dovolili závod doprovázet. Desgrange nakonec i proti doporučení lékařů závod doprovázel. Hned druhý den u něj však v Charleville propukla horečka a byl nucen se ze závodu stáhnout. Ředitelem závodu se dočasně stal Jacques Goddet. Vzhledem k politické situaci v Evropě v roce 1936, kdy se Francie se Spojeným královstvím snažily na Itálii kvůli její snaze ovládat Habeš uvalit sankce, italští závodníci na Tour de France nestartovali. Belgický národní tým svým dalším triumfem znovu potvrdil svou dominanci. Tentokrát vyhrál Sylvère Maes. Žádný příbuzenský vztah mezi Romainem a Sylvèrem nebyl. 

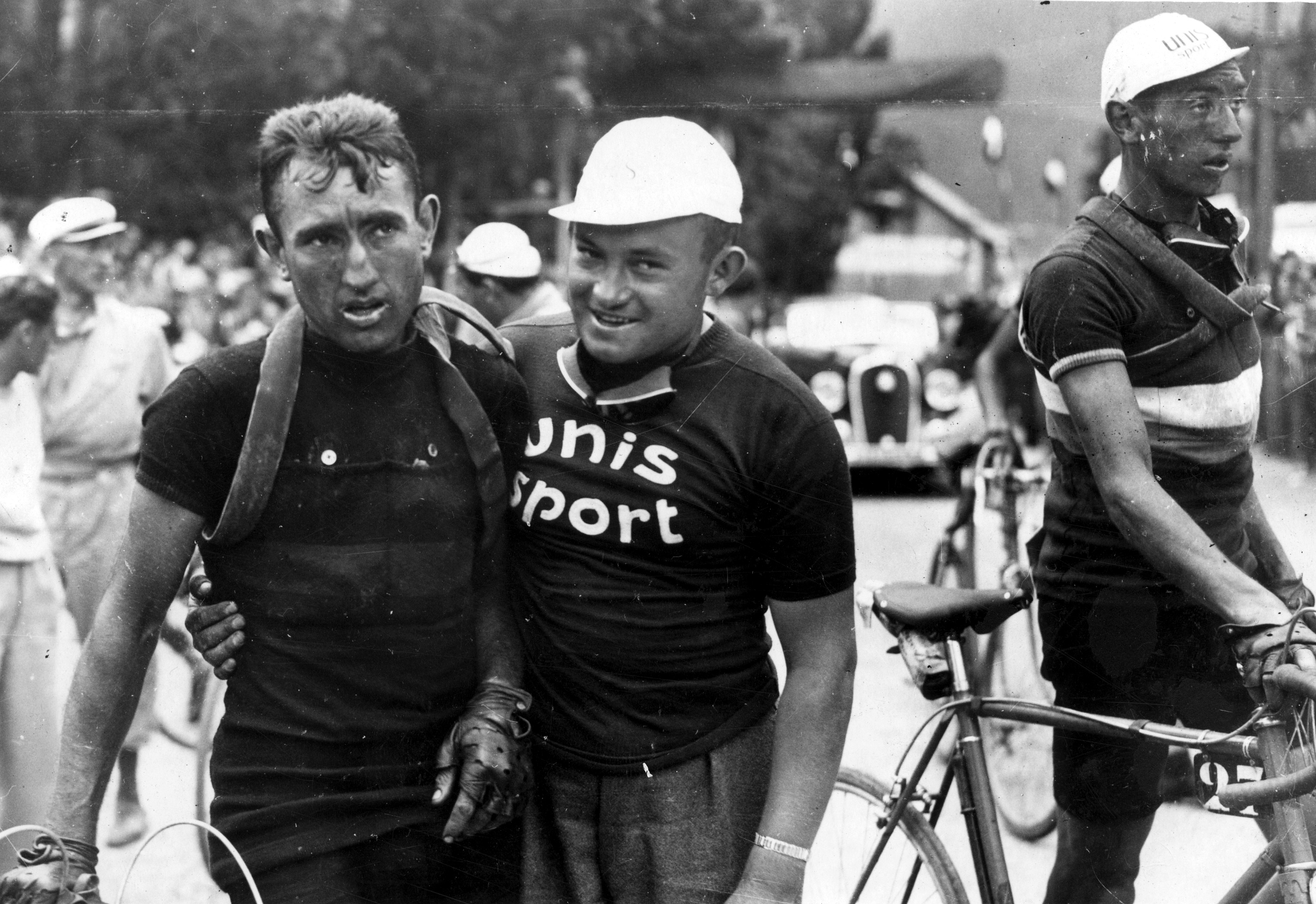
Sylvère Maes (vlevo) na Tour de France 1936

Desgrange byl proti používání kol s převody a po mnoho let trval na tom, aby závodníci používali dřevěné ráfky. Bál se totiž, že by dlouhé sjezdy zapříčinily ohřátí kovových ráfků natolik, že by lepidlo držící ráfek a plášť povolilo. V roce 1937 se ředitelem stal Jacques Goddet a ten používání přehazovačky povolil. Celkovým vítězem se po demonstrativním odstoupení celého belgického týmu včetně průběžně vedoucího jezdce ve žlutém trikotu, Sylvèra Maese, stal lídr francouzského národního týmu Roger Lapébie. Belgičané nebyli spokojeni s výší penalizace (90 sekund), kterou Lapébie dostal za přidržování se auta při výjezdu do kopců. Kvůli jejich protestům na ně domácí diváci během 16. etapy házeli kamení. Když ještě dostal Maes 25sekundovou penalizaci za nepovolenou spolupráci od závodníka, který nebyl členem belgického národního týmu poté, co měl defekt a Lapébie na něj zaútočil, rozhodl se demonstrativně závod opustit. Organizátoři závodu se snažili nastalou situaci uklidnit tím, že Lapébie nebude pozván v následujícím ročníku. Během třicátých let se pravidla závodu měnila prakticky každoročně. V ročníku 1938 byly časové bonifikace za vítězství v etapě sníženy na jednu minutu. Byla zrušena kategorie individuálních závodníků a opět startovaly národní týmy. Národní týmy Belgie, Itálie, Německa a Francie vyslaly 12 cyklistů, zatímco Španělsko, Lucembursko, Švýcarsko a Nizozemsko pouze 6. Dále ještě startovaly dva francouzské týmy označené jako B a C, neboli Bleuts a Cadets. Vítězem ročníku se při své druhé účasti stal Ital Gino Bartali. V červenci roku 1939 byl Henri Desgrange jako host na Tour de France naposledy. Politická situace v Evropě zapříčinila neúčast reprezentací Itálie, Španělska a Německa. Na programu se poprvé objevila horská časovka, jež měřila 64,5 km a vedla na Col de l'Iseran. Jejím vítězem a později posledním předválečným celkovým vítězem závodu se stal Sylvère Maes. Poté byla Tour de France přerušena druhou světovou válkou.

### 1940–1946

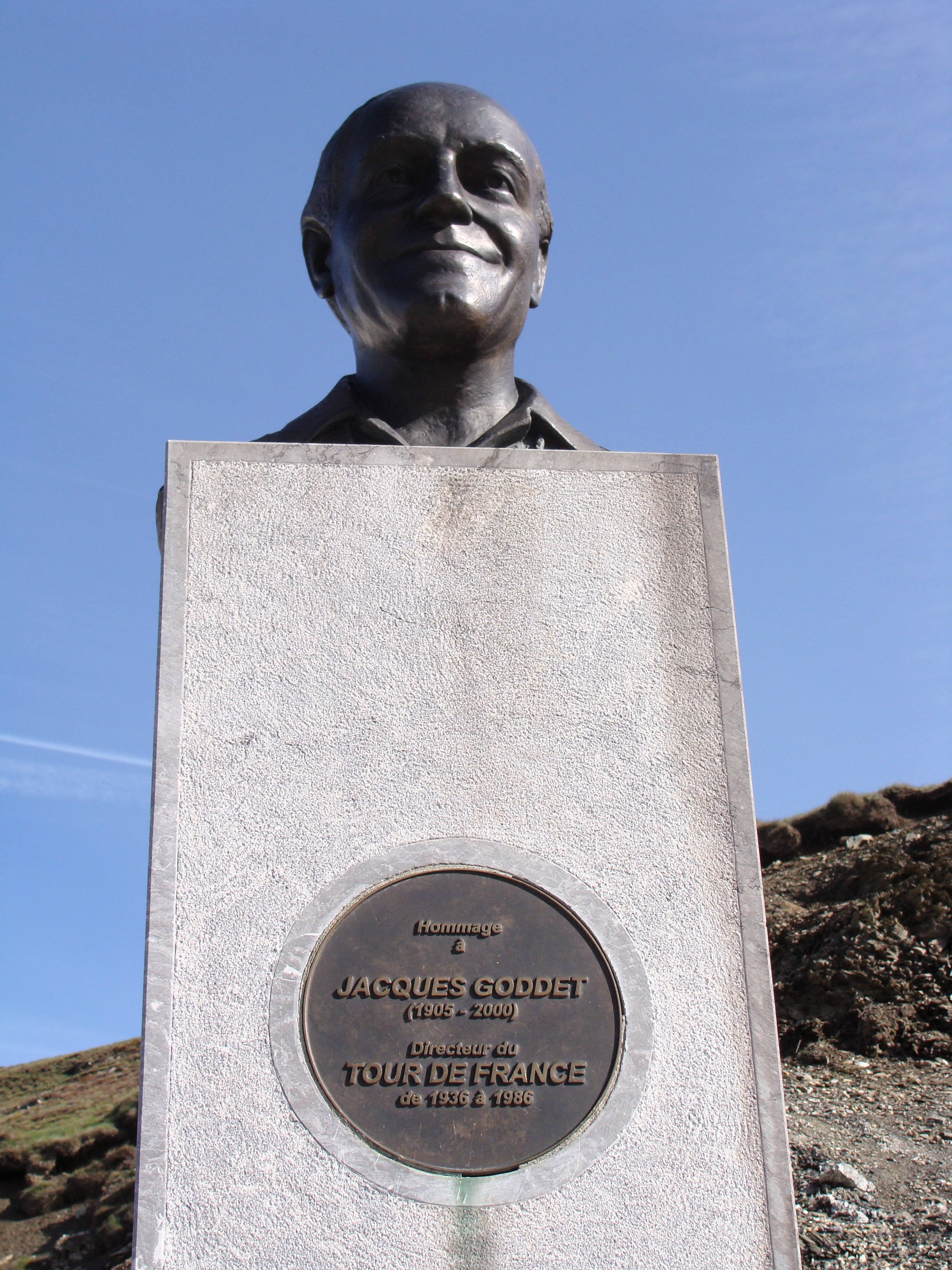
Památník Jacquese Goddeta, ředitele Tour de France mezi lety 1936–1986, na vrcholu Col du Tourmalet

Francie byla po kapitulaci dne 22. června 1940 rozdělena na dvě části. Sever země byl přímo okupován Němci a na jihu země působila s Němci kolaborující francouzská vláda sídlící ve Vichy. V jejím čele stál maršál Pétain. Henri Desgrange zemřel ve svém domově na pobřeží Středozemního moře 16. srpna 1940. Starší z bratrů Goddetových, Maurice, prodal svůj majoritní podíl v L'Auto Raymondu Patenotrovi. Ten ho poté prodal Němcům. Jacques Goddet nadále zůstal šéfredaktorem listu. Redakce sídlila v okupované Paříži. Deník dále vycházel v redukované verzi. Němci s Pétainem v létě roku 1941 po Goddetovi chtěli, aby uspořádal Tour de France. Goddet však jejich nátlaku odolal a pobídku odmítl.
O rok později, v roce 1942, Němci opět usilovali o pořádání závodu. Nabídli Goddetovi, že kvůli Tour de France otevřou hranice mezi okupovaným severem a Vichistickou Francií. Závod mělo pořádat L'Auto spolu s listem La France Socialiste. Goddet pořádání opět odmítl, protože šéfredaktor spolupořádajícího listu, Jean Leulliot, kolaboroval s Němci. Leulliot nakonec uspořádal závod sám. Nesl název Circuit de France a měl celkem 6 etap. Závod vedl přes obě části Francie. Účastnily se jej pouze firemní týmy. Circuit de France nicméně skončil neúspěchem vlivem špatného zázemí a logistiky.
V roce 1943 L'Auto znovu Tour de France nepořádalo. Místo toho vyhlásilo anketu o nejlepší národní tým za předpokladu, kdyby se závod jel. Ankety se zúčastnilo 100 000 čtenářů. L'Auto místo Tour de France pořádalo seriál jednorázových závodů nazvaný Gran Prix du Tour de France. Závodníkům se jejich jednotlivé časy sčítaly. Celkovým vítězem se stal Joseph Goutorbe a od pořadatelů dostal žlutý dres. Goddet po konci seriálu prohlásil: „Toto není Tour de France“. Po osvobození Francie v létě roku 1944 bylo L'Auto, které vycházelo s podporou Němců, zavřeno. Stát zabavil všechen jeho majetek. Práva na pořádání závodu tedy patřila státu.
Jacques Goddet v únoru roku 1946 založil nový sportovní deník L'Équipe. Tour de France však kromě L'Équipe chtěly pořádat také socialistický deník Élans a komunistické Sports a Miroir Sprint. Goddet koupil Élans a uzavřel spojenectví s pravicovým deníkem Parisien Liberé, jehož majitelem byl Émilien Amaury. Amaury na oplátku od Goddeta vyžadoval, aby se jeho pomocníkem při pořádání cyklistických závodů stal jeho podřízený Félix Lévitan. Francouzská cyklistická federace rozhodla, že o pořadateli Tour de France rozhodnou dva zkušební pětietapové závody. První z nich, La Ronde de France, pořádaly listy Sports a Miroir Sprint a startovaly v něm firemní týmy. Goddet uspořádal druhý zkušební závod, který se jmenoval Course du Tour de France a vedl z Monaka do Paříže. Goddetův závod byl lépe organizovaný a pro veřejnost atraktivnější. Soutěžily v něm před válkou oblíbené národní týmy. V prosinci 1946 Francouzská cyklistická federace rozhodla, že pořadatelem Tour de France bude deník L'Équipe. Nicméně komunisté se proti rozhodnutí federace ohradili a pod jejich tlakem bylo nakonec rozhodnuto, že práva na pořádání dostane neutrální „La Societé du Parc du Princes“ (česky: „Společnost Parku Princů“). Hned na počátku roku 1947 bylo jasné, že bez podpory jednoho z deníků není možné závod uspořádat. Proto Společnost Parku Princů převedla svá práva na L'Équipe. Komunističtí novináři označili rozhodnutí za politické a obviňovali Goddeta z kolaborace. Snaha Charlese de Gaulla omezit vliv komunistů spolu s reputací Émiliena Amauryho nakonec pořádání Tour de France Goddetem zachránila. Amaury se na oplátku díky podpoře Goddeta stal většinovým vlastníkem L'Équipe.

### 1947–1954

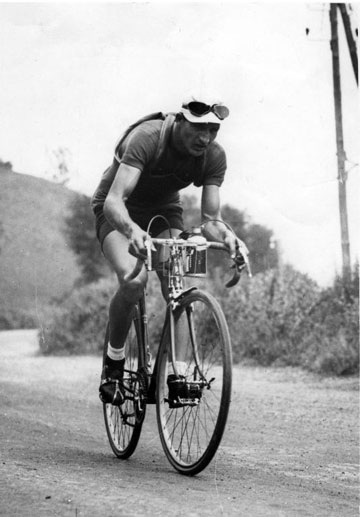
Gino Bartali, dvojnásobný vítěz Tour de France

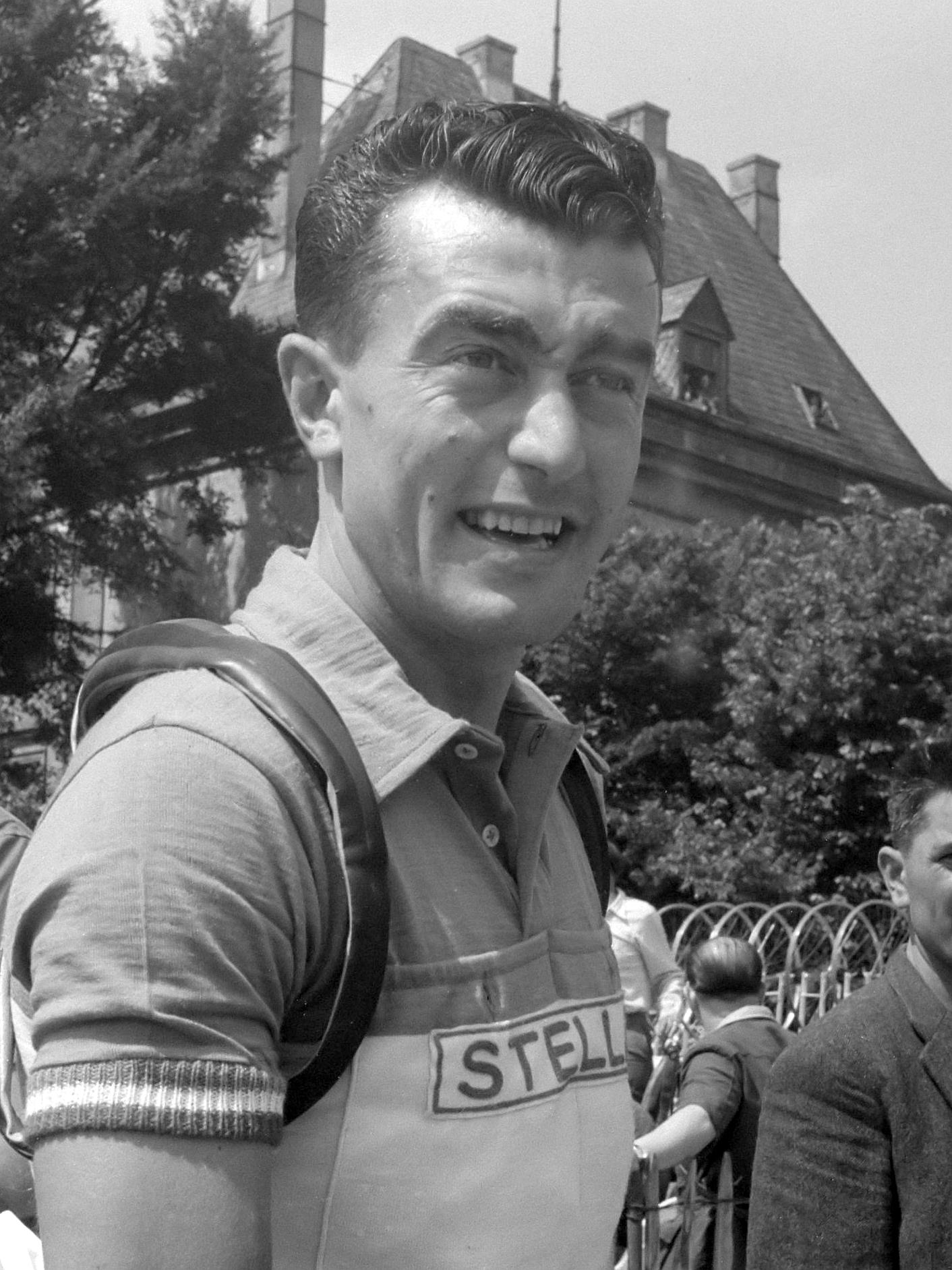
Louison Bobet na Tour de France v roce 1951

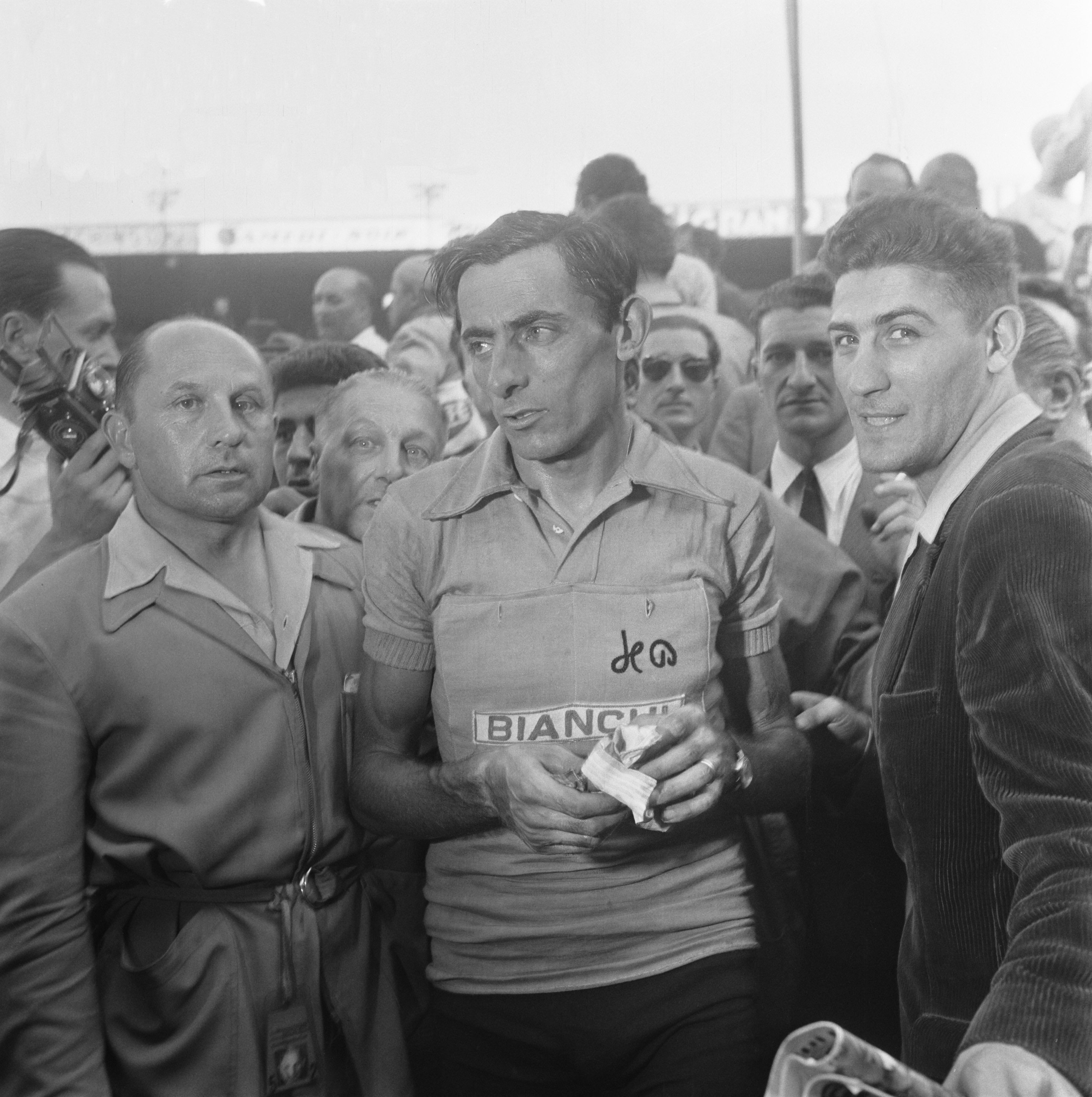
Fausto Coppi (uprostřed) na Tour de France v roce 1952

Vítěz posledního předválečného ročníku, Sylvère Maes, se na poslední chvíli odhlásil z první poválečné Tour de France roku 1947. V době konání tohoto závodu ještě nebyl podepsán mír mezi Francií a Itálií, takže země byly de iure ve válce. Dvě největší italské hvězdy, Fausto Coppi a Gino Bartali, na startu chyběly. Italský národní tým mohl být sestaven pouze z Italů žijících ve Francii. Na start se postavilo celkem deset týmů: Francie, Belgie, Francouzští Italové, Nizozemsko, v jehož týmu byli tři francouzští Italové, Švýcarsko/Lucembursko a pět francouzských regionálních týmů. Závod vedl i přes nejvíce zničené části na severu země. Vzhledem k poválečné situaci ve Francii, kdy byl benzin i jídlo na příděl, panoval nedostatek těchto surovin i pro Tour de France. Vláda tak poprvé poskytla závodu finanční podporu. Na programu bylo 21 etap včetně 139 km dlouhé časovky, která byla nejdelší v celé historii závodu. Vítězem prvního poválečného vydání se stal 153 centimetrů vysoký Jean Robic. V následujícím ročníku 1948 již na startu figuroval italský národní tým. Coppi nestartoval, a tak byl jednoznačným lídrem Bartali. V Itálii byl v červenci 1948 spáchán neúspěšný atentát na generálního tajemníka komunistické strany, Palmira Togliattiho, a zemi hrozila generální stávka. Bartalimu, který v době atentátu ztrácel na vedoucího Louisona Bobeta 20 minut, zavolal italský premiér Alcide De Gasperi. De Gasperi pobídl Bartaliho k vítězství v etapě konané další den. Premiér se domníval, že Bartaliho vítězství by Itálii morálně pomohlo. Bartali mu slíbil, že celý závod vyhraje. Tak se také stalo. Dojezd v Paříži byl poprvé za přítomnosti televizních kamer. Gino Bartali se zároveň stal prvním a k roku 2017 jediným závodníkem v historii, kterému se podařilo vyhrát tři po sobě jdoucí klasické horské etapy. Je jediným cyklistou historie, který vyhrál podruhé celkovou klasifikaci s odstupem deseti let od svého prvního vítězství.
V roce 1949 se spolu s Bartalim na start postavil i Fausto Coppi. Manažer italského týmu, Alfredo Binda, rozhodl, že každý z nich dostane 5 domestiků a lídr týmu nebyl určen. Na počest Henriho Desgrangea byl na jižní straně hory Col du Galibier ve výšce 2556 metrů dne 19. července 1949 při průjezdu pelotonu odhalen jeho pomník. Během sedmnácté etapy si Bartali při pádu vymkl kotník a Binda rozhodl, že Coppi může dále pokračovat bez Bartaliho. Coppi dorazil do cíle první a později i celou Tour de France vyhrál. Stal se prvním cyklistou, kterému se podařilo v jednom roce zvítězit jak na Giru d'Italia, tak Tour de France. Na Tour de France v roce 1950 Coppi svoje vítězství kvůli zranění neobhajoval. V jedenácté královské pyrenejské etapě z Pau do Saint-Gaudens na Col d'Aubisque Bartali dostihl tehdy vedoucího Jeana Robica a francouzskými fanoušky u silnice byl údajně fyzicky napaden. Bartali i přesto etapu vyhrál. Celkově však vedl lídr týmu Itálie B, Fiorenzo Magni, a to Bartali údajně těžce nesl. Bartali chtěl po etapě ze závodu odstoupit. Ředitelé Tour de France, Goddet a Lévitan, se mu jeho úmysl snažili vymluvit. Nakonec oba své týmy ze závodu stáhla Italská cyklistická federace. Dodnes není jasné, jestli k útoku vůbec došlo. Po demonstrativním odchodu Italů se novým celkovým vedoucím závodníkem stal pozdější vítěz Tour de France z roku 1950 Ferdinand Kübler. Stal se prvním švýcarským vítězem závodu.
Švýcarskou dominanci z počátku 50. let potvrdil svým vítězstvím v roce 1951 Hugo Koblet. V itineráři závodu se v osmnácté etapě poprvé objevil Mont Ventoux, přezdívaný „Obr z Provence“. Ve stejném roce začínala Tour de France podruhé ve své historii jinde než v Paříži. Startovalo se v Métách. Tzv. „Grand départ“, „Velký start“, je od tohoto roku vždy v jiném městě než cílová metropole. Nová hora se objevila na programu Tour de France i v roce 1952. Závod měl v desáté etapě poprvé v historii horský dojezd. Etapa končila na Alpe d'Huez. Ve stejném roce peloton poprvé zavítal na Sestriere a Puy de Dôme. V roce 1952 byly poprvé zprostředkovány televizní záběry průběhu jednotlivých etap. Celkovým vítězem se s náskokem 28 minut na druhého stal naposledy Fausto Coppi. Následující rok, kdy uplynulo 50 let od první Tour de France, byl do soutěže zařazen „maillot vert“, zelený trikot pro nejlepšího jezdce bodovací soutěže. Jeho prvním vítězem se stal Švýcarský závodník Fritz Schär. Italsko-švýcarská pětiletá nadvláda na Tour de France byla přerušena v roce 1953, kdy se vítězem stal Francouz Louison Bobet. Bobet vyhrál i ročník 1954. V roce 1954 závod poprvé odstartoval mimo Francii. Začínalo se v Amsterdamu.

### 1955–1968

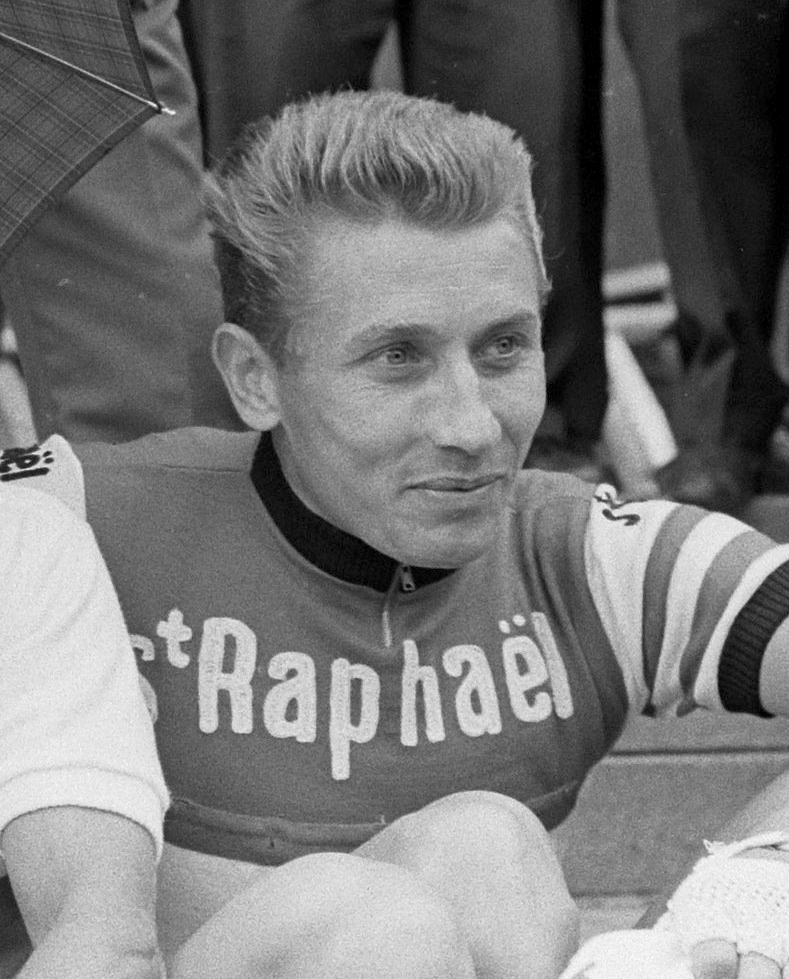
První pětinásobný vítěz Tour de France Jacques Anquetil

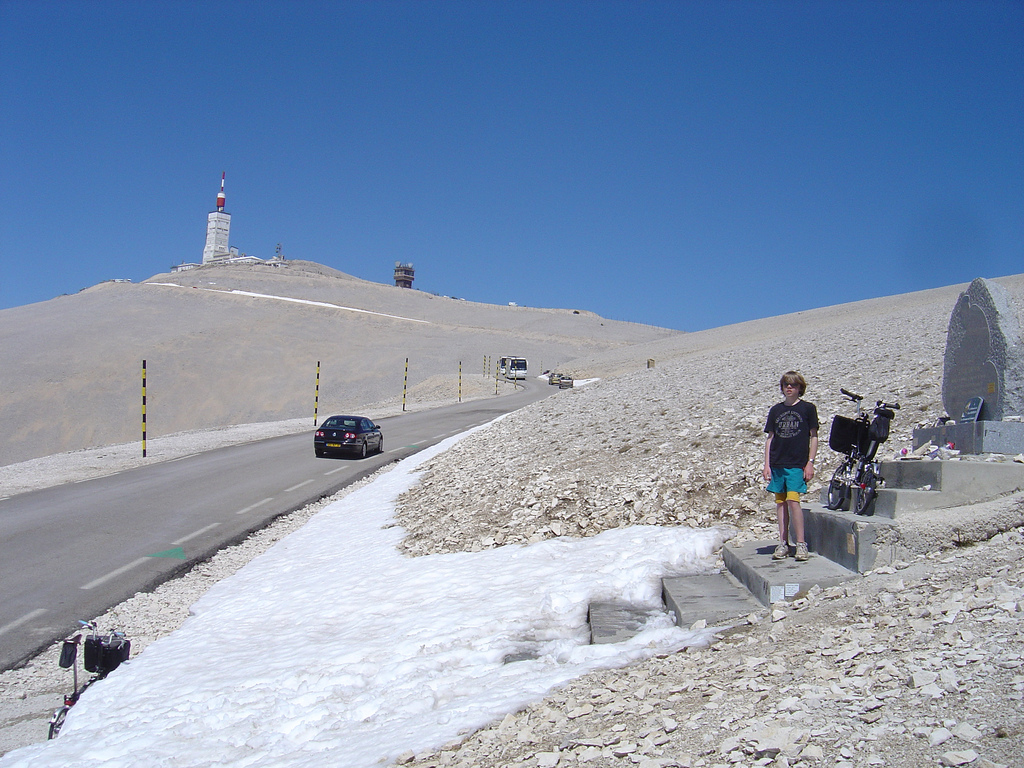
Památník na Mont Ventoux, kde v roce 1967 zahynul Tom Simpson

Louison Bobet triumfoval v celkové klasifikaci i v roce 1955 a stal se prvním závodníkem v historii, jemuž se podařilo zvítězit třikrát za sebou. Na startu Tour de France v roce 1956 však Bobet i další bývalí vítězové chyběli. Celkový triumf si zajistil Roger Walkowiak. O rok později, při své první účasti v závodě, zvítězil Jacques Anquetil. V roce 1958 byl televizní obraz poprvé v historii Tour de France přinášen vrtulníky. Zároveň nebyl poprvé mezi 22 etapami volný den. Po 30 letech znovu závod vyhrál Lucemburčan: z vítězství se radoval Charly Gaul. Před začátkem závodu v roce 1959 se francouzský tým rozhádal. Kapitánem chtěli být Jacques Anquetil, Louison Bobet, Raphaël Géminiani i Roger Rivière. Každý z nich odmítal pracovat pro někoho jiného. Z jejich sporů nakonec těžil Federico Bahamontés, jenž se stal prvním Španělem, který závod vyhrál.
V létě roku 1952 se oficiálním lékařem Tour de France stal Pierre Dumas. V průběhu své kariéry byl Dumas svědkem situací, kdy si cyklisté během závodu píchali injekce a vůbec jim nevadila jeho přítomnost. Veřejný zákaz prodeje amfetaminu francouzská vláda schválila v roce 1955, cyklisté ho však používali hromadně dál. Po konci ročníku 1960, který vyhrál Gaston Nencini, začal Dumas usilovat o antidopingový zákon. Ten vstoupil v platnost až v roce 1966.
V roce 1961 Tour de France začínala v rodném městě Jacquese Anquetila, přezdívaného „Monsieur chrono“, v Rouenu. Anquetil byl vynikajícím časovkářem a před začátkem závodu prohlásil, že si žlutý trikot vezme již první den a nechá si ho až do konce. Své tvrzení Anquetil potvrdil celkovým vítězstvím. Na počátku šedesátých let se cyklistika potýkala s velkým odlivem finančních prostředků. Na Tour de France stále závodily národní týmy. Výrobci kol tak na ředitele závodu, Jacquese Goddeta, vyvíjeli čím dál větší tlak, protože i během závodu své závodníky platily, ale na oplátku neměly žádnou reklamu. Goddet jejich tlaku nakonec podlehl a od roku 1962 nastolil opět koncept firemních týmů. Ve stejném roce nechal spolumajitel závodu, Émilien Amaury, povýšit Félixe Lévitana do ředitelské pozice. Od tohoto data Goddet zajišťoval sportovní stránku závodu, zatímco Lévitan se staral o finance. Ročníku 1962 se zúčastnilo 15 desetičlenných týmů. Anquetil opět celkově vyhrál, zejména díky časovkám. Zároveň ustanovil nový rekord v průměrné rychlosti o hodnotě 37,3 km/h. Kvůli Anquetilově dominanci v časovkách a nezajímavosti závodu se organizátoři rozhodli následující rok celkovou délku časovek zkrátit. K tomu ještě přidali několik dojezdů na vrcholu kopců. Před sedmnáctou etapou vedoucí z Val-d'Isère do Chamonix před Anquetilem vedl o 3 sekundy Federico Bahamontés. Trasa etapy byla kvůli sesuvu půdy odkloněna a vedla přes Col de la Forclaz, kde měla silnice místy až 25% sklon. Anquetil jel ve stoupání s lehčím převodem 46×26, aby se dokázal Bahamontése držet. Na vrcholu plánoval jeho manažer Géminiani výměnu kola, přestože to bylo tehdejšími pravidly zakázáno. Mechanik Anquetilovy stáje využil chvilkové nepozornosti komisařů a kleštěmi mu přestřihl drát k přehazovačce. Komisaři poté výměnu kola povolili. Etapu nakonec Anquetil vyhrál stejně jako následující časovku a stal se prvním čtyřnásobným vítězem Tour de France.
O rok později, v roce 1964, startoval na Tour de France vítěz Vuelty ze stejného roku, Raymond Poulidor. Dvanáctá etapa končící na vyhaslém kráteru Puy de Dôme je novináři považována za jednu z nejslavnějších etap historie závodu. Na 10 km dlouhé silnici na vrchol spolu bojovali Anquetil s Poulidorem bok po boku. Těsně pod vrcholem se Poulidorovi podařilo Anquetilovi odjet a etapu vyhrát. Celkově však nadále zůstal Anquetil ve vedení o 14 sekund před Poulidorem. V individuální časovce do Versailles zvítězil Anquetil a i celou Tour de France s rozdílem 55 sekund před druhým Poulidorem vyhrál. Do té doby se jednalo o nejmenší rozdíl mezi prvními dvěma jezdci v historii. Anquetil se stal prvním pětinásobným vítězem závodu a zároveň jako první dokázal vyhrát celkovou klasifikaci na všech třech Grand Tours (Giro d'Italia, Vuelta a España a Tour de France). V roce 1965 svůj titul neobhajoval. Tvrdil, že další vítězství na Tour de France jeho tržní hodnotu nezvýší. Naopak kdyby prohrál, mohl by tratit. Celkovým vítězem ročníku 1965 se stal italský debutant Felice Gimondy.
Francie se v roce 1966 stala první zemí na světě, kde začaly platit zákony zakazující užití dopingu ve sportu. Někteří závodníci včetně Anquetila nebo mistra světa Toma Simpsona, proti přijatým opatřením protestovali. Naopak Poulidor protesty nepodpořil. Bez etapového vítězství se vítězem ročníku 1966 stal Anquetilův domestik Lucien Aimar. V roce 1967 se systém závodu navrátil k národním týmům. Ředitelé závodu, Goddet s Lévitanem, se chtěli týmům pomstít za jejich loňskou podporu závodníků protestujících proti zákazu dopingu. Během třinácté etapy, dne 13. července 1967, bylo na programu 211 km mezi Marseille a Carpentrasem. Etapa byla vedena přes Mont Ventoux. Teploty se v dané oblasti tehdy pohybovaly kolem 45 stupňů. Ráno před etapou šéflékař závodu, Pierre Dumas, prohlásil: „Jestli si dnes závodníci něco vezmou, budeme mít na svých rukách smrt.“ Během výjezdu na Mont Ventoux zkolaboval britský cyklista Tom Simpson a později na následky předávkování amfetaminem zemřel. Celkovým vítězem se stal Roger Pingeon. Po smrti Toma Simpsona byla Tour de France roku 1968 symbolicky odstartována z městečka Vittel, kde se vyrábí minerální voda. Mezinárodní cyklistická federace obnovila volné dny a vítěz každé etapy se musel podrobit dopingové kontrole. Ve stejném roce závod poprvé končil na velodromu ve Vincennes. Celkovým vítězem se stal Nizozemec Jan Janssen, aniž by v závodě jel ve žlutém trikotu.

### 1969–1977

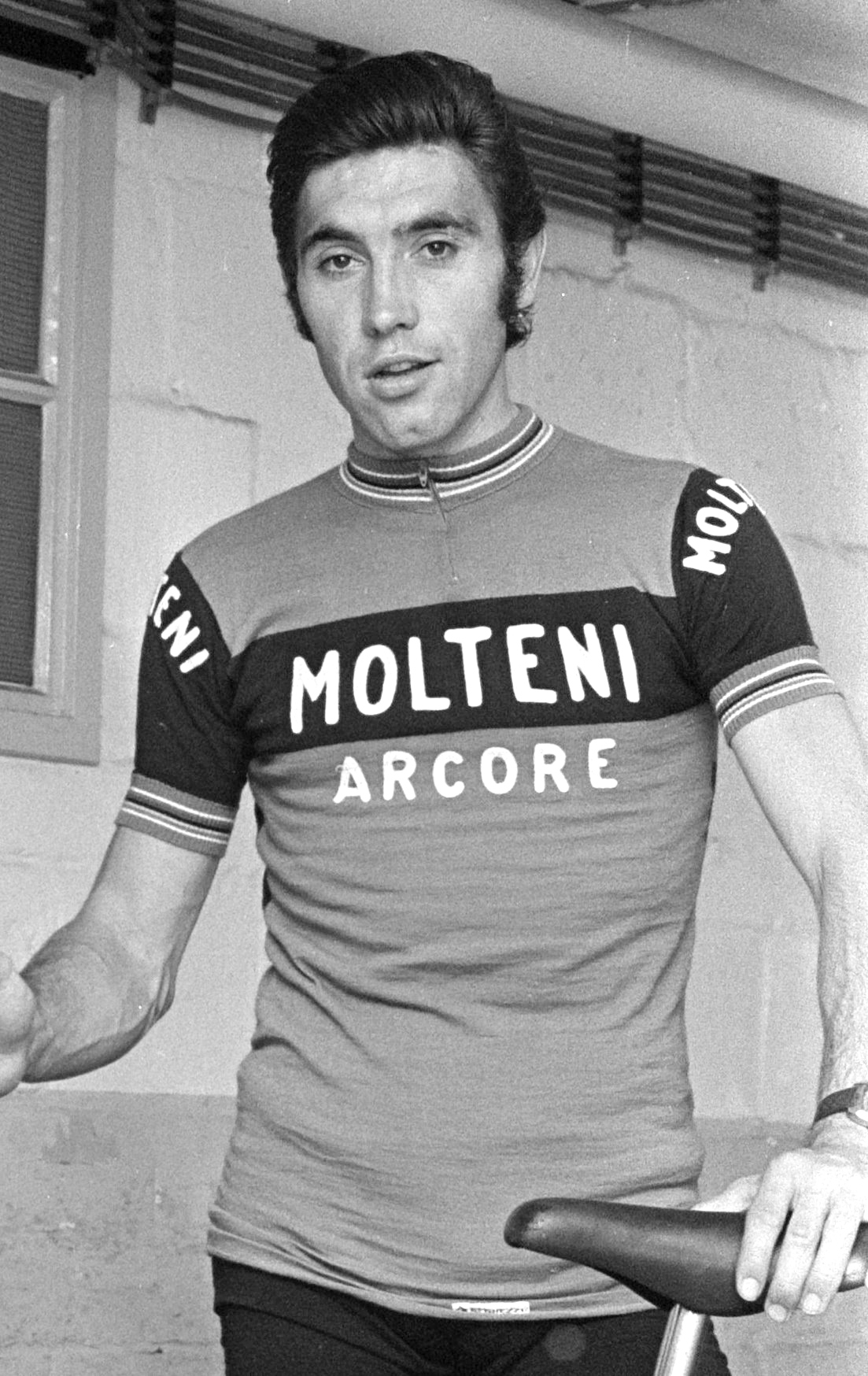
Pětinásobný vítěz Tour de France Eddy Merckx v roce 1973

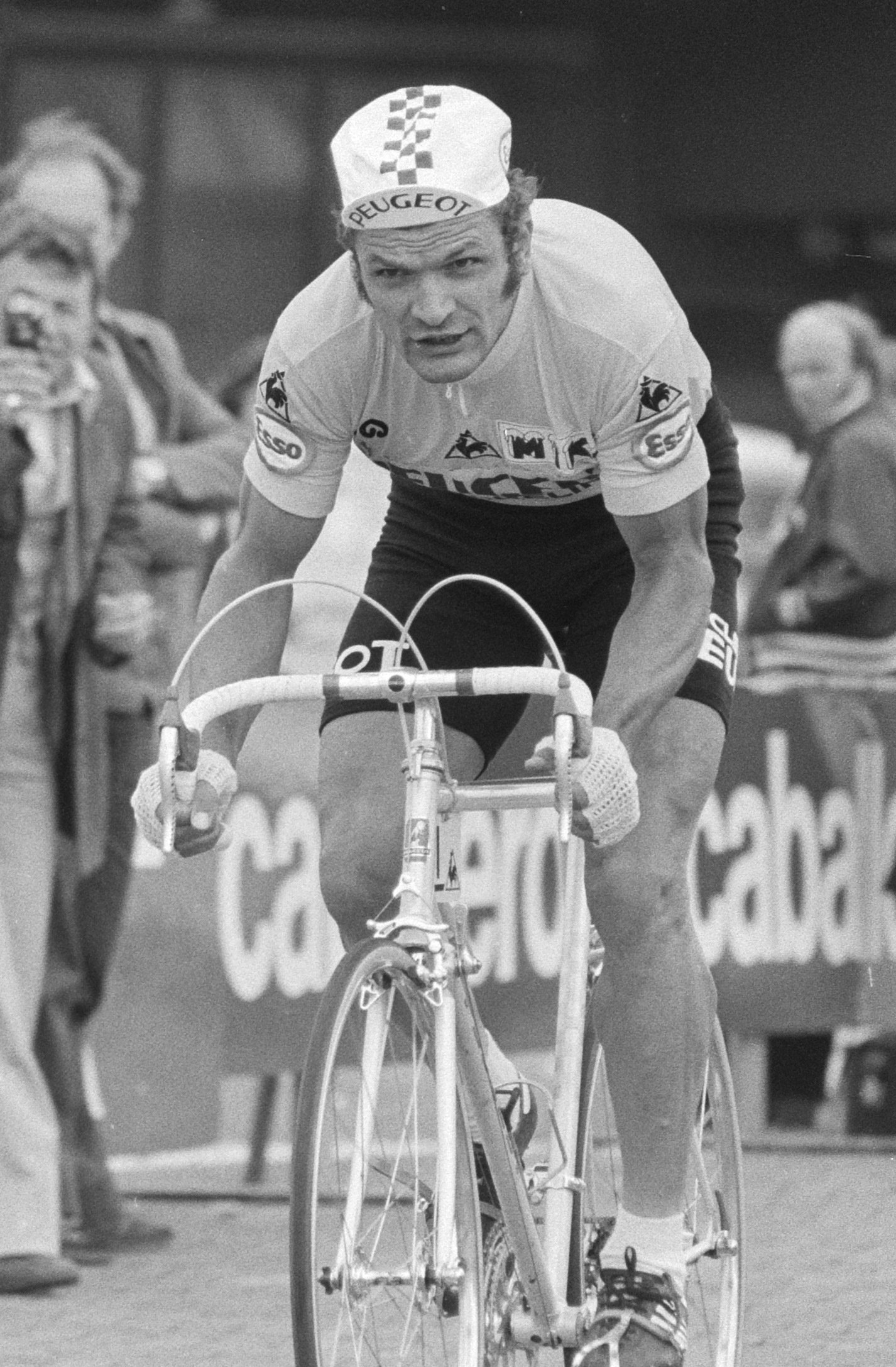
Bernard Thévenet se stal prvním cyklistou, který v celkové klasifikaci Tour de France porazil Eddyho Merckxe

V itineráři Tour de France byly v roce 1969 znovu půlené etapy. Systém závodu se vrátil zpět k firemním týmům. Vítězem se po 30 letech stal Belgičan. Vyhrál Eddy Merckx. Merckx byl všestranným cyklistou a prohlašoval, že chce vyhrávat jak rovinaté, tak kopcovité etapy. Kromě celkové klasifikace vyhrál i bodovací a horskou klasifikaci a bílý dres pro vítěze kombinované klasifikace. Ještě byl vyhlášen nejagresivnějším závodníkem a jeho tým Faema vyhrál soutěž týmů. Po Merckxově dominantním triumfu se na hlavní straně sportovního deníku L'Équipe objevil titulek: „Merckxismo“, jež dokládal jeho dominanci. Na konci sezóny Merckx absolvoval šestidenní závody na velodromu v Blois. Při jednom ze závodů pořádaném večer vypadl elektrický proud a závodníci jedoucí na dráze se ocitli ve tmě. Belgičan měl kolizi se svým vodičem a byl těžce zraněn. Následky nehody si nesl až do konce kariéry. Následující rok Merckx vítězství na Tour de France obhájil. Organizátoři zrušili volné dny a do programu zařadili celkem 5 půlených etap. Tímto činem chtěli získat co nejvíce peněz, protože za hostění startu nebo cíle města platí. Po horské časovce na Mont Ventoux při rozhovoru s novináři Merckx zkolaboval a musel být přenesen do ambulance, aby dostal kyslík. Druhého dne však v závodě pokračoval. Merckx během svého druhého vítězství vyhrál osm etap, čímž vyrovnal rekord Henriho Pélissiera z roku 1930. Zároveň se po Coppim a Anquetilovi stal třetím cyklistou historie, kterému se podařilo v jednom roce vyhrát na Tour de France a Giro d'Italia.
Merckxova přezdívka „Kanibal“ vznikla při rozhovoru Christiana Raymonda, závodníka stáje Pegueot, se svou dvanáctiletou dcerou, která ho tak označila. V roce 1971 se Tour de France nesla v duchu protimerckxovské aliance. Jakmile se dostali závodníci do hor, zaútočili na Merckxe Nizozemec Zoetemelk, Španěl Ocaña a Francouz Thévenet. Ocaña celkově před Belgičanem před čtrnáctou etapou vedl o sedm a půl minuty, avšak při sjezdu z Col de Menté ve čtrnácté etapě spadl za deštivého počasí. Když vstal, narazil do něj Nizozemec Joop Zoetemelk, jenž se zrovna vyhnul týmovému autu Ocañi. Následkem srážky Ocaña vzdal. V Luchonu, kde byl cíl etapy, si Merckx z úcty k Ocañovi odmítnul žlutý trikot obléknout. Vítězstvím v závěrečné etapě Merckx potvrdil svůj třetí triumf z Tour de France. V roce 1972 startovat nechtěl. Nicméně Ocañaovo prohlášení, že kdyby o rok dříve nespadl, Merckx by závod nevyhrál, ho přesvědčilo změnit rozhodnutí na Tour de France nestartovat. Merckx dokázal závod počtvrté vyhrát. Francouzští diváci na něj při dojezdu na velodromu ve Vincennes nepřátelsky pískali, protože se svým čtvrtým vítězstvím přiblížil k vyrovnáním rekordu Jacquese Anquetila. Pořadatelé Merckxovi doporučili následující rok nestartovat a Belgičan Tour de France v roce 1973 opravdu vynechal. Při jeho absenci se celkovým vítězem stal Luis Ocaña. O rok později, v roce 1974, Ocaña ani Zoetemelk nestartovali a Bernard Thévenet nebyl kvůli několika pádům na Vueltě v dobré formě. Své páté vítězství tedy získal Eddy Merckx.
V roce 1975 Tour de France poprvé ve své historii končila na Champs-Élysées. Poprvé byl představen puntíkovaný trikot pro vítěze horské klasifikace. Při výjezdu na Puy de Dôme v průběhu čtrnácté etapy Merckxe neukázněný francouzský divák udeřil do břicha. V té době vedoucí Belgičan dostal po dojezdu do cíle léky na ředění krve včetně injekce proti bolesti. Během následující etapy z Nice do Pra-Loup ve stoupání do cíle Merckx kvůli špatné léčbě fyzicky odpadl a Thévenet ho ve stoupání předjel. Bernard Thévenet etapu vyhrál a oblékl se do žlutého trikotu. Později Francouz pronesl: „Předjel jsem Merckxe, aniž bych se na něj odvážil podívat.“ O den později čekala závodníky poslední etapa v Alpách, při níž se Merckx snažil získat žlutý trikot zpět. Belgičan měl etapě nehodu, při níž si potloukl bok a koleno a ještě, jak odhalily rentgenové snímky po závodě, si nadvakrát zlomil lícní kost. Navzdory doporučení lékařů Merckx závod dokončil a byl na druhém místě. Celkovým vítězem se stal Bernard Thévenet. Následující rok Merckx nestartoval a obhájce vítězství Thévenet odstoupil v Pyrenejích kvůli nemoci. V itineráři závodu bylo celkem 9 kopcovitých či horských etap v Pyrenejích, Vogézách a v Alpách. Z celkového vítězství se radoval belgický vrchař Lucien van Impe. Svou poslední Tour de France Eddy Merckx jel v roce 1977. Ročník byl poznamenán mnoha dopingovými skandály. V jeho úvodu měl pozitivní test na doping Nizozemec Zoetemelk. Předposlední den byly ještě zveřejněny pozitivní testy dalších čtyř závodníků včetně Luise Ocañi. Nikdo z hříšníků však ze závodu vyloučen nebyl. Po odhalení jim byla pouze uložena pokuta ve výši tisíce švýcarských franků a desetiminutová penalizace s měsíčním zákazem startů, který začal platit až po závodě. Druhé vítězství si připsal Bernard Thévenet. Francouz byl údajně rovněž pozitivně testován na doping, ale pořadatelé jeho výsledek nevzali v potaz. Později Thévenet prohlásil, že bral kortizon celou svoji kariéru.

### 1978–1985

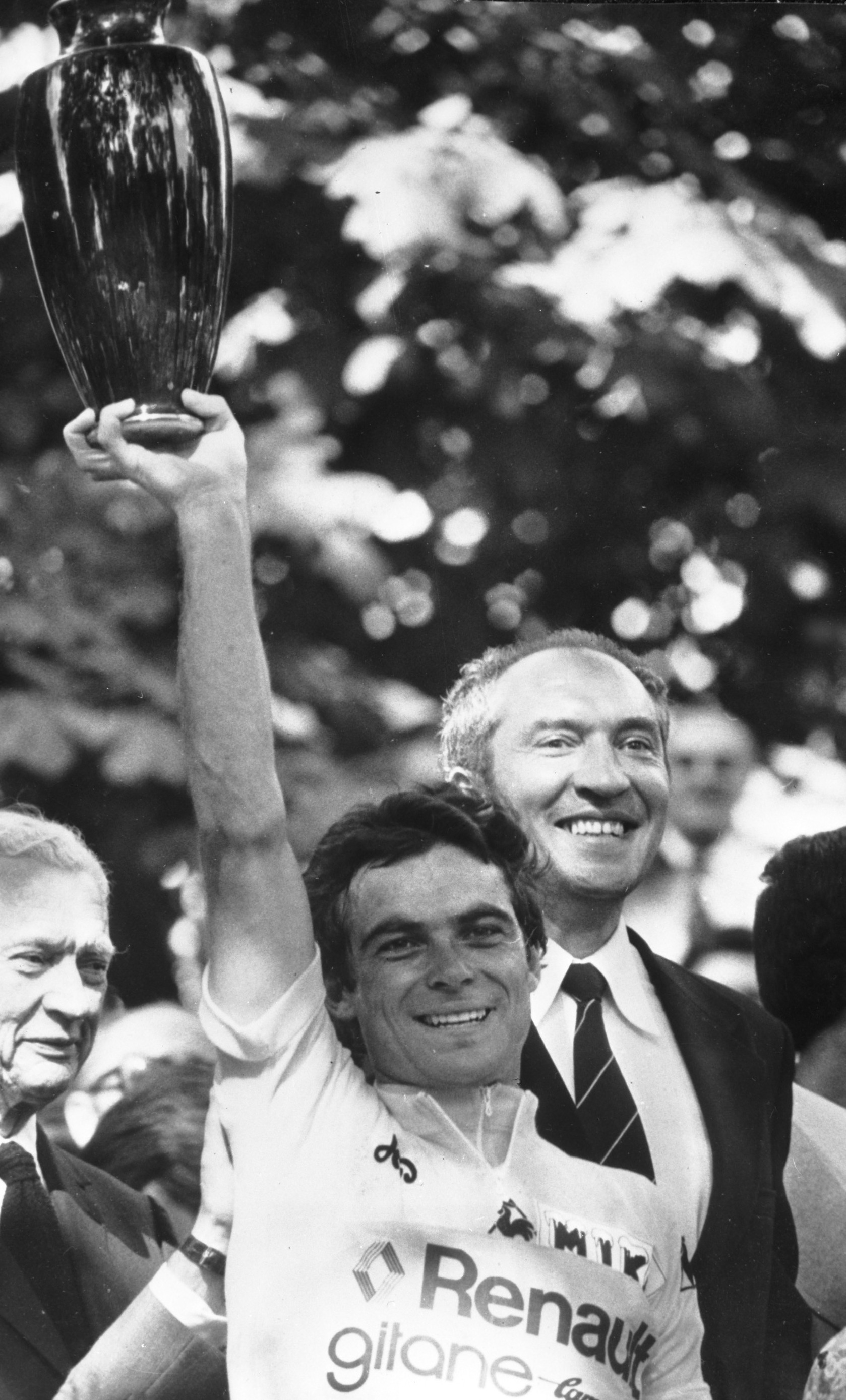
Pětinásobný vítěz Tour de France Bernard Hinault se raduje ze svého prvního triumfu v roce 1978

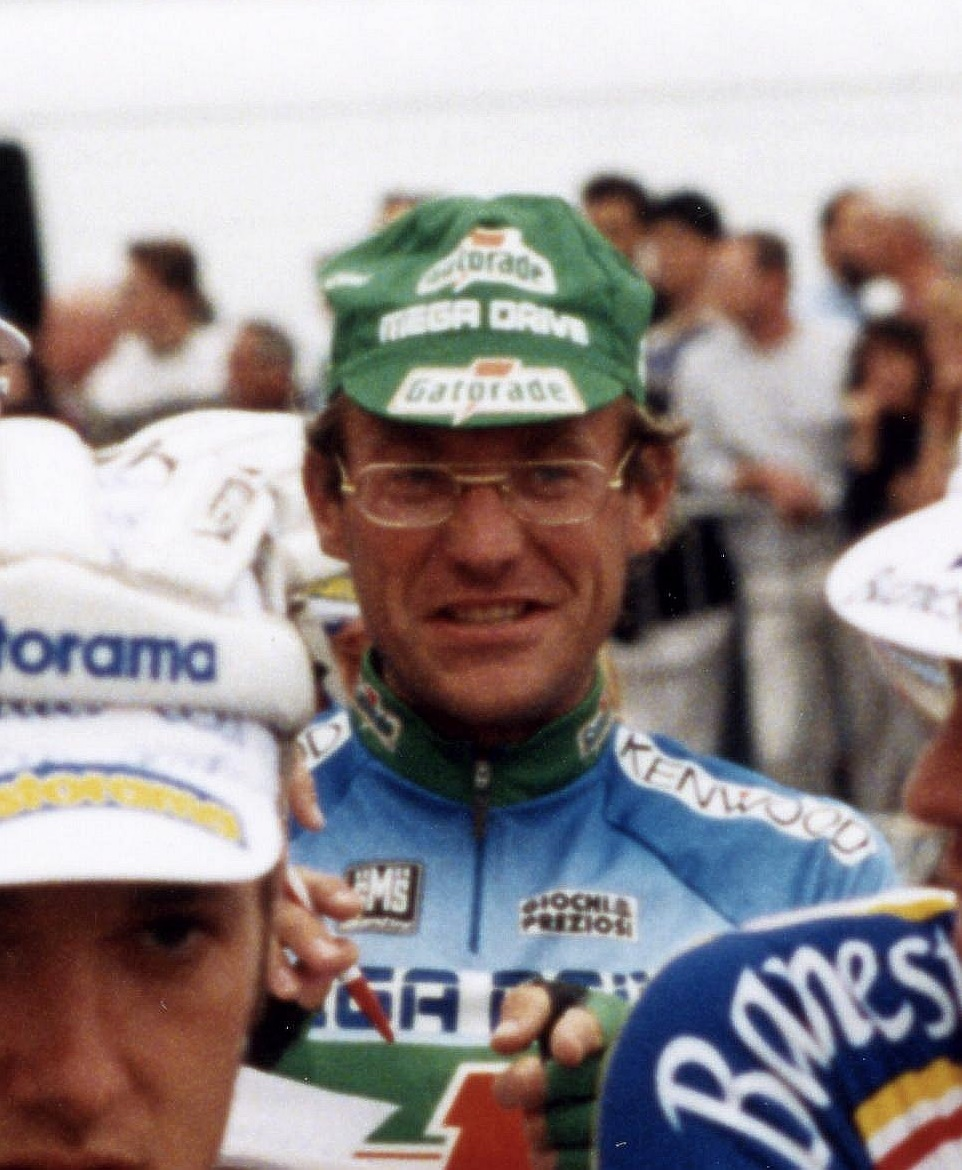
Dvojnásobný vítěz Tour de France z let 1983 a 1984 Laurent Fignon

Rok po vítězství Bernarda Théveneta zvítězil další Francouz, Bernard Hinault, přezdívaný „Jezevec“. Do žlutého trikotu se Hinault oblékl po vítězství v 72 km dlouhé časovce vedoucí z Mét do Nancy. Do té doby vedoucího Zoetemelka v ní deklasoval o 4 minuty a 10 sekund. Ještě předtím, ve dvanácté etapě, proběhla stávka cyklistů na jejímž základě byl výsledek etapy anulován. Důvodem byly půlené etapy, jež byly v roce 1978 opět na programu závodu. Závodníkům se nelíbily časté přesuny mezi starty jednotlivých etap, které měly za následek nedostatek spánku. V čele protestu závodníků byl třiadvacetiletý Bernard Hinault. Hinault se stal vítězem Tour de France při svém debutu. Souboj Joopa Zoetemelka s Bernardem Hinaultem pokračoval i na Tour de France v roce 1979. Pořadatelé na program zařadili pět individuálních časovek a tři časovky týmové. Hinault byl vynikajícím časovkářem, a tak mu program ročníku, na rozdíl od Zoetemelka, vyhovoval. Během deváté etapy Francouz několikrát píchnul a v cíli na Nizozemce ztrácel 3 minuty a 45 sekund. Nicméně během následujících časovek se mu podařilo žlutý trikot získat. Svou převahu potvrdil v závěrečné etapě na Champs-Élysées, kdy Zoetemelka porazil ve spurtu a získal svoje druhé celkové vítězství. Nizozemec ještě po konci závodu dostal desetiminutovou penalizaci za pozitivní test na nandrolon. Na závěrečném pořadí se však nic nezměnilo. Souboj Hinaulta se Zoetemelkem se očekával i před ročníkem 1980. Závod byl odstartován z Frankfurtu. V první části ročníku provázelo peloton deštivé počasí. Jeho vlivem a také vlivem kostkami dlážděných úseků na severu Francie, kudy peloton projížděl, dostal dosavadní lídr celkové klasifikace, Bernard Hinault, zánět šlach v koleni. Před první pyrenejskou etapou se Francouz rozhodl kvůli silným bolestem ze závodu odstoupit. Novým vedoucím jezdcem se stal Joop Zoetemelk. Nizozemec dokázal po pěti druhých místech Tour de France celkově vyhrát.
V červenci roku 1981 se poprvé v historii oblékl do žlutého trikotu australský cyklista. Po páté etapě končící na Pla d'Adet se Phil Anderson dostal do vedení. Anderson o žlutý dres v šesté etapě zase přišel. Na první místo se posunul Bernard Hinault. Francouz vyhrál celkem čtyři časovky a protože sbíral i časové bonifikace během ostatních etap, vyhrál Tour de France potřetí s náskokem 14 minut a 34 sekund na druhého Luciena van Impea. V roce 1982 Hinault svůj titul bez problémů obhájil. Po vítězství v úvodním prologu se na deset dní do žlutého oblékl Phil Anderson, avšak Francouz po časovce v jedenácté etapě opět celkovému pořadí vévodil. Své vítězství potvrdil triumfem v závěrečné etapě na Champs-Élysées. Na počátku roku 1983 byl Hinault novináři považován za největšího favorita Tour de France. Jestliže Merckxe provázel celou jeho kariéru problém se zády, Hinault měl stále problémy s kolenem. Před začátkem Tour de France se Hinault z důvodu zánětu šlach v koleni ze závodu odhlásil. Při absenci obhájce vítězství se celkovým vítězem stal Hinaultův týmový kolega Laurent Fignon, přezdívaný „Le Professeur“, který původně neměl do závodu nastoupit. Byl povolán až poté, co bylo rozhodnuto, že Hinault nebude startovat. Fignon přezdívku získal, protože měl jako jeden z mála závodníků maturitu, studoval na univerzitě a nosil brýle. Hinault neměl se šéfem svého týmu Renault Cyrillem Guimardem dobré vztahy, a proto po sezóně odešel do nově vzniklé stáje La Vie Claire založené Bernardem Tapiem.
Ročník 1984 se nesl v duchu souboje Hinault-Fignon. Po úvodním prologu se do žlutého trikotu oblékl Hinault. Nicméně v individuální časovce v sedmé etapě vedoucí z Alençonu do Le Mans vyhrál Fignon o 49 sekund před Hinaultem. Ve žlutém trikotu mezitím jel Vincent Barteau ze stáje Renault. Barteau dokázal první místo udržet i po průjezdu závodu Pyrenejemi. V sedmnácté etapě končící na Alpe d'Huez již o žlutý dres přišel. Získal ho Fignon a na Hinaulta najel 3 minuty. Ve zbylých alpských etapách svou převahu Fignon potvrdil a podruhé se stal vítězem Tour de France. Fignon v roce 1985 vítězství neobhajoval. Důvodem byl zánět achillovky a z toho pramenící operace. Před začátkem sezóny do Hinaultova týmu La Vie Claire přestoupil z konkurenčního Renaultu mladý Američan Greg LeMond. Kilometr před cílem čtrnácté etapy končící v Saint-Étienne se tehdy vedoucí Bernard Hinault ocitl v hromadném pádu, kde si nadvakrát zlomil nosní přepážku. Žádný čas však neztratil, protože platilo pravidlo o ochranném pásmu 3 km před cílem. Pro zbytek závodu však Hinaulta pád poznamenal. Francouz navíc ještě bojoval s bronchitidou. V průběhu sedmnácté etapy, při výjezdu do cíle na Luz Ardiden Hinault odpadl. Jeho týmový kolega, Greg LeMond, jedoucí před Francouzem, dostal od šéfa týmu pokyn k tomu, aby na Hinaulta počkal a pomohl mu. Na LeMondův dotaz, jak daleko za ním Hinault je, mu šéf týmu Paul Köchli, odpověděl, že jede v další skupině asi 40 sekund za ním. Američan tedy počkal, ale Hinault byl ve skutečnosti až v další skupině se ztrátou čtyř minut. Do cíle etapy dojel nakonec LeMond o minutu před Francouzem. Frustrovaný Američan v rozhovoru s novináři v cíli etapy pronesl: „Dnes jsem si mohl obléci žlutý dres, ale tým mi zakázal tuhle Tour vyhrát.“ Bernard Hinault nakonec Tour de France popáté vyhrál a vyrovnal tak rekord Jacquese Anquetila a Eddyho Merckxe. Vědom si faktu, jak moc se pro něj LeMond obětoval, Američanovi slíbil, že příští rok mu Tour de France pomůže vyhrát.

### 1986–1998

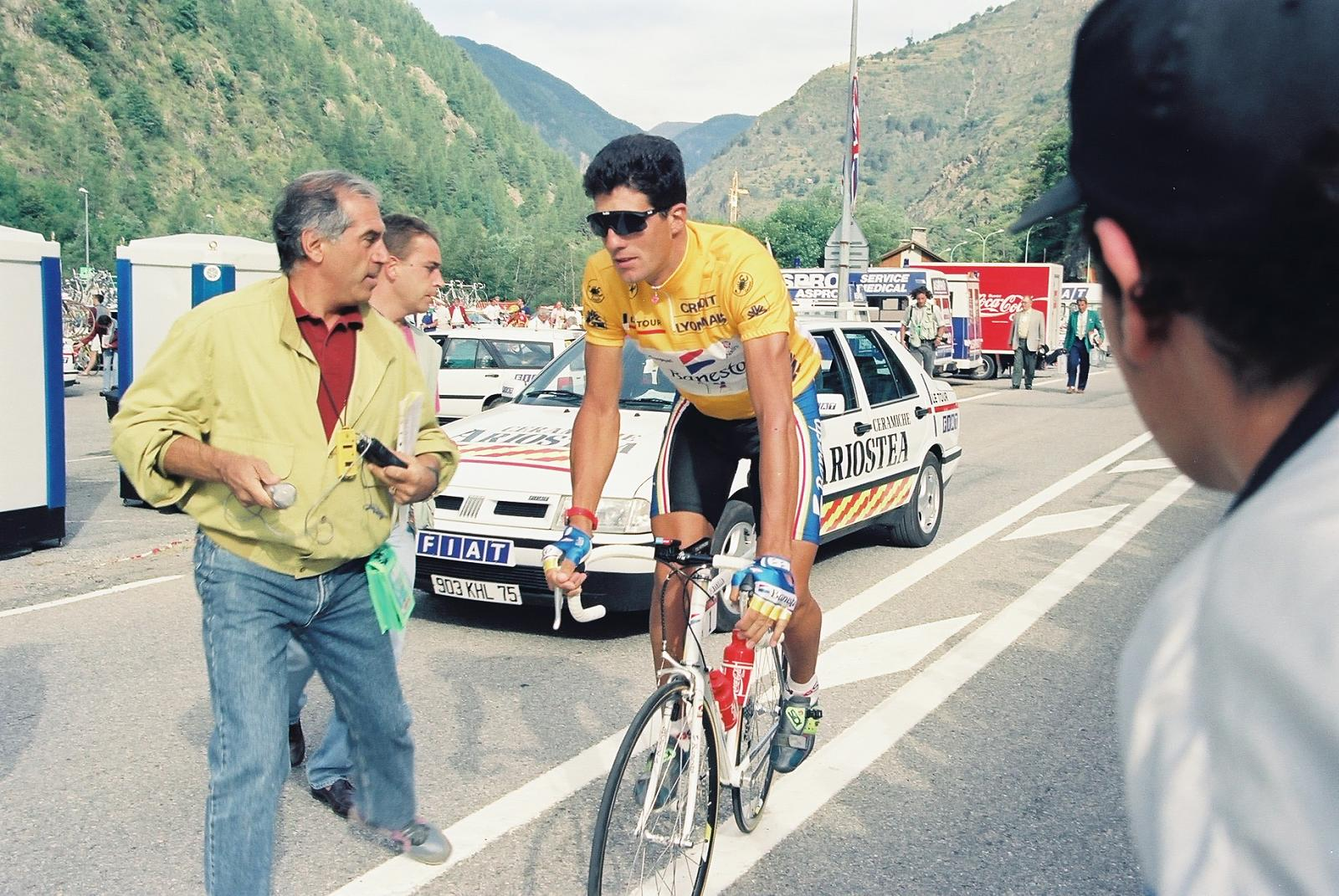
Pětinásobný vítěz Miguel Indurain během ročníku 1993

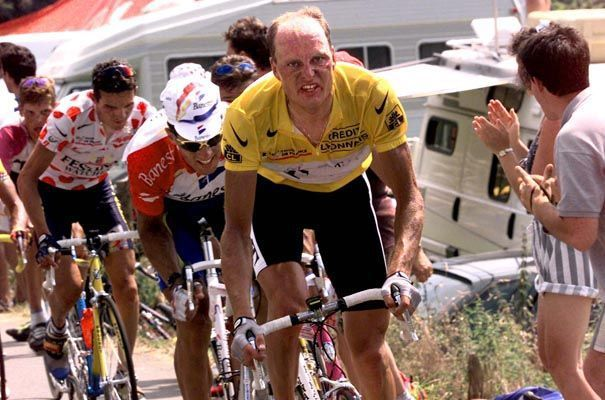
Bjarne Riis jedoucí ve žlutém trikotu ve výjezdu na Hautacam při Tour de France 1996 následován Miguelem Indurainem a v puntíkovaném trikotu jedoucím Richardem Virenquem

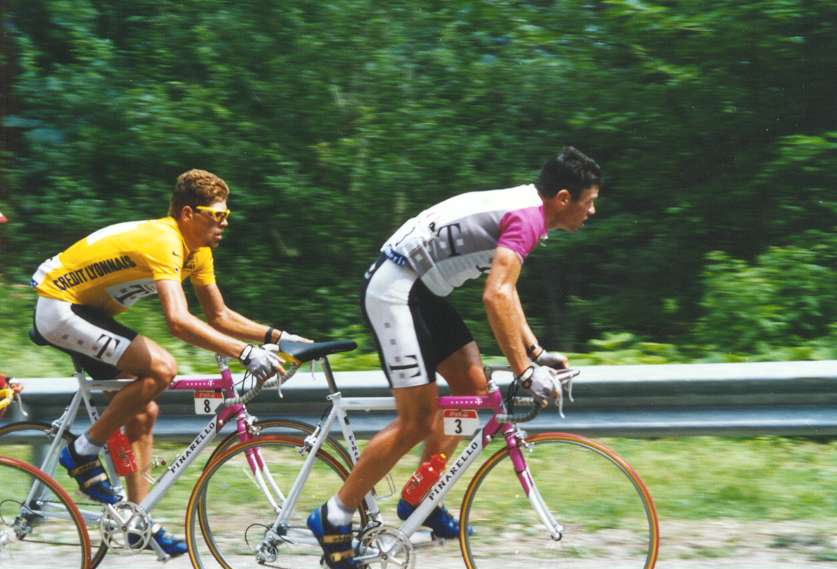
Jan Ullrich ve žlutém spolu s Udo Böltsem ve Vogézách, ročník 1997

To, jestli Hinault LeMondovi opravdu pomohl, je předmětem diskuze. Jako první z dvojice Hinault-LeMond se do žlutého trikotu v roce 1986 oblékl po jedenácté etapě Francouz. Ve dvanácté etapě vedoucí do Pau Hinault LeMondovi spolu s týmovým kolegou Bernardem a Delgadem ujel a v cíli etapy měl náskok pěti a půl minut. V následující etapě Hinault na Col du Tourmalet opět útočil. LeMond však Hinaulta dostihl a etapu vyhrál. Hinaultův náskok se po LeMondově vítězství snížil na 40 sekund. Soupeření těchto dvou cyklistů rozdělilo i domestiky v jejich stáji La Vie Claire. Andrew Hampsten tvrdil, že pro LeMonda pracuje pouze on a Kanaďan Steve Bauer. V sedmnácté etapě se po LeMondově úniku, ve kterém se mu podařilo Hinaultovi odjet, poprvé v historii Tour de France oblékl Američan do žlutého trikotu. Druhý den byla na pořadu poslední horská etapa vedoucí z Briançonu na Alpe d'Huez. Ve sjezdu z Galibieru se Hinault Američanovi snažil nastoupit, ale LeMond ho dojel. To stejné se ještě opakovalo při stoupání na Col du Télégraphe. Při dojezdu na Alpe d'Huez se oba rivalové drželi za ruce, přičemž LeMond nechal Francouze etapu vyhrát. Vítězem celkové klasifikace se nakonec stal Greg LeMond. Američan byl jeden z prvních závodníků, kteří podřizovali celou sezónu Tour de France. Ročník 1986 se do historie zapsal jako jeden z nejkontroverznějších a nejvíce diskutovaných vůbec.

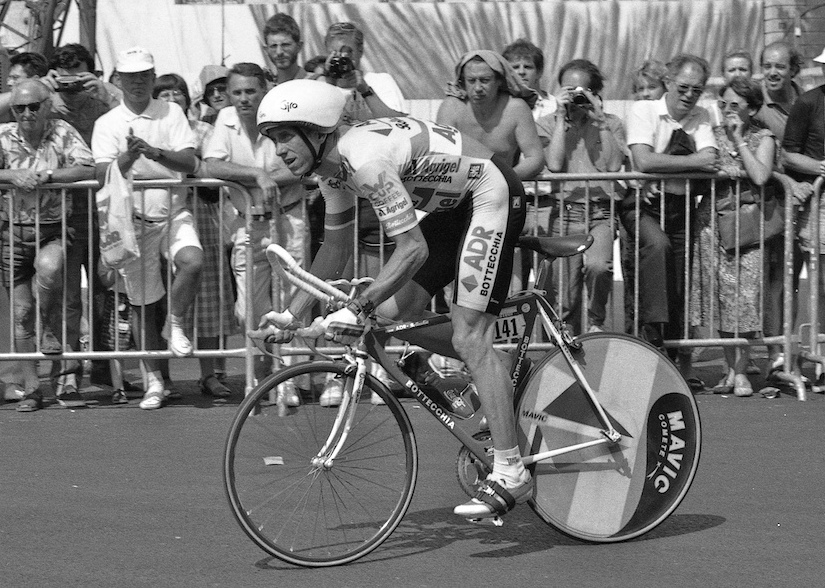
Greg LeMond startující v neděli 23. července 1989 do závěrečné časovky, ve které získal celkový triumf o 8 sekund před druhým Laurentem Fignonem. Jedná se o nejmenší rozdíl mezi prvním a druhým závodníkem v celé historii závodu.

LeMond na Tour de France v roce 1987 chyběl. V dubnu ho totiž při lovu koroptví nešťastnou náhodou postřelil jeho švagr. Spolu s LeMondem po půl století ve funkci chyběl ředitel závodu Jacques Goddet, který odešel do důchodu. Felix Lévitan starající se o finanční stránku Tour de France dostal sedmnáctého března výpověď. Po smrti Émiliena Amauryho, jenž vlastnil deník L'Équipe, se do vedení dostal jeho syn Philippe. Amaury mladší Lévitana vyhodil za nejasných důvodů. Novým ředitelem závodu se stal Jean-François Naquet-Radiguet. Závodníkům z východního bloku bylo povoleno startovat na Tour de France. Aby se závodu zúčastnilo více stájí, byl počet cyklistů v jednom týmu snížen na devět. Grand départ ročníku 1987 proběhl v Západním Berlíně u Berlínské zdi, což bylo nejdál od Francie, kde se startovalo. Na start závodu se postavilo celkem 207 cyklistů z 23 stájí. Jednalo se o dosavadní rekord. Celkovým vítězem se stal Ir Stephen Roche, který porazil Španěla Pedra Delgada. Roche se stal prvním Irem, jemuž se podařilo přivézt žlutý trikot do Paříže. Po roce v čele Tour de France vystřídal Naqueta-Radigueta v roce 1988 na pozici ředitele závodu Xavier Louy. O rok později Roche kvůli dvěma operacím kolene titul neobhajoval. Vítězem se stal loni druhý Pedro Delgado. Delgado měl nicméně po patnácté etapě dopingový test pozitivní na probenecid, což organizátoři zveřejnili. Mezinárodní olympijský výbor již zařadil probenecid na seznam zakázaných látek, Mezinárodní cyklistická unie jej však zatím nezakázala. K zákazu mělo dojít až po konci Tour de France, proto Delgadovi funkcionáři vítězství neodebrali. Ředitel závodu Louy byl poté kvůli zveřejnění informaci o pozitivním testu odvolán.
Na jeho místo byl v roce 1989 dosazen bývalý reportér deníku L'Équipe a účastník Tour de France z let 1968 a 1970 Jean-Marie LeBlanc. Ročník 1989 se nesl v duchu souboje Laurenta Fignona a Grega LeMonda. Tito dva závodníci si v průběhu závodu celkem čtyřikrát mezi sebou vyměnili žlutý dres a v celém závodě je od sebe nedělilo nikdy více než 53 sekund. Před závěrečnou časovkou z Versailles do Paříže vedl Fignon o 50 sekund a byl přesvědčen o tom, že celou Tour de France vyhraje. LeMond byl průkopníkem nové cyklistické výbavy a do časovky odstartoval s triatlonovými řídítky a s aerodynamickou přilbou. Jeho kolo bylo z uhlíkových vláken. Naproti tomu Fignon využití nových technologických věcí odmítal. Američan startoval 2 minuty před Fignonem a nepřál si, na rozdíl od Francouze, od svého týmu během časovky dostávat informace o jeho mezičasech. LeMond, přezdívaný „LeMonster“, 25 km časovku vyhrál s náskokem 58 sekund na druhého Fignona a stal se tak celkovým vítězem Tour de France. Rozdíl 8 sekund je nejmenší rozdíl mezi prvním a druhým v celé historii závodu. V přepočtu na vzdálenost se jedná o 82 metrů. Po závodě provedli experti z Bicycling Magazine na základě dat z aerodynamického tunelu analýzu, při které zjistili, že použití triatlonových řídítek LeMondovi získalo téměř minutu k dobru. Použití aerodynamické přilby přineslo Američanovi dalších 16 sekund. Naproti tomu Fignon podle analýzy ztratil deset sekund kvůli svému culíku. O rok později se souboj LeMonda s Fignonem neopakoval. Francouz po páté etapě končící v Rouen ze závodu kvůli přetrvávajícím bolestem zad odstoupil. Ve druhé etapě se uprchlíkům podařilo na peloton získat náskok 10 minut a 35 sekund. LeMond po celý ročník náskok uprchlíků stahoval. V předposlední etapě byla na pořadu časovka, která rozhodla o tom, že se LeMond stal trojnásobným vítězem Tour de France.
V roce 1991 započal svou vítěznou sérii 5 vítězství v řadě, což se nikomu jinému dosud nepovedlo, Miguel Indurain. Indurain přezdívaný „BigMig“ nebo „Terminátor“ jezdil pro diváky neatraktivním stylem podobajícím se stylu Jacquese Anquetila. Nejvíce času na soupeře najížděl v časovkách. V horách potom svůj náskok stálým výkonem kontroloval. Jeho největšími soupeři byli Ital Claudio Chiappucci v roce 1991 a 1992, Švýcaři Tony Rominger a Alex Zülle v letech 1993, 1994 a 1995. Na Tour de France v roce 1992 se v pelotonu poprvé objevily vysílačky, které měly do budoucna velký vliv na strategii týmů. Před startem ročníku 1993 organizátoři oznámili zkrácení oficiálního názvu závodu z „Le Tour de France“ na „Le Tour“. Jednalo se o další krok ke globalizaci každoroční akce. Během patnácté etapy na Tour de France v roce 1995 došlo při sjezdu z Col de Portet d'Aspet k hromadné nehodě, po níž po leteckém převozu do nemocnice zahynul Ital Fabio Casartelli. Ital na hlavě neměl přilbu. UCI se již v roce 1991 snažila nošení přileb povinně zavést, ale po protestech závodníků od toho upustila. Povinné používání přileb vešlo v platnost až 5. května 2003 následkem smrti Andreje Kivileva na jarní klasice Paříž–Nice. Induraina se v roce 1996 podařilo sesadit z trůnu dánskému závodníkovi Bjarnu Riisovi. Svůj rozhodující náskok získal Riis v deváté zkrácené etapě do Sestriere.
V ročníku 1997 spolu v týmu Telekom jeli obhájce vítězství Riis a loni druhý Jan Ullrich. Dán byl v pozici kapitána týmu. Při 32 km dlouhém výjezdu do Andorry-Arcalis v desáté etapě Riis odpadl a pobídl Ullricha k útoku. Němec etapu dokázal vyhrát a oblékl se do žlutého trikotu. Svůj časový náskok Ullrich ještě navýšil ve dvou časovkách a získal svůj první triumf na Tour de France. Díky reklamním smlouvám podepsaným po jeho celkovém vítězství Ullrich zbohatl. Na jeho životosprávu to však mělo negativní vliv. Na Tour de France v roce 1998 již nebyl tak silný jako při jeho prvním vítězství. Po několik etap sice vezl žlutý dres, ale při útoku Marca Pantaniho v patnácté etapě na Col du Galibier o něj definitivně přišel. Pantani byl malého vzrůstu a na rozdíl od Ullricha nebyl silný v časovkách. Na Němce stahoval čas v horách. Ve výše zmíněné etapě z Grenoblu přes Col du Galibier na Les Deux Alpes bylo počasí velmi nepříznivé. Silně pršelo a teploty v horách klesly téměř k nule. Pantani ten den na Ullricha najel celkem 9 minut a převlékl se do žlutého trikotu. Na Pantiniho celkovém vítězství nic nezměnil ani Ullrichův triumf v předposlední etapě, kdy byla na pořadu dne individuální časovka.
V průběhu Tour de France v roce 1998 proběhl dopingový skandál stáje Festina. Při kontrole bylo ve vozidle týmu objeveno více než 400 ampulí zakázaných látek včetně 234 obsahujících EPO. Proto svolal ředitel Tour de France, Jean-Marie LeBlanc, dne 17. července tiskovou konferenci, na které oznámil vyloučení týmu Festina ze závodu. Následkem toho byla skutečnost, že do pařížského cíle celkem ze 189 cyklistů, kteří se postavili na start v Dublinu, dojelo pouze 96 závodníků. Šest týmů z jednadvaceti bylo vyloučeno, nebo samy odstoupily.

### 1999–2009

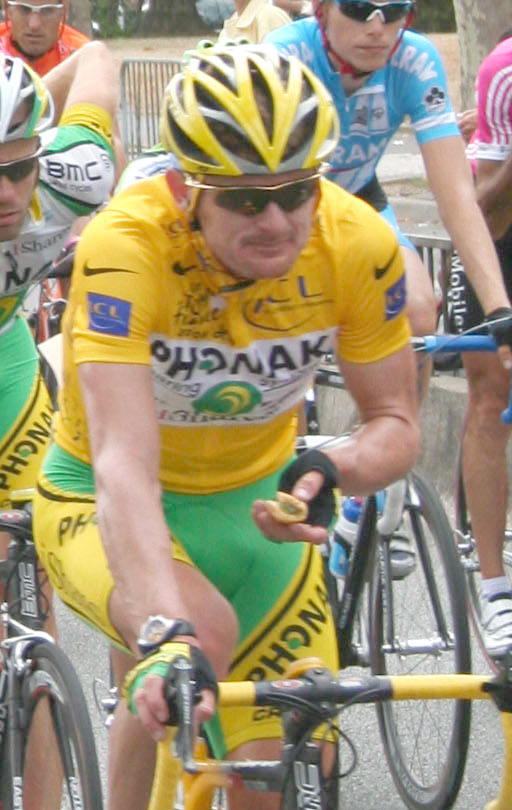
Floydu Landisovi v roce 2006 odebrali vítězství

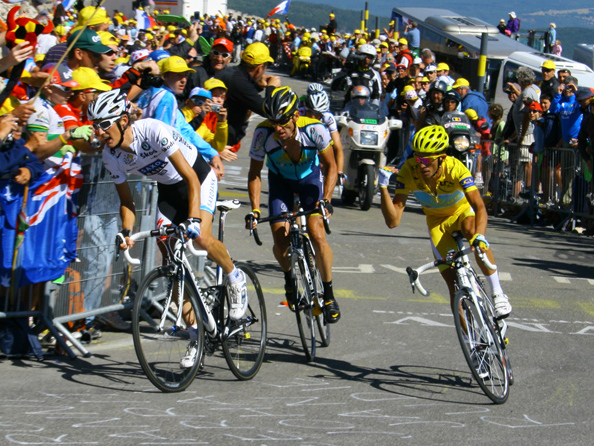
Andy Schleck v bílém trikotu pro nejlepšího jezdce do 25 let před Albertem Contadorem ve žlutém trikotu a Lancem Armstrongem při výjezdu na Mont Ventoux v roce 2009

V období mezi lety 1999–2005 vyhrál sedmkrát za sebou Lance Armstrong. Sedm let po jeho posledním triumfu, v roce 2012, ho Americká antidopingová agentura zbavila všech jeho vítězství. Armstrongovo vyšetřování kvůli nařčení z dopingu bylo započato v polovině roku 2010 na základě tvrzení jeho bývalého týmového kolegy, Floyda Landise, který Tour de France vyhrál v roce 2006, ale později bylo jeho vítězství pro užívání dopingu anulováno. Vyšetřování bylo uzavřeno v únoru roku 2012. Následně Americká antidopingová agentura shromažďovala důkazy. Během procesu podalo svá svědectví více než tucet bývalých Armstrongových týmových kolegů a zaměstnanců. Výsledek vyšetřování byl jednoznačný. Armstrongovi byla prokázána vina coby uživateli i překupníkovi zakázaných látek v týmu US Postal. Vítěz tedy mezi lety 1999–2005 není žádný. První místo zůstalo neuděleno, francouzsky „Non attribué“.

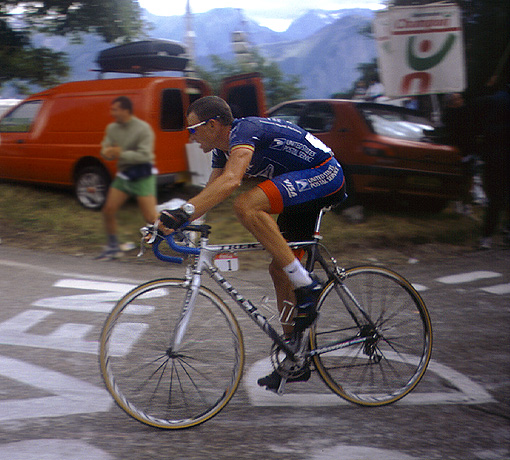
Lance Armstrong při výjezdu na Alpe-d'Huez během desáté etapy v roce 2001

Jan Ullrich měl na jaře zdravotní problém s kolenem, a tak na do ročníku 1999 nezasáhl. Neúčastnil se ani obhájce vítězství Marco Pantani. Úvodní prolog vyhrál Američan Lance Armstrong. Z hlediska celkové klasifikace se ukázalo, že klíčová byla třetí etapa, ve které peloton rozdělil pád většího počtu závodníků na dvě poloviny. V první polovině byl Armstrong a až ve druhé skupině byl Alex Zülle a Fernando Escartín, již byli považováni za favority na celkové pořadí. Armstrong vyhrál všechny časovky a svoji převahu potvrdil v deváté etapě s horským dojezdem v Sestriere. Za pomoci svého týmu US Postal eliminoval pokusy soupeřů v horách a stal se celkovým vítězem. O rok později, v roce 2000, již Ullrich startoval. Během desáté etapy vedoucí na Hautacam dokázal Armstrong všem svým soupeřům odjet a přestože v etapě nezvítězil, oblékl se do žlutého trikotu. Do historie vstoupila dvanáctá etapa s cílem na Mont Ventoux. Američan se ve stoupání do cíle dokázal odpoutat od zbytku pole. Jeho tempu stačil pouze Marco Pantani. Armstrong jel až na vrchol po boku Itala, kterého podle jeho vlastních slov nechal vyhrát. Pantaniho tímto výrokem popudil a Ital Armstonga nařkl z nedostatku respektu. Na celkovém vítězství Američana tato slovní rozepře žádný význam neměla a Armstrong se stal podruhé vítězem celkové klasifikace Tour de France.
Pro ročník 2001 vznikla v pelotonu koalice několika týmů, jež měla za úkol porazit Armstrongův US Postal. Manažer týmu US Postal, Johan Bruyneel, proto vymyslel lest. Během desáté etapy dostal Armstrong příkaz, aby se v předposledním kopci držel na chvostu pelotonu a předstíral krizi. Manažer týmu Telekom, v němž jel Jan Ullrich, dal Němcovi svolení k útoku. Ullrich za pomoci svých domestiků na čele pelotonu rozjel vysoké tempo. Na závodníky ten den ještě čekalo stoupání na Alpe d'Huez. Na jeho úpatí se se svým týmem do čela pelotonu posunul Lance Armstrong. Moment před útokem se Američan dlouze na Ullricha podíval a následně mu ujel. Armstrongův pohled na Němce vstoupil do dějin jako tzv. „The Look“. V cíli Američan na Ullricha najel 2 minuty. Druhý den Armstrong vyhrál i horskou časovku a svoji dominanci ještě potvrdil ve třinácté pyrenejské etapě na Pla d'Adet, kde rovněž zvítězil. Tour de France vyhrál s rozdílem 6 minut a 44 sekund na druhého Jana Ullricha. Armstrongova dominance pokračovala rovněž v roce 2002. Američan počtvrté zvítězil v celkové klasifikaci.
Tour de France v roce 2003 slavila sto let od svého prvního vydání. Start ročníku proběhl stejně jako před sto lety na pařížském předměstí před Café Reveil Matin. V itineráři bylo všech šest cílových měst první Tour de France - Lyon, Marseille, Toulouse, Bordeaux, Nantes a Paříž. Před závodem byl za největšího favorita považován Lance Armstrong. Američan však v roce 2003 nebyl tak dominantním jezdcem jako v minulých letech. Před patnáctou etapou končící na Luz Ardiden měl Armstrong náskok 34 sekund před druhým Janem Ullrichem. Devět kilometrů pod vrcholem se Američan řídítky svého kola zapletl do žluté tašky jednoho z přítomných diváků a upadl. Přes Armstronga ještě spadl kolega z úniku, Iban Mayo. Ullrich se nehodě vyhnul, ale na Američana nezaútočil a počkal na něj. Armstrong Němce dojel a okamžitě mu nastoupil. Ullrich na útok nedokázal zareagovat a v cíli ztratil 40 sekund. V předposlední deštivé časovce Němec spadl a i proto Armstrong dokázal celý závod popáté vyhrát. Po jeho vítězství se již začaly objevovat tvrzení zpochybňující čistotu Američanových vítězství. O rok později Armstrong dominantní byl. Dokázal vyhrát celkem šest etap včetně jedné týmové časovky a Tour de France vyhrál pošesté v řadě. Jednalo se o dosavadní rekord. Následující rok rekord celkových vítězství vylepšil na 7. Na jaře roku 2005 Armstrong oznámil, že po konci Tour de France ukončí svoji profesionální kariéru. Jediným protivníkem byl Ital Ivan Basso, který v cíli ztratil 4 minuty a 40 sekund.

Před začátkem Tour de France v roce 2006 proběhl velký dopingový skandál. Při tzv. „Operación Puerto“ objevila španělská policie u gynekologa z Kanárských ostrovů, Eufemiana Fuentése, stovky vaků krve, zařízení k transfuzi včetně dokumentů se seznamem klientů. Bylo odhaleno, že mezi jeho klienty patřili favorité ročníku Ivan Basso a Jan Ullrich. Den před úvodním prologem byli oba závodníci svými týmy odvoláni. V průběhu závodu žlutý dres celkem sedmkrát změnil majitele. Ve 13. etapě vysvlékl Španěl Óscar Pereiro po dlouhém úníku ze žlutého dresu do té doby vedoucího Američana Floyda Landise. Během 16. etapy při závěrečném výjezdu na La Toussuire Landis odpadl a v cíli měl v celkovém pořadí ztrátu 8 minut na vedoucího Pereira. Hned v další horské etapě do Morzine Landis po 120 kilometrovém úniku dokázal svoji ztrátu stáhnout o sedm minut. V předposlední den závodu v individuální časovce Američan na Španěla najel 1 minutu a 29 sekund a později se tedy stal vítězem Tour de France. Čtyři dny po Lansdisově vítězství mu byla prokázána trojnásobná hodnota hladiny testosteronu, než je povoleno. Jednalo se o vzorek ze sedmnácté etapy, kdy jel Landis 120 km v úniku. Američanovi bylo vítězství odebráno, takže celkovým vítězem se nakonec stal Óscar Pereiro.
Po skandálu v roce 2006 museli všichni účastníci závodu před ročníkem 2007 podepsat antidopingovou chartu UCI. Zároveň museli poskytnout vzorek své DNA a před startem projít krevními testy. Součástí opatření byl ještě souhlas, že v případě pozitivního testu přijde závodník o roční plat. Velký start proběhl prologem v Londýně a v ulicích města cyklistům přihlíželo odhadem na 2 miliony lidí. Tour de France v 2007 byla stejně jako předešlý rok opředena dalšími dopingovými skandály navzdory snaze pořadatelů. Stáje Cofidis a Astana ze závodu odstoupily, protože jejich závodníci, Patrick Sinkewitz a Alexandr Vinokurov, byli pozitivně testováni na doping. Po poslední horské etapě končící na Col d'Aubisque svoje vedení upevnil Dán Michael Rasmussen. Ještě týž den ve 22 hodin a 40 minut byl Rasmussen svým týmem Rabobank ze závodu stažen. Důvodem bylo vyhýbání se dopingovým testům před začátkem závodu, čímž si vysloužil stejný trest jako za pozitivní výsledek dopingového testu. Dán totiž UCI tvrdil, že se v červnu nacházel v Mexiku, a přitom trénoval v italských Alpách. Celkovým vítězem se po stažení Rasmussena stal Španěl Alberto Contador.
Contador před začátkem sezóny 2008 přestoupil do Astany. Organizátoři Tour de France však po Vinokurově skandálu start kazašské stáji v roce 2008 zakázali. Dopingového skandálu se však účastnily i týmy T-Mobile, Cofidis a Saunier Duval. Těmto stájím start v ročníku 2008 zakázán nebyl. Organizátoři zavedli novinku v podobě rádiového klidu na prvních 50 km každé etapy, která měla závod oživit. V 17. etapě končící na Alpe d'Huez dokázal největším favoritům na zisk žlutého trikotu, Cadelu Evansovi a do té doby vedoucímu Fränku Schleckovi, odjet španělský cyklista Carlos Sastre. V cíli Španěl získal na Evanse 1 minutu a 34 sekund a převlékl se do žlutého trikotu. Svůj náskok dokázal udržet i po 53 km dlouhé individuální časovce, a stal se tak celkovým vítězem. Na start ročníku 2009 se po bok Alberta Contadora do jednoho týmu postavil Lance Armstrong, který oznámil návrat do cyklistiky. Před začátkem Tour de France Johan Bruyneel, manažer Astany, prohlásil: „Momentálně je našim lídrem Alberto.“ Během třetí etapy byl peloton závodu rozdělen na dvě skupiny, přičemž v první skupině byl Američan a až v té druhé Contador. Armstrong dostal od Bruyneela pokyn, že může pokračovat dál. V první pyrenejské etapě Španěl nedbal příkazu týmu a 3 km pod vrcholem v Andoře zaútočil a odpoutal se od skupiny favoritů. V poslední třetině závodu se peloton přesunul do Alp, kde se Contador s Armstrongem dostali v 15. etapě s cílem na Verbieru pod tlak bratří Franka a Andy Schlecků. Contador na rozdíl od Armstronga dokázal tempo akceptovat a dokonce lucemburským bratrům odjel. Na vrcholu získal náskok 43 sekund na druhého Andyho Schlecka. Průběh královské 17. alpské etapy byl obdobný. Bratři Schleckové s Contadorem Američanovi opět odjeli, ale v cíli měli všichni stejný čas a prozatímně obsadili první tři místa celkové klasifikace. Španěl svým vítězstvím v individuální časovce kolem Annecy svůj náskok v celkové klasifikaci ještě zvýšil. Při výjezdu na Mont Ventoux v předposlední etapě tak svoje vedení před druhým Andy Schleckem pouze hlídal. Contador se v Paříži nakonec radoval ze svého druhého triumfu na Tour de France.

### 2010–současnost
Tour de France v roce 2010 byla podle slov Lance Armstronga jeho poslední. Američan během závodu několikrát spadl a do celkového pořadí výrazněji nepromluvil. O žlutý trikot se přetahovali Andy Schleck a Alberto Contador. Pod vrcholem Port de Balès v Pyrenejích Lucemburčan jedoucí ve žlutém trikotu několikrát nastoupil, a když se mu podařilo Španělovi kousek poodjet, spadl mu řetěz. Contador tento moment využil a Schlecka nechal za sebou. V cíli na Lucemburčana najel 39 sekund, což v celkovém součtu znamenalo, že se stal o 8 sekund průběžným lídrem závodu. Při výjezdu na Col du Tourmalet v sedmnácté etapě Schleck svedl další souboj se svým španělským protivníkem. Avšak ve finále na Contadora žádný čas nenajel. Španěl v předposlední etapě, kdy byla na pořadu individuální časovka najel na Lucemburčana další čas a následující den celou Tour de France potřetí vyhrál s rozdílem 39 sekund na Schlecka. Zajímavostí je, že přesně 39 sekund ztratil Lucemburčan v etapě, kdy mu spadl řetěz. V únoru roku 2012 bylo Contadorovi vítězství z roku 2010 odebráno z důvodu pozitivního testu na clenbuterol. Andy se Schleck se tedy s dvouročním zpožděním stal celkovým vítězem ročníku 2010.

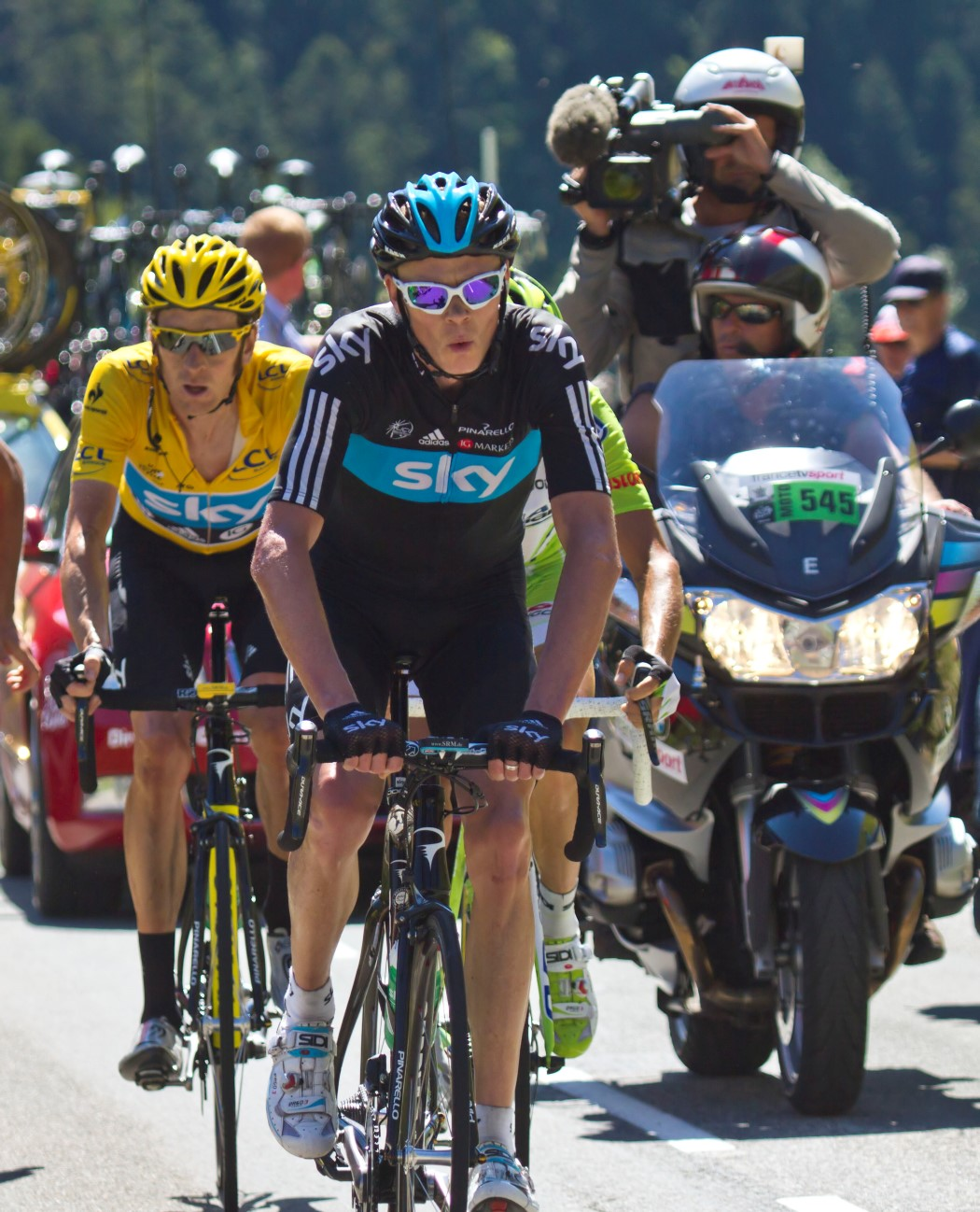
Bradley Wiggins jedoucí ve žlutém za Chrisem Froomem v šestnácté etapě ročníku 2012

Austrálie se svého vítěze dočkala v roce 2011. Celkovému prvenství Cadela Evanse předcházel souboj s bratry Schlecky. V osmnácté etapě končící poprvé v historii na vrcholu Col du Galibier zaútočil při výjezdu na Col d'Izoard 60 km před cílem Andy Schleck. Během stoupání do cíle měl virtuálně Lucemburčan náskok 4 a půl minuty, ale na vrcholu Evans nakonec na Schlecka ztratil pouze 2 minuty a 15 sekund. Devatenáctá etapa mezi Modane a Alpe d'Huez měřila pouze 105 km. Andy Schleck se po etapě oblékl do žlutého trikotu. Žádný čas nicméně na Australana nenajel. O celkovém vítězi rozhodla až předposlední etapa ročníku, kdy byla na pořadu 42 km dlouhá individuální časovka. Evans dokázal na Andyho Schlecka najet 2 minuty a 37 sekund, což mu stačilo k posunutí na první místo celkové klasifikace. Andy s Fränkem Schleckem doplnili Evanse na pódiu na pařížském Champs-Élysées. Australan své vítězství v roce 2012 neobhájil. Již v sedmé etapě s dojezdem na La Planche des Belles Filles se ukázala budoucí dominance týmu Sky. Vyhrál ji superdomestik Chris Froome, přičemž jeho kapitán, Bradley Wiggins, se po etapě oblékl do žlutého trikotu. Při poslední pyrenejské etapě končící v Peyragudes dokázali Wiggins s Froomem ujet jedinému konkurentovi na celkové vítězství, Vincenzu Nibalimu, a tím v podstatě celý ročník rozhodli. Wiggins vyhrál kromě úvodního prologu zbylé dvě časovky a stal se prvním britským cyklistou, který Tour de France vyhrál. Dominanci týmu Sky potvrdil druhým místem Chris Froome.

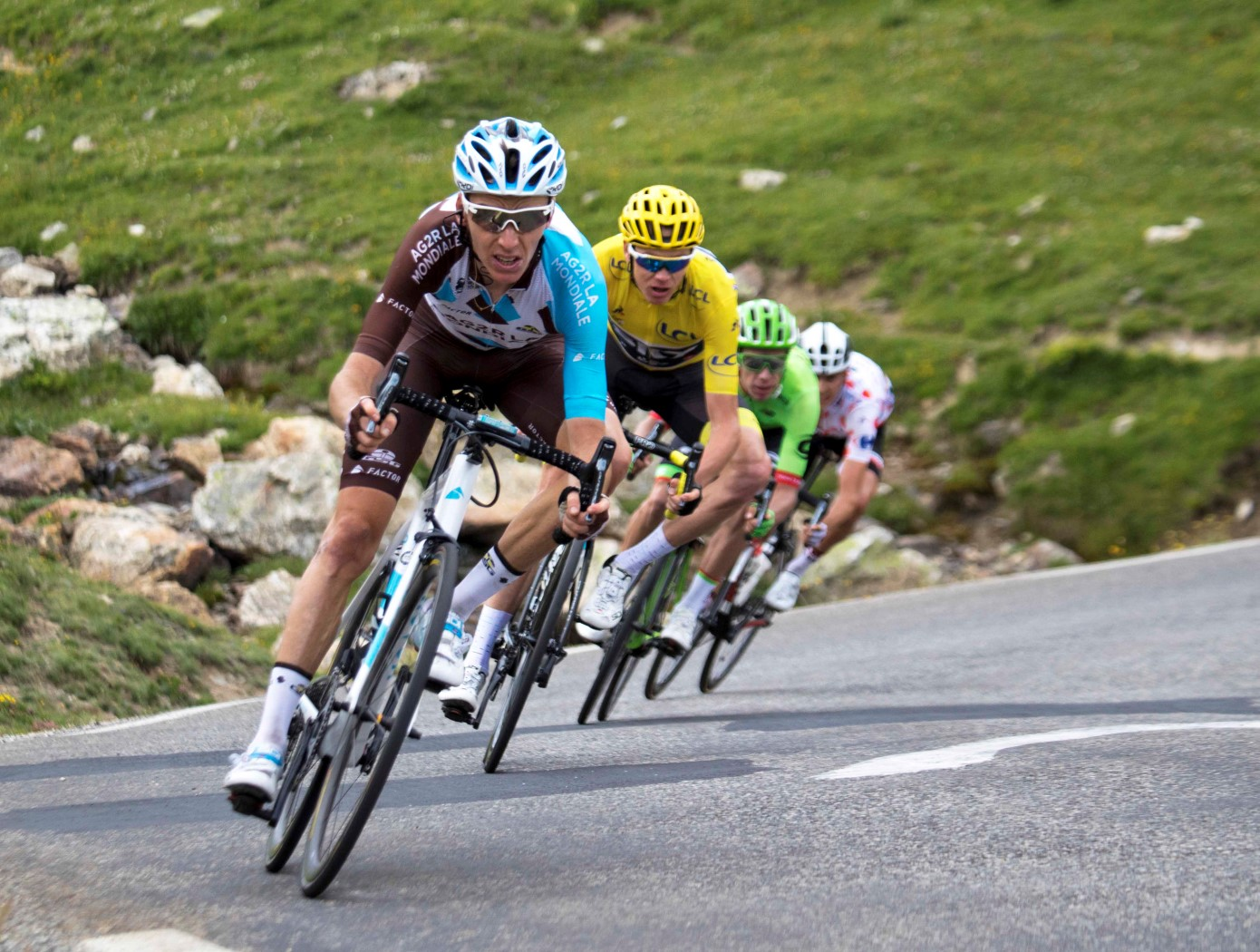
Chris Froome jedoucí ve žlutém v závěsu za Romainem Bardetem při sedmnácté etapě ročníku 2017

Jubilejní stý ročník Tour de France se jel v roce 2013. Wiggins koncem května oznámil, že kvůli zranění kolene Tour de France nepojede. Ještě předtím bylo v týmu Sky rozhodnuto, že kapitánem pro stý ročník bude Chris Froome. Pořadatelé trasu závodu pojali jako oslavu předcházejících 99 ročníků. Trasa závodu byla vedena cestami, kde se odehrávaly velké příběhy, jež z Tour de France vytvořily legendu mezi závody. Před závodem byli pasováni do rolí největších favoritů Brit Froome a vracející se Alberto Contador. Již v první alpské etapě s cílem v Ax 3 Domaines Brit ukázal, že ze dvojice největších favoritů je v horách silnější. Etapu vyhrál a oblékl se do žlutého trikotu. Zároveň na Contadora najel 1 minutu a 45 sekund. Podobný scénář se opakoval i při stoupání na Mont Ventoux v patnácté etapě, kterou Froome vyhrál. Contadorův tým Saxo-Tinkoff sice ve třinácté rovinaté etapě dokázal na Brita díky silnému větru a jeho momentální pozici v pelotonu najet 69 sekund, ale ani tak Froomea v dalším průběhu závodu výrazněji neohrožoval. V poslední alpské etapě, jež byla předposlední etapa ročníku, Froome své celkové vítězství potvrdil. Na 125 km mezi Annecy a Semnoz vyhrál Kolumbijec Nairo Quintana. Brit dojel s odstupem 29 sekund na třetím místě. Froome se tak po Wigginsovi stal druhým závodníkem z Britských ostrovů, kterému se podařilo vyhrát Tour de France.
První tři etapy ročníku 2014 se uskutečnily v Anglii. Po pádu v páté etapě Chris Froome závod opustil. Alberto Contador si při pádu v desáté etapě zlomil nohu a rovněž ze závodu odstoupil. Celkovým vítězem se stal Ital Vincenzo Nibali, který s výjimkou dvou etap jezdil celý ročník ve žlutém trikotu. Dokázal vyhrát 3 horské etapy a do Paříže dojel se sedmiminutovým náskokem před druhým Jeanem-Christophem Péraudem. Start sto druhého ročníku v roce 2015 proběhl v nizozemském Utrechtu. Ve třetí etapě dokázal Froome na strmém dojezdu na Mur de Huy najet nějaký čas na největší konkurenty, mezi něž se řadili Contador, Nibali a Quintana. Během desáté etapy, kdy byl na pořadu první horský dojezd na Col de la Pierre St Martin v Pyrenejích, všem svým konkurentům ujel a radoval se z prvenství v etapě. Nicméně v závěrečných alpských etapách se Brit dostal pod tlak ze strany Naira Quintany. Ani Kolumbijcův silný výkon ze závěru ročníku však na porážku Froomea nestačil a Brit se podruhé stal celkovým vítězem. Před druhým Quintanou vyhrál o minutu a 12 sekund. Své nejvyrovnanější vítězství Froome zaznamenal v roce 2016. Britův největší soupeř Nairo Quintana na něj nedokázal nijak zásadně zaútočit, a tak nejzajímavější moment nastal ve dvanácté etapě při výjezdu na Mont Ventoux, kdy do Froomea narazil motocykl, který mu poškodil kolo. Jezdec stáje Sky tak asi kilometr běžel bez kola, než obdržel náhradní. Obraz závodu se v roce 2017 podobal minulým letem, kdy dominoval tým Sky. Froome vyhrál Tour de France ve své kariéře počtvrté.

## Klasifikace

### Současné klasifikace

#### Celkové pořadí a Žlutý trikot

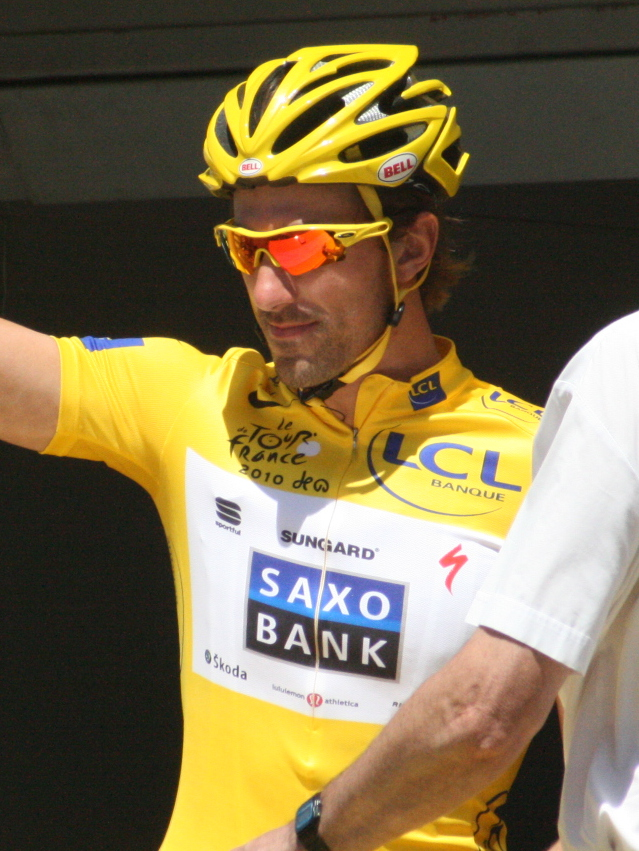
Fabian Cancellara během Tour de France v roce 2010. Cancellara je závodník, který měl žlutý dres v držení nejvíce dní (29), aniž by celkově Tour de France vyhrál.

Žlutý trikot, francouzsky „maillot jaune“, nosí vedoucí jezdec celkového pořadí, francouzsky „Classement général“. Jedná se o jeden z nejznámějších symbolů světa sportu. Celkové pořadí je nejstarší a nejvíce ceněnou klasifikací na Tour de France. Všechny etapy se jedou do cíle na čas. Časy z jednotlivých etap se sčítají. Závodník s nejmenším součtem časů je lídr závodu. Po skončení závodu je vedoucí jezdec vyhlášen celkovým vítězem. Na konci každé etapy absolvuje vedoucí jezdec slavnostní ceremoniál v cílovém městě, při němž je slavnostně oblečen do žlutého trikotu, ve kterém pojede v následující etapě. Za předpokladu, že závodník vede ve více klasifikacích včetně celkové, je vždy oblečen do žlutého trikotu. Celková klasifikace je totiž ze všech klasifikací nejdůležitější.
V reakci na podvádění závodníků v roce 1904 byl v celkové klasifikaci mezi lety 1905 a 1912 zaveden tzv. bodovací systém. Body byly získávány za pořadí v jednotlivých etapách. Závodník s nejnižším počtem bodů na konci se stal celkovým vítězem.
Vedoucího závodníka první Tour de France označoval zelený pásek na rukávu. Poprvé se žlutý trikot v závodě objevil v roce 1919 a od té doby je symbolem celé Tour de France. Pro vysvětlení, proč má trikot právě žlutou barvu, existují dvě verze. Podle jedné z nich je důvodem žlutá barva papíru, na němž vycházel list L'Auto. Podle druhé je vysvětlením skutečnost, že žlutý trikot byl v poválečném obchodě, kde ho zakladatel Tour de France, Henri Desgrange, kupoval, jediný k dispozici ve více velikostech. Protože ho Desgrange chtěl mít do zásoby pro případné další vedoucí závodníky, rozhodl se pro něj. Prvním cyklistou, jenž oblékl žlutý trikot, byl Eugène Christophe. První cyklista, který žlutý trikot dovezl do Paříže, byl Firmin Lambot z Belgie.
Před závodem je pro každý ze startujících týmů připraveno několik žlutých trikotů pro případ, že by se do celkového vedení dostal závodník z daného týmu. Charakteristickým znakem žlutého trikotu je jeho schopnost donutit závodníka k výjimečným výkonům. Ve výsledku na sebe jezdec, potažmo celý tým a jeho sponzoři, poutá pozornost veřejnosti. Eddy Merckx měl žlutý trikot v držení 96 dní, tedy více než kterýkoliv závodník v celé historii Tour de France. Čtyři jezdci vyhráli celkovou klasifikaci pětkrát v kariéře: Jacques Anquetil, Eddy Merckx, Bernard Hinault, a Miguel Indurain. Na každém žlutém trikotu jsou iniciály zakladatele Tour de France Henriho Desgrangea.

#### Horská klasifikace a Puntíkovaný trikot
Puntíkovaný trikot, francouzsky „maillot a pois“, nosí vedoucí jezdec horské klasifikace, francouzsky „Grand Prix de la montagne“. Horská klasifikace je druhá nejstarší soutěž Tour de France, za kterou se uděluje trikot. Soutěž byla do závodu přidána v roce 1933 a jejím prvním vítězem se stal Španěl Vicente Trueba. Společnost Martini & Rossi se stala prvním sponzorem nově vzniklé soutěže. Následující rok byla klasifikace Henrim Desgrangem povýšena na oficiální kategorii Tour de France. Prvním vítězem nové kategorie se stal Francouz René Vietto.

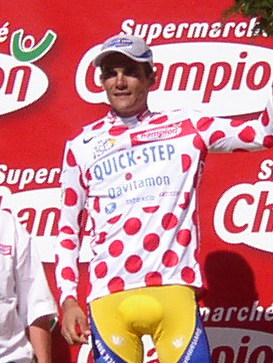
Richard Virenque získal rekordní počet vítězství v horské klasifikaci. Celkem ji dokázal vyhrát sedmkrát.

Na vrcholu vybraných stoupání jsou nejrychlejším jezdcům rozdělovány body. Oceněných cyklistů je maximálně 8 a jejich počet závisí na kategorii daného výjezdu. Celkem existuje pět kategorií pro jednotlivé kopce. Nejlehčí je kategorie 4, nejobtížnější je tzv. „Hors catégorie“, česky „mimo kategorie“. Stoupání jsou klasifikována podle strmosti a délky, přičemž nejvíce bodů se uděluje při nejtěžších stoupáních. Každá kategorie má vlastní bodové ohodnocení. Na cílovém vrcholu etapy jsou navíc udělované body dvojnásobné, pokud se jedná o vrcholy „Hors catégorie“, 1. kategorie nebo 2. kategorie.
Vítěz horské klasifikace nebyl až do roku 1975 oblečen v žádném trikotu odlišujících ho od ostatních závodníků. Bílý trikot s červenými puntíky byl představen pořadateli závodu až v tomto roce. Podoba trikotu vychází z obalu čokolády sponzora klasifikace Chocolat Poulain, jenž byl bílý s červenými puntíky. Prvním závodníkem oblečeným v puntíkovaném trikotu byl Nizozemec Joop Zoetemelk. První cyklista, jemuž se podařilo puntíkovaný trikot přivézt do Paříže, byl Belgičan Lucien van Impe. Puntíkovaný trikot veze cyklista, jenž má na svém kontě před začátkem etapy nejvíce bodů v horské klasifikaci. Pokud závodník vede dvě a více klasifikací včetně horské klasifikace, je oblečen v prestižnějším trikotu. Soutěž vyhrává závodník s největším počtem bodů na konci Tour de France. Někteří jezdci do Tour de France vstupují s cílem puntíkovaný trikot získat. Příkladem je Thomas Voeckler v roce 2012 nebo Polák Rafał Majka v letech 2015 a 2016. Nejúspěšnějším závodníkem horské klasifikace je francouzský cyklista Richard Virenque, jenž celkem triumfoval sedmkrát – v letech 1994–1997, 1999, 2003 a 2004.
K roku 2017 se body udělují takto:
|  | Kategorie/pořadí | 1. | 2. | 3. | 4. | 5. | 6. | 7. | 8. |
|  | ---------------- | -- | -- | -- | -- | -- | -- | -- | -- |
|  | Hors catégorie   | 20 | 15 | 12 | 10 | 8  | 6  | 4  | 2  |
|  | 1. kategorie     | 10 | 8  | 6  | 4  | 2  | 1  |    |    |
|  | 2. kategorie     | 5  | 3  | 2  | 1  |    |    |    |    |
|  | 3. kategorie     | 2  | 1  |    |    |    |    |    |    |
|  | 4. kategorie     | 1  |    |    |    |    |    |    |    |

- Pokud má etapa cíl na kopci, který je oceněn druhou a vyšší kategorií, vítěz získává do soutěže dvojnásobný počet bodů.

#### Bodovací klasifikace a Zelený trikot
Zelený trikot, francouzsky „maillot vert“, nosí vedoucí jezdec bodovací klasifikace, francouzsky „Classement par points“. Bodovací klasifikace je třetí nejstarší z momentálně aktivních klasifikací Tour de France. Po žlutém trikotu je zelený trikot závodníky považován za druhý nejprestižnější. Na rozdíl od puntíkovaného trikotu je k získání zeleného trikotu potřeba úsilí po celé tři týdny závodu. Poprvé byla soutěž představena při příležitosti padesáti let od založení Tour de France v roce 1953. Zelený trikot měl připomínat bodování, podle kterého byl mezi lety 1905 a 1912 určen celkový vítěz závodu. Zároveň chtěl ředitel závodu, Jacques Goddet, donutit sprintery, aby bojovali po celou Tour de France. Prvním vítězem se stal Fritz Schär. Body do soutěže se udělují prvním patnácti cyklistům v cíli každé etapy. Prvních patnáct cyklistů body získá i na předem určených sprinterských prémiích v průběhu každé etapy. Počet bodů se liší typem etapy. Nejméně bodů se uděluje za horské etapy a časovky. Nejvyšší počet bodů potom závodníkovi připadne na rovinaté etapě. Zelený trikot veze cyklista, jenž má na svém kontě před začátkem etapy nejvíce bodů v bodovací klasifikaci.

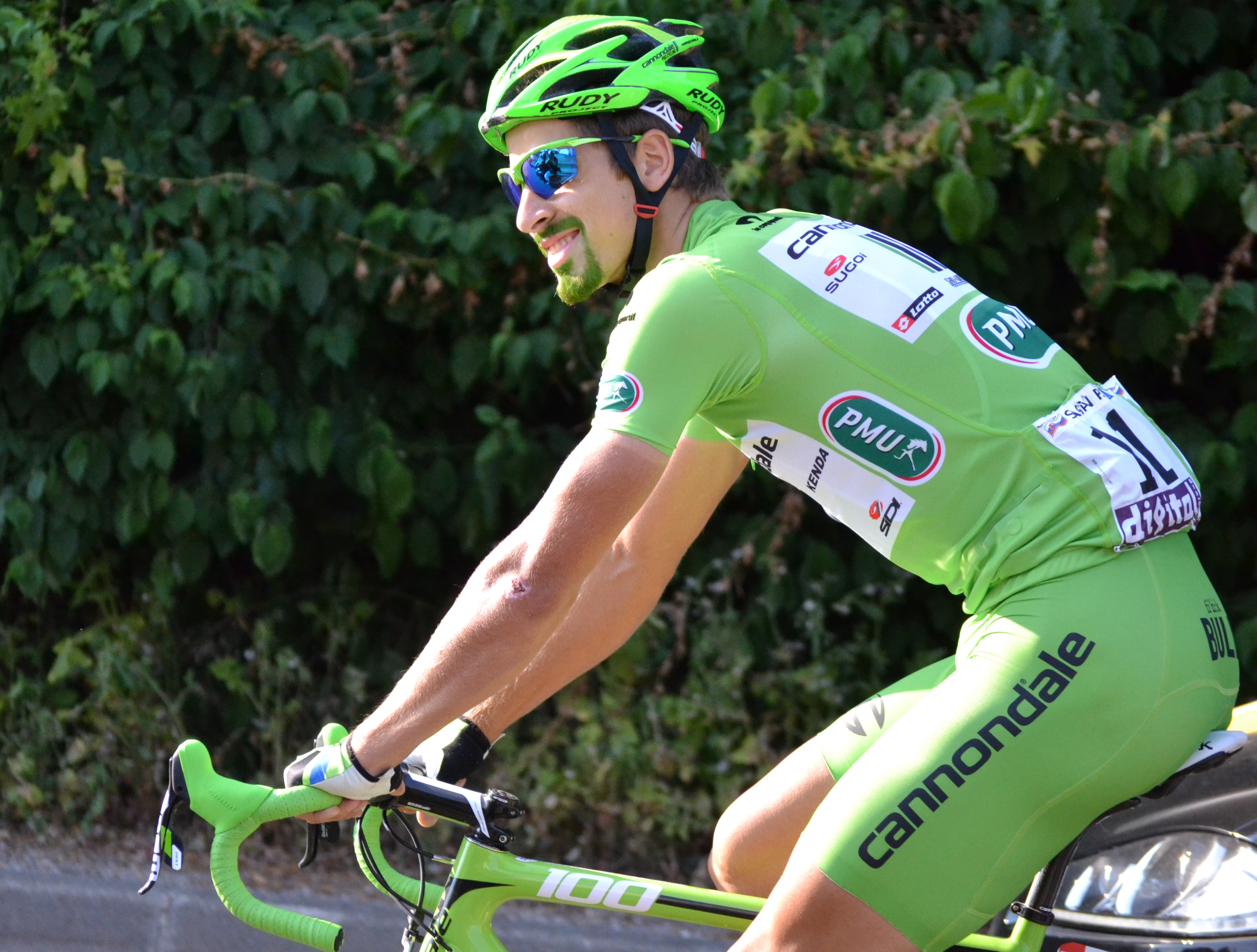
Sedminásobný vítěz bodovací klasifikace Peter Sagan v roce 2013

Během prvních let soutěže dostávali závodníci penalizační body za své umístění, takže cyklista s nejmenším počtem bodů vyhrál bodovací klasifikaci a s ní spojený zelený trikot. Od roku 1959 byl systém změněn. Větší počet bodů je udělován za lepší umístění v cíli etapy. Nejvíce bodů obdrží vítěz etapy. S horším umístěním klesá i udělovaný počet bodů. Vítězem bodovací klasifikace se stane závodník s nejvyšším počtem bodů na konci Tour de France. V případě shodného počtu bodů dvou cyklistů o vítězi soutěže rozhoduje počet vítězných etap. Dalším hlediskem je počet vítězství na sprinterských prémiích a v poslední řadě rozhoduje závodníkovo postavení v celkové klasifikaci.
První rok konání bodovací klasifikace byla jejím sponzorem společnost La Belle Jardinière vyrábějící sekačky na trávu. Proto byla barva trikotu zelená. Skoro 25 let byla hlavním sponzorem soutěže společnost Pari Mutuel Urbain. Nicméně v listopadu 2014 bylo oznámeno, že společnost již dále nebude pokračovat ve sponzorování bodovací klasifikace. V březnu roku 2015 se sponzorem zeleného trikotu stala Škoda Auto. Historicky nejúspěšnějším cyklistou bodovací klasifikace je se sedmi vítězstvími Peter Sagan.
K roku 2017 se body udělují takto:
|  | Typ etapy/pořadí     | 1. | 2. | 3. | 4. | 5. | 6. | 7. | 8. | 9. | 10. | 11. | 12. | 13. | 14. | 15. |
|  | -------------------- | -- | -- | -- | -- | -- | -- | -- | -- | -- | --- | --- | --- | --- | --- | --- |
|  | Rovinatá etapa       | 50 | 30 | 20 | 18 | 16 | 14 | 12 | 10 | 8  | 7   | 6   | 5   | 4   | 3   | 2   |
|  | Kopcovitá etapa      | 30 | 25 | 22 | 19 | 17 | 15 | 13 | 11 | 9  | 7   | 6   | 5   | 4   | 3   | 2   |
|  | Horská etapa         | 20 | 17 | 15 | 13 | 11 | 10 | 9  | 8  | 7  | 6   | 5   | 4   | 3   | 2   | 1   |
|  | Individuální časovka | 20 | 17 | 15 | 13 | 11 | 10 | 9  | 8  | 7  | 6   | 5   | 4   | 3   | 2   | 1   |
|  | Sprintérská prémie   | 20 | 17 | 15 | 13 | 11 | 10 | 9  | 8  | 7  | 6   | 5   | 4   | 3   | 2   | 1   |

#### Klasifikace jezdců do 25 let a Bílý trikot
Bílý trikot, francouzsky „maillot blanc“, nosí vedoucí jezdec klasifikace mladých jezdců, francouzsky „Classement du meilleur jeune“. Princip soutěže o bílý trikot je obdobou soutěže o žlutý trikot. Klasifikace je určena závodníkům, kteří 1. ledna roku, v němž se jede závod, nedovršili 26 let. Vedoucí jezdec soutěže je určován stejným způsobem jako závodník z celkové klasifikace. Časy z etap jsou závodníkovi sčítány. Závodník s nejmenším součtem časů je lídr klasifikace jezdců do 25 let.

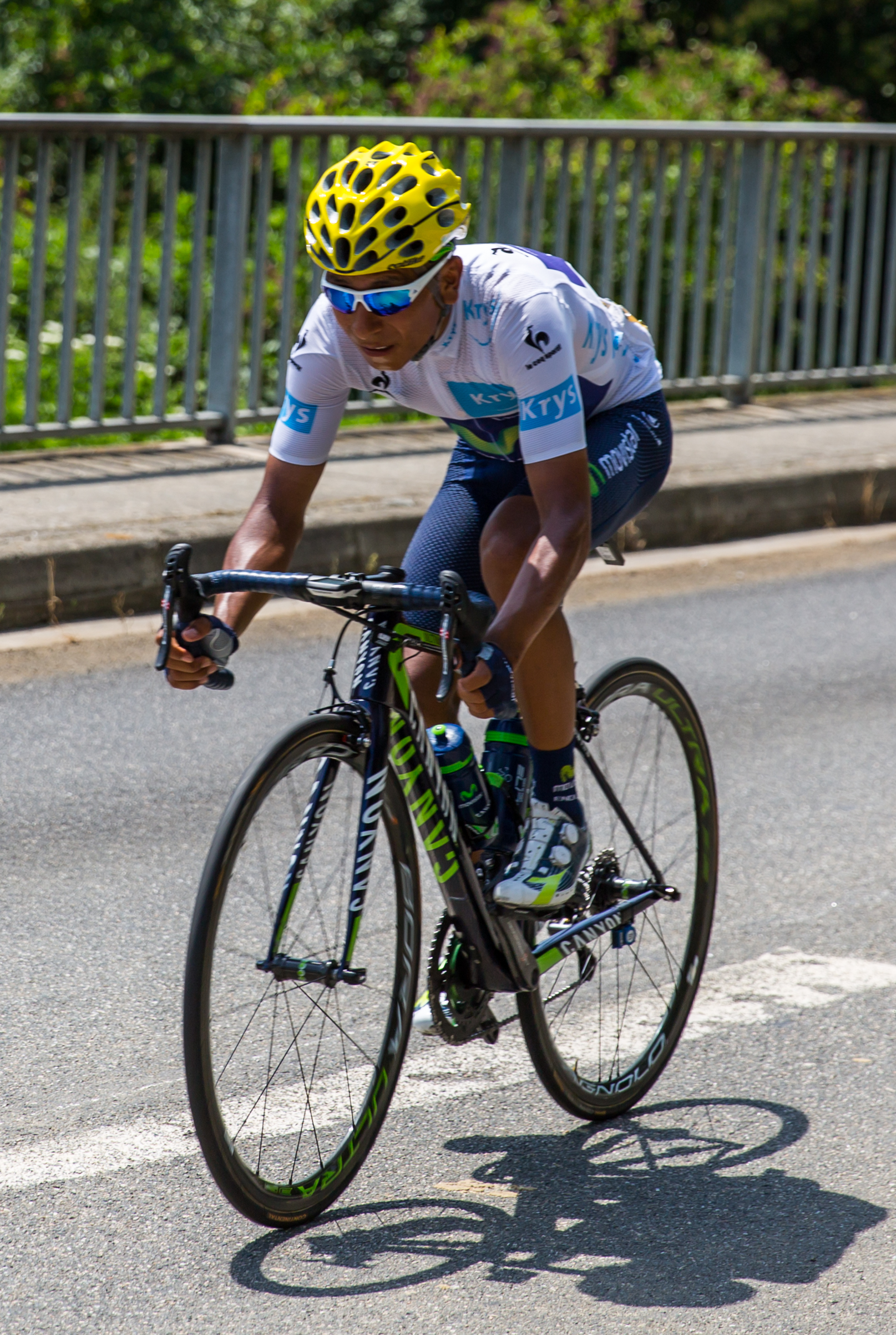
Nairo Quintana v bílém trikotu pro nejlepšího jezdce do 25 let během třinácté etapy v roce 2015

Obvykle se vítězi soutěže stávají cyklisté, kteří jsou na počátku svých kariér. Původně byla klasifikace určena závodníkům, kteří byli v prvních třech letech svých profesionálních kariér. Od roku 1983 organizátoři pravidla upravili tak, že se soutěže mohli účastnit pouze debutanti. V roce 1987 proběhla další změna pravidel do současné podoby, tedy počet startů na Tour de France nehraje žádnou roli, omezení věku platí a vedoucí závodník klasifikace má nejmenší součet časů z jednotlivých etap.
Klasifikace jezdců do 25 let byla na Tour de France poprvé představena v roce 1975. Hlavním sponzorem soutěže se stala společnost Miko. Prvním vítězem se stal Francesco Moser, který celkově skončil sedmý. Vedoucí závodník soutěže je oblečen do bílého trikotu. Mezi lety 1989–1999 však vedoucí cyklista bílý trikot ani jiný odlišný dres neoblékal, přestože soutěž dále pokračovala.
Celkem čtyřem závodníků se podařilo ve stejném roce vyhrát jak klasifikace jezdců do 25 let, tak celkovou klasifikaci. V roce 1983 Larentu Fignonovi, v roce 1997 Janu Ullrichovi, v roce 2007 Albertu Contadorovi a v roce 2010 Andy Schleckovi. Rekordmani v počtu získaných bílých trikotů jsou dva: Jan Ullrich a Andy Schleck vyhráli soutěž třikrát. Vzhledem k věkovému omezení se cyklistům jen málokdy stane, že vyhrají bílý trikot vícekrát.
Ke kuriózní situaci došlo v roce 2007 v Paříži. Žlutý i bílý trikot v tom roce získal Alberto Contador. Na pódiu si nicméně bílý trikot oblékl Amets Txurruka, jenž do cíle dojel v klasifikaci jezdců do 26 let až na třetím místě. Vedoucí cyklisté jednotlivých klasifikací si nemohou obléknout dva trikoty zároveň, a protože druhý v pořadí, Juan Mauricio Soler, vyhrál horskou klasifikaci, do bílého trikotu se nakonec oblékl právě Txurruka.

#### Týmová klasifikace
Týmová klasifikace, francouzsky „Classement par équipes“, je soutěž o nejlepší tým Tour de France. Po konci každé etapy se započítávají časy tří nejlepších cyklistů z každého týmu. První tým klasifikace je potom určen nejnižším celkovým časem. Týmová klasifikace byla do Tour de France zařazena v roce 1930, kdy se změnil systém závodu ze sponzorských na národní týmy. Prvním vítězem týmové klasifikace se stal národní tým Francie. Národní týmy na Tour de France figurovaly mezi lety 1930–1961 a 1967–1968. V roce 1961 byl systém určování nejlepšího týmu změněn. O vítězi rozhodovaly body. Nejlepší tým v každé etapě získal jeden bod. Tým s nejvyšším počtem bodů na konci závodu se stal vítězem týmové klasifikace. V roce 1963 byl systém opět změněn na součet časů. Mezi lety 1973–1988 probíhala dodatečná bodovací týmová klasifikace, která běžela souběžně s týmovou klasifikací. Bodovací systém se od toho z šedesátých let lišil. Všichni závodníci v cíli etapy dostávali body. Vítěz etapy obdržel jeden bod, druhý v cíli dva body, atd… Vítězem bodovací týmové klasifikace se stal tým s nejnižším počtem bodů. Členové týmu lídra bodovací týmové klasifikace nosili zelenou čapku.
Vedoucí tým týmové klasifikace byl od roku 1930 do roku 1990 označován žlutými čepicemi. Od roku 2006 jsou závodníci nejlepšího týmu označeni černým číslem na žlutém podkladu. Možnost nosit žluté přilby členy nejlepšího týmu vešla v platnost v roce 2012. Jediným týmem, který klasifikaci vyhrál třikrát v řadě mezi lety 2004–2006, je tým T-Mobile. Národní týmy Francie a Belgie jsou s deseti vítězstvími nejúspěšnějšími týmy v historii týmové klasifikace.

#### Cena pro největšího bojovníka
Cena pro největšího bojovníka, francouzsky „Prix de la combativité“, je udělována závodníkovi s nejbojovnějším duchem, jenž projeví zarputilou vytrvalost. Na konci každé etapy se sejde porota skládající se ze členů organizačního týmu a ze zástupců médií a cenu udělí. Porota sestává z osmi členů. Cenu pro největšího bojovníka obvykle získá závodník, který se dostane do úniku dne. Symbolem soutěže není trikot, nýbrž bílé startovní číslo na červeném podkladu na cyklistově zádech. Po skončení Tour de France se uděluje ocenění pro nejbojovnějšího cyklistu celého závodu. Soutěž byla poprvé do průběhu Tour de France zařazena v roce 1952. Cena pro největšího bojovníka celé Tour de France byla poprvé udělena v roce 1953 a jejím prvním celkovým vítězem se stal Wout Wagtmans. Původně byla soutěž bodovací, což znamenalo, že závodník s největším počtem bodů na konci závodu vyhrál cenu pro největšího bojovníka. Současný systém, kdy o vítězi rozhoduje porota, byl zaveden v roce 2003. Na rozdíl od ostatních klasifikací nemusí vítěz ceny pro největšího bojovníka celou Tour de France dokončit. V roce 1961 nebyla cena udělena jednotlivci, ale celému týmu - West-South-West. Eddy Merckx tuto cenu vyhrál celkem čtyřikrát, což je historický rekord.

#### Červená lucerna
Červená lucerna, francouzsky „Lanterne Rouge“, je označení pro posledního závodníka celkového pořadí Tour de France. Název pochází od červené lucerny z konce starých vlaků, podle níž výpravčí zjistil, že jsou k vlaku připojeny všechny vagóny. Červená lucerna se objevila již v prvním vydání závodu v roce 1903. Od té doby je součástí Tour de France. Prvním závodníkem, který dojel na posledním místě byl Arsène Millocheau. Wim Vansevenant dojel jako „lanterne rouge“ v letech 2006, 2007 a 2008 třikrát. Jedná se o historický rekord. Poslednímu závodníkovi Tour de France přinese tato pozice publicitu i výdělek. V letech 1979 a 1980 na posledním místě dojel Rakušan Gerhard Schönbacher. V roce 1980 však pořadatelé nebyli spokojeni s publicitou, kterou Rakušanovo postavení vyvolávalo, a tak vešlo v platnost pravidlo, podle něhož jezdec, jenž se umístil na posledním místě mezi čtrnáctou a devatenáctou etapou, musel z Tour de France odstoupit. Ani nově vzniklé pravidlo nezabránilo Schönbacherovi k tomu, aby dojel podruhé na posledním místě.

#### Odměna vítězům
Vítěz Tour de France vždy obdržel finanční odměnu. V prvním vydání závodu vyhrál celkový vítěz 20 000 franků. Každý rok se suma peněz zvyšuje. V roce 2017 získal Chris Froome jako vítěz celkové klasifikace Tour de France 500 000€. Vítěz bodovací klasifikace vyhrál stejně jako vítěz horské klasifikace 25 000€. Nejlepší mladý jezdec do 26 let si odnesl 20 000€ a nejlepší tým Tour de France vyhrál 50 000 €. Kromě toho ještě získává závodník jedoucí ve žlutém trikotu 500€ za každý den, kdy je v trikotu oblečen. Ostatní lídři klasifikací jsou odměněni 300 € za každý den strávený v trikotu označující jejich prvenství v dané klasifikaci. Na předem určených sprinterských prémiích se uděluje finanční odměna. Vítěz takové prémie získá 1500 €. Prvních 20 závodníků v cíli etapy získá od 11 000 € do 300 €, kdy 11 000 € získává vítěz. Na horských prémiích je to obdobné jako na těch sprinterských. Závodník, který jako první vyjede na kopec označený jako „Hors catégorie“, vyhraje 800 €. Za 1. kategorii se potom uděluje 650€, za 2. kategorii 500 €, za 3. kategorii 300 € a za 4. kategorii 200 €. Nejvyšší odměnou v horách je však tzv. „Souvenir Henri Desgrange“, česky „Suvenýr Henriho Desgrangea“. Cena se uděluje od roku 1947 a má hodnotu 5000 €. Získává ji první závodník na Col du Galibier, kde má Desgrange pomník, nebo na nejvýše položeném stoupání ročníku. Obdobná cena se uděluje od roku 2001 prvnímu závodníkovi na Col du Tourmalet, kde má svůj památník Jacques Goddet. Ocenění nese název „Souvenir Jacques Goddet“, česky „Suvenýr Jacquese Goddeta“ a její vítěz získá rovněž 5000 €. Po každé etapě je některému ze závodníků udělována cena pro největšího bojovníka etapy. Vítěz této ceny obdrží 2000 €, přičemž největší bojovník celé Tour de France získá 20 000€.

### Bývalé klasifikace

#### Kombinovaná klasifikace
Kombinovaný trikot, francouzsky „maillot du combiné“, byl udělován prvnímu jezdci kombinované klasifikace, francouzsky „Classement du combiné“. Kombinovaná klasifikace byla na Tour de France poprvé představena v roce 1968. Soutěž byla založena na bodovacím systému a jednalo se o kombinaci žlutého, zeleného a puntíkovaného trikotu. Body do klasifikace byly udělovány po každé etapě podle pořadí závodníka v těchto třech klasifikacích. Jezdec s nejmenším počtem bodů na konci závodu se stal i celkovým vítězem kombinované klasifikace. Mezi lety 1975 a 1979 se stejně jako v letech 1983 a 1984 soutěž nepořádala. Definitivně zrušena potom byla v roce 1989. Od svého založení v roce 1968 do roku 1974 byl vedoucí závodník kombinované klasifikace oblečen v bílém trikotu. Trikot, jehož součástí byly barvy označující zbývající klasifikace Tour de France, byl poprvé použit až v roce 1985. Ital Franco Bitossi se stal vůbec prvním vítězem soutěže. Historicky nejúspěšnějším závodníkem kombinované klasifikace je Eddy Merckx, který celkem vyhrál pětkrát – v letech 1969-1972 a v roce 1974.

#### Klasifikace průběžných sprintů
Červený trikot, francouzsky „maillot rouge“, byl udělován prvnímu jezdci klasifikaci průběžných sprintů, francouzsky „Classement des sprints intermédiaires sur“. Klasifikace průběžných sprintů byla na Tour de France poprvé představena v roce 1971. Body udělované do klasifikace průběžných sprintů jsou od roku 1990 započítávány do bodovací klasifikace. Do soutěže byly závodníkovi body připočítávány na sprinterských prémiích během etap. Cyklista s nejvyšším počtem bodů na konci Tour de France se stal vítězem klasifikace průběžných sprintů. Vedoucí jezdec soutěže byl rozlišen od ostatních až od roku 1984, kdy byl oblečen v červeném trikotu. Prvním vítězem klasifikace průběžných sprintů se stal belgický závodník Pieter Nassen. Rekordmanem v počtu získaných červených trikotů je Ir Sean Kelly, jemuž se to podařilo třikrát.

## Etapy

### Etapa s hromadným startem

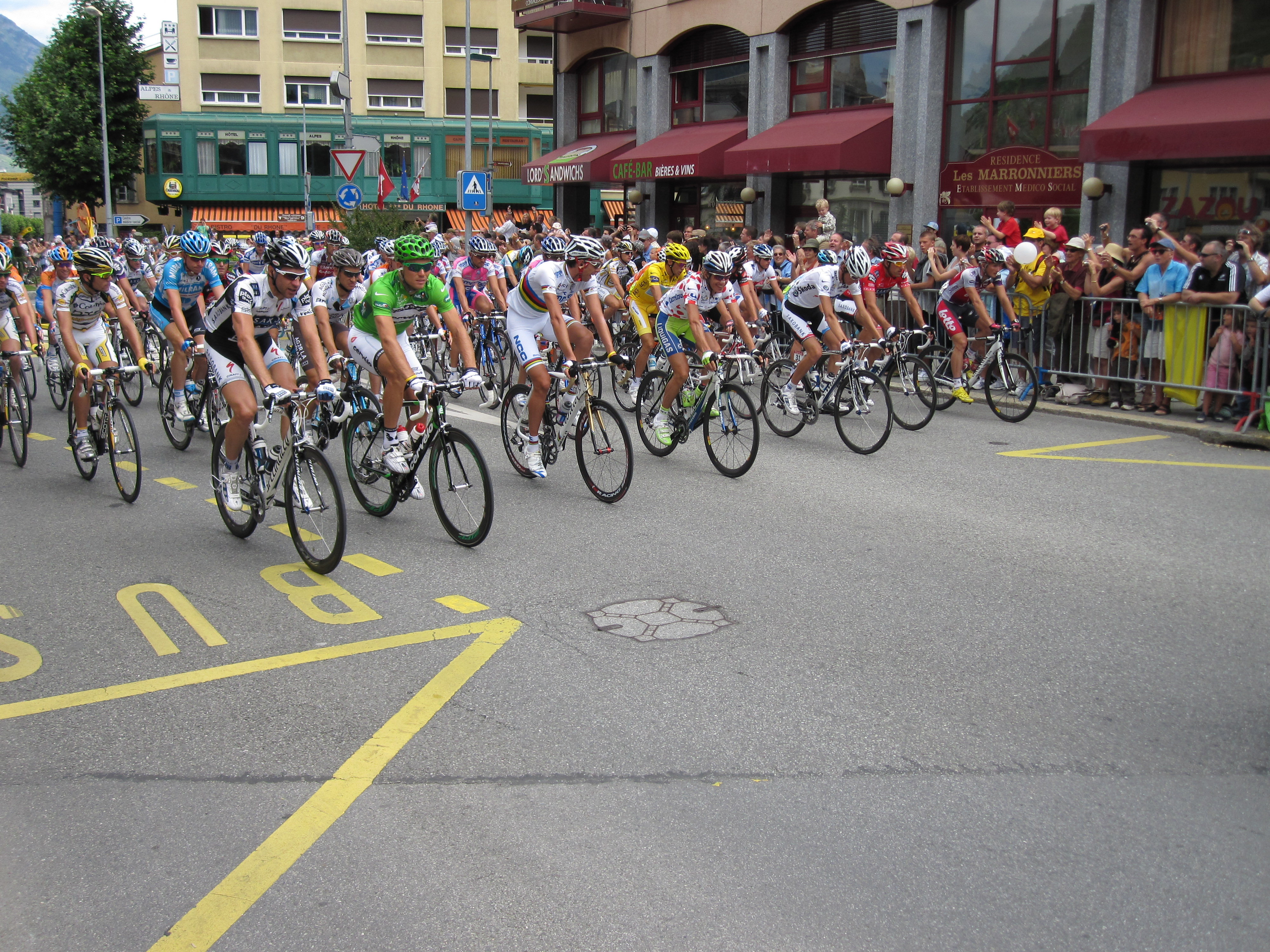
Start 16. etapy, Tour de France 2009

První kilometr etapy, francouzsky označovaný jako „départ fictif“, probíhá bez závodění. Skutečný start, francouzsky „départ réel“, ohlašuje ředitel Tour de France odmávnutím bílé vlajky. Cyklistům je povoleno být spolu v kontaktu. Jakékoliv šťouchnutí nebo postrčení je však zakázáno. Závodník, který jako první překročí cílovou čáru, se stává vítězem etapy. Jezdcům je přidělován čas skupiny, ve které dojedou do cíle etapy, podle jejího prvního cyklisty. Tímto opatřením pořadatelé zamezují nebezpečí hromadných spurtů. Není neobvyklé, když do cíle přijede celé startovní pole v jedné skupině. Všem závodníkům se potom přičítá stejný čas podle vítěze etapy, přestože je pole závodníků roztahané a poslední jezdec skupiny dojede do cíle s určitým časovým deficitem. Od roku 2005 platí v rovinatých etapách pravidlo, jenž stanovuje ochranné pásmo 3 km před cílem. To v praxi znamená, že pokud cyklista spadne nebo se zaplete do nehody 3 km před cílem, bude se mu počítat stejný čas jako skupině, ve které před pádem jel. Poslední kilometr etapy je od roku 1906 označen červenou vlajkou, tzv. „flamme rouge“. Fotofiniš se v cíli objevil poprvé v roce 1955.
Etapy s hromadným startem Tour de France jsou rozděleny do tří kategorií: rovinatá, kopcovitá a horská. Kategorizace ovlivňuje množství bodů udělovaných do bodovací klasifikace. Dále ovlivňuje platnost pravidla o bezpečné zóně 3 km před cílem a diskvalifikační čas. Diskvalifikační čas je čas, ve kterém závodník musí dojet do cíle poté, co je již vítěz etapy v cíli. Takový čas je určen časem vítěze etapy plus předem určené procento času vítěze etapy. Od roku 2015 jsou v platnosti opět časové bonifikace v cíli každé etapy vyjma individuální a týmové časovky. Vítěz etapy obdrží bonifikaci 10 sekund, přičemž druhý v cíli 6 sekund a třetí 4 sekundy.
Je běžné, že většina cyklistů zůstává až do konce rovinaté etapy v pelotonu. O vítězi etapy potom rozhoduje závěrečný spurt. Boční větry, dlouhé a těžké úseky po dlažebních kamenech či nehody jsou hlavní výzvy, se kterými se musí cyklisté během rovinatých etap vypořádat. Během kopcovitých nebo horských etap může docházet v výraznému posunu jezdců v celkovém pořadí. Zejména potom v etapách s horským dojezdem. Vítězem úplně první etapy Tour de France se stal její první celkový vítěz Maurice Garin.

### Individuální časovka
Individuální časovku, francouzsky „contre la montre“, jezdí cyklisté samostatně. Jezdci startují v jednotlivých intervalech, obvykle po dvou minutách. Jezdí se v obráceném pořadí oproti celkové klasifikaci, tedy cyklista jedoucí ve žlutém trikotu do časovky startuje jako poslední. Protože je časovka jednotlivců zkouškou individuálních schopností, jezdci v průběhu etapy nemohou spolupracovat. Jestliže jezdec dojede závodníka jedoucího před ním, nesmí jet tito závodníci jako skupina. To znamená, že nesmí jet v zákrytu. První individuální časovka se v itineráři závodu objevila v roce 1934 a jejím vítězem se stal pozdější celkový vítěz Antonin Magne. Vedla z La Roche-sur-Yon do Nantes a měřila 90 km.
Tour de France tradičně začíná úvodní časovkou, neboli prologem. Prolog se poprvé představil v roce 1967. Není však považován za regulérní etapu. Závodí se na krátké vzdálenosti, obvykle mezi 5 až 10 km, ale může být i delší. Moderní Tour de France obvykle mívá dvě časovky o délce zhruba 50 km. Jedou se v prvním a posledním týdnu závodu. Mezi nimi jsou horské etapy. Existují i různé variace. Alespoň jedna z individuálních časovek je zastoupena kratší týmovou časovkou. Rekord nejvyšší průměrné rychlosti v individuální časovce drží od roku 2015 Australan Rohan Dennis. V úvodním prologu v nizozemském Utrechtu se mu podařilo dosáhnout průměrné rychlosti 55,446 km/h. Startovací rampa byla poprvé použita v Kolín nad Rýnem v roce 1965.

### Týmová časovka

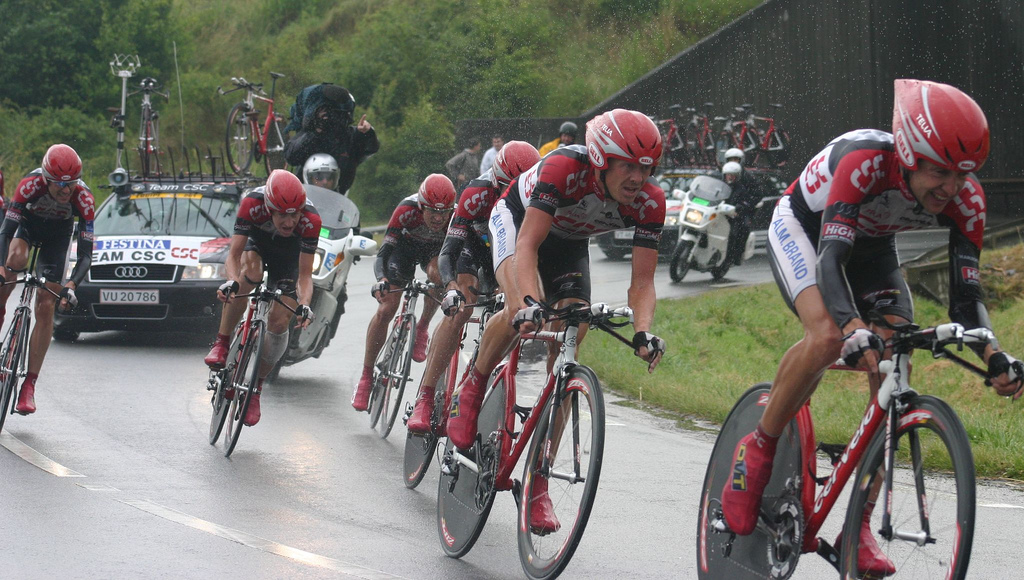
Tým CSC během týmové časovky v roce 2004

Týmovou časovku jezdí každý tým samostatně. Týmy startují v jednotlivých intervalech, obvykle po dvou minutách. Tým jezdí jako skupina. Jezdci se střídají na čele, ale nemohou spolupracovat s ostatními týmy. Na rozdíl od individuální časovky cyklisté z jednoho týmu smí jet v zákrytu. Každému členu týmu se připočítá konečný čas pátého jezdce devítičlenného týmu. Cyklistům na šestém a dalších místech, kteří jsou od pátého závodníka ze svého týmu vzdáleni více, než je délka kola, se počítá čas, v němž ve skutečnosti dojeli do cíle. První týmová časovka se v itineráři závodu objevila v roce 1927. Jejím vítězem se stal tým Dilecta-Wolber v čele s Francisem Pélissierem.

### Časový limit
Závodníci, kteří dokončí etapu, mohou být ze závodu vyloučeni, protože překročili časový limit etapy. Limit etapy je definován jako čas vítěze plus procento, jež závisí na typu etapy a průměrné rychlosti vítěze etapy. Časový limit může být prodloužen, popřípadě může být i úplně zrušen, pokud více než 20 % závodníků nedorazí do cíle včas anebo pokud je na vině jiný důvod jako kolize nebo špatné počasí. Celkem existuje šest koeficientů pro výpočet časového limitu etapy. Koeficient 6 platí pouze pro individuální časovku a uvádí, že povolený čas, je čas vítěze etapy plus 30 %. Pokud je například etapa klasifikována Koeficientem 1, což znamená „etapa bez zvláštních obtíží“, časový limit je čas vítěze etapy plus 3 % pro průměrnou rychlost do 36 km/h. Za předpokladu, že má vítěz etapy průměrnou rychlost přes 50 km/h, přičítá se k času vítěze již 11 %. Koeficient 5 je používán pro klasifikaci „velmi náročných krátkých etap“. Hodnota přičítaného času k času vítěze se poté pohybuje od 11 do 22 %, což odpovídá průměrné rychlosti 30 km/h, respektive 40 km/h.

## Starty a cíle Tour de France

### Grand Depárt

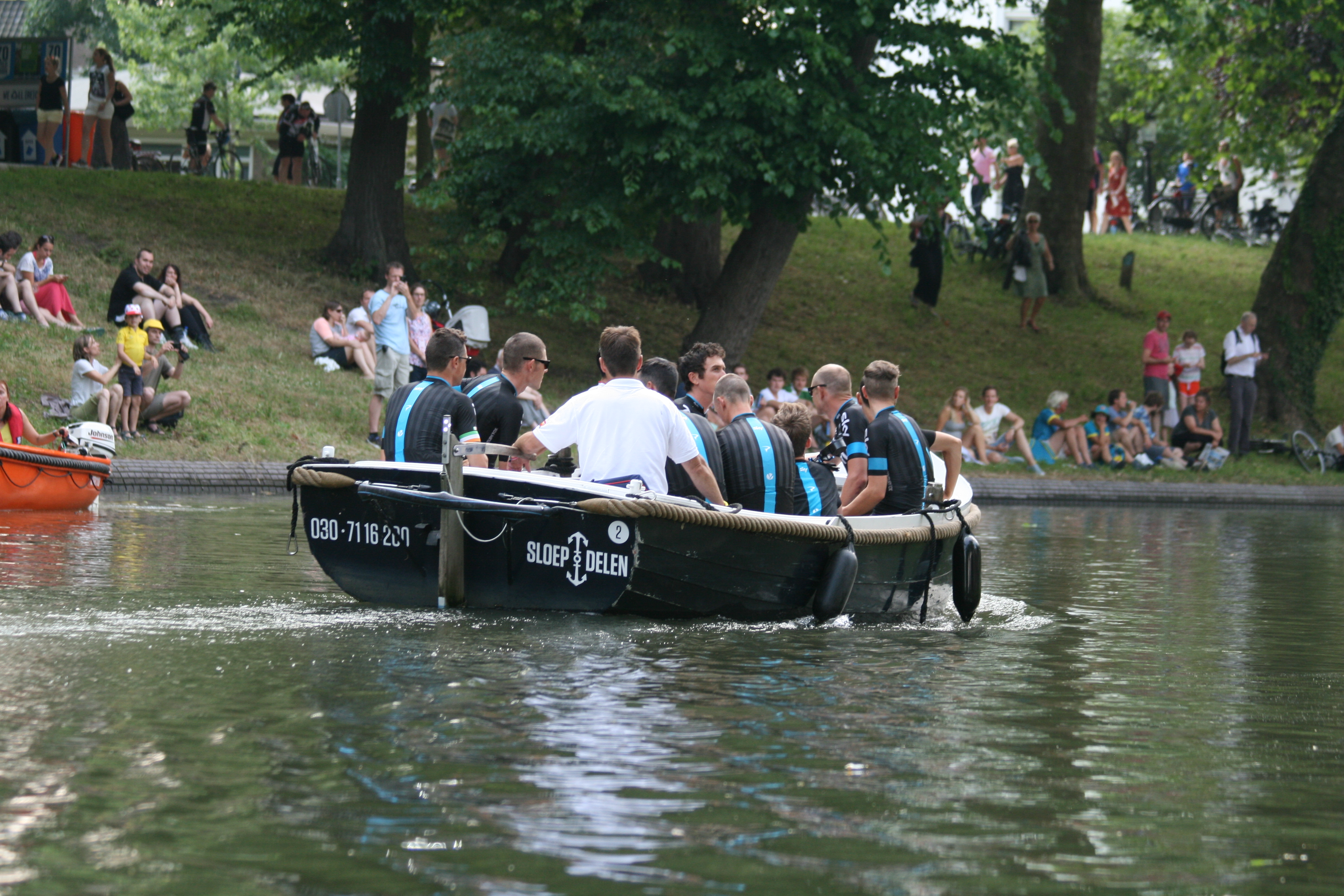
Jezdci týmu Sky během týmové prezentace před začátkem Tour de France v roce 2015

Velký start, francouzsky „Grand Depárt“, je termín používaný pro start Tour de France. Přípravy na Velký start probíhají v předem vybraném městě zhruba pět dní. Během příprav probíhá příjezd závodníků, zdravotní prohlídky, prezentace jezdců. Dále se zde koná úvodní prolog a start první etapy. Média hojně informují o všem co se týká cyklistiky. Moderní Tour de France udělala z Velkého startu velkolepou akci. Večer před samotným startem probíhá ceremoniál, ve kterém jsou slavnostně představeny všechny soutěžní týmy s jejich závodníky.
První Tour de France v roce 1903 byla odstartována na pařížském předměstí Montgeron. Od roku 1904 až do roku 1925 začínal závod vždy v Paříži. Po roční přestávce, kdy „Grand Depárt“ pořádala obec Evian na břehu Ženevského jezera, se start závodu opět vrátil v roce 1927 do Paříže. Tam setrval do roku 1950. Při padesátém výročí Tour de France v roce 1963 se opět start závodu vrátil do Paříže. Hlavní město Francie se jako „Grand Depárt“ vrátilo až v roce 2003, kdy se oslavovalo sté výročí závodu.
Postupem času si organizátoři Tour de France začali uvědomovat marketingový potenciál, jaký v sobě „Grand Depárt“ skrývá, a začali ho využívat. Součástí Velkého startu se stal doprovodný program, ve kterém se zviditelňují sponzoři závodu. Například v roce 1933 byla ke slavnostnímu odstartování závodu pozvána Josephine Bakerová. V průběhu celé historie závodu Tour de France zavítala do každé části kontinentální Francie.
První zahraniční „Grand Depárt“ proběhl v Amsterdamu v roce 1954. Od té doby Tour de France navštívila okolní státy více než dvacetkrát. Níže je uveden seznam zahraničních měst, které Velký start pořádaly nebo budou pořádat:
| - 1954: Amsterdam, Nizozemsko - 1958: Brusel, Belgie - 1965: Kolín nad Rýnem, Západní Německo - 1973: Haag, Nizozemsko - 1975: Cherleroi, Belgie - 1978: Leiden, Nizozemsko | - 1980: Frankfurt, Západní Německo - 1982: Basilej, Švýcarsko - 1987: Západní Berlín, Západní Německo - 1989: Lucemburk, Lucembursko - 1992: San Sebastián, Španělsko - 1996: Den Bosch, Nizozemsko | - 1998: Dublin, Irsko - 2002: Lucemburk, Lucembursko - 2004: Lutych, Belgie - 2007: Londýn, Spojené království - 2009: Monte Carlo, Monako - 2010: Rotterdam, Nizozemsko | - 2012: Lutych, Belgie - 2014: Leeds, Spojené království - 2015: Utrecht, Nizozemsko - 2017: Düsseldorf, Německo - 2019: Brusel, Belgie - 2022: Kodaň, Dánsko | - 2023: Bilbao, Španělsko - 2024: Rimini, Itálie |

### L'Arrivée Finale

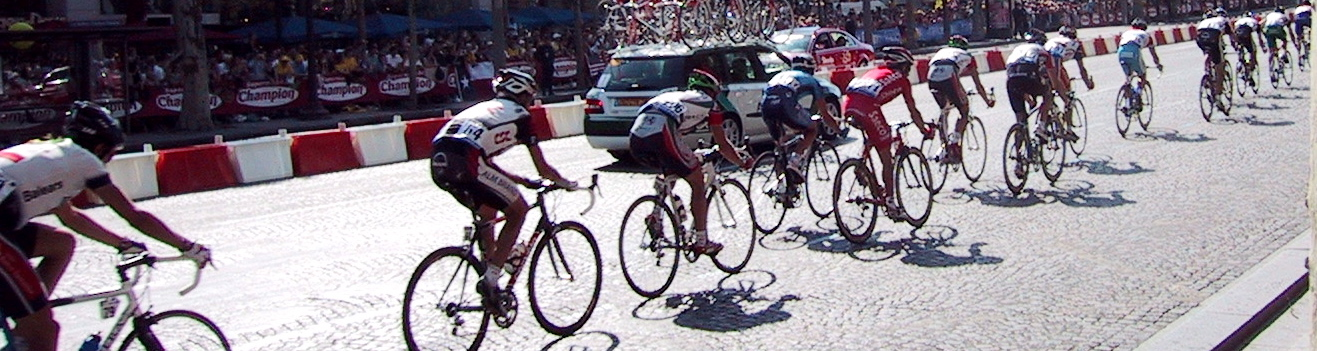
Od roku 1975 je cíl Tour de France na Champs Élysées

Závěrečný dojezd, francouzsky „L'Arrivée Finale“, je termín označující cíl Tour de France. Velký start moderní Tour de France se jen zřídka kdy odehrává v Paříži. Závěrečný dojezd však Paříž hostila vždy až na dvě výjimky. Při prvním ročníku Tour de France končila na jihozápadním předměstí poblíž kavárny Le Père Auto ve Ville-d'Avray. Po dojezdu prvního ročníku závodníci defilovali před publikem na nedalekém velodromu v Parku Princů v Porte de Saint-Cloud. Venkovní ovál v Parku Princů byl postaven v roce 1897 a měří 666,66 metrů. Proto ho zakladatel Tour de France, Henri Desgrange, zvolil jako ideální závěr první Tour de France. Ukončení Tour de France se na velodromech konalo až do roku 1971. V roce 1964 závod končil poprvé časovkou s trasou z Versailles do Parku Princů. Park Princů byl hostitelem cíle závodu až do roku 1967. Následně byl zbourán a cíl závodu se od roku 1968 přesunul na Velodrom Jacquese Anquetila (dříve označovaný jako „Vélodrome de la Cipale“) ve Vincennes. Velodrom územně spadá do Vincenneského lesíku, který administrativně patří do 12. pařížského obvodu.
Od roku 1964 do roku 1972 byla poslední etapou vždy časovka. Poté se závěrečná etapa změnila opět v etapu s hromadným startem. Velodrom ve Vincennes se používal jako cíl Tour de France do roku 1974. Od roku 1975 do současnosti závod končí v centru Paříže na bulváru Champs-Élysées. Závodníci v průběhu závěrečné etapy dorazí do centra města a poté jedou ještě několikrát kolem Vítězného oblouku přes Náměstí Svornosti k Louvru a zpět. Úsek po Champs-Élysées z Náměstí Svornosti na Náměstí Charlese de Gaulla a zpět se jede po kostkách a je označován jako „la plus belle avenue du monde“, česky „nejkrásnější ulice na světě“. Za dobu konání cíle Tour de France na Champs-Élysées od roku 1975 byla časovka závěrečnou etapou pouze jednou, a to v roce 1989, kdy Američan Greg LeMond dokázal v celkovém pořadí porazit Francouze Laurenta Fignona o 8 sekund, což je dodnes nejnižší rozdíl mezi prvním a druhým v celkové klasifikaci. Od té doby se poslední etapa změnila ve formální procesí do Paříže, kde se závodí až během závěrečných okruhů v samotném centru města. Je nepsaným pravidlem, že na závodníka jedoucím ve žlutém trikotu se během závěrečné etapy neútočí. V roce 2024 Paříž hostila olympijské hry a poslední etapa se konala 5 dní před jejich zahájením. Pořádání závěrečného dojezdu v centru Paříže by narušovalo přípravy na olympiádu, a proto organizátoři zvolili jako poslední etapu časovku z Monaka do Nice. Etapu vyhrál Tadej Pogačar a ještě si upevnil celkové vízězství.
| Rok(y)          | Cíl                                            |
| --------------- | ---------------------------------------------- |
| 1903            | Ville-d'Avray, Île-de-France                   |
| 1904–1967       | Park Princů, Paříž                             |
| 1968–1974       | Velodrom Jacquese Anquetila, Bois de Vincennes |
| 1975–současnost | Champs-Élysées, Paříž                          |
| 2024            | Nice                                           |

## Slavné výjezdy

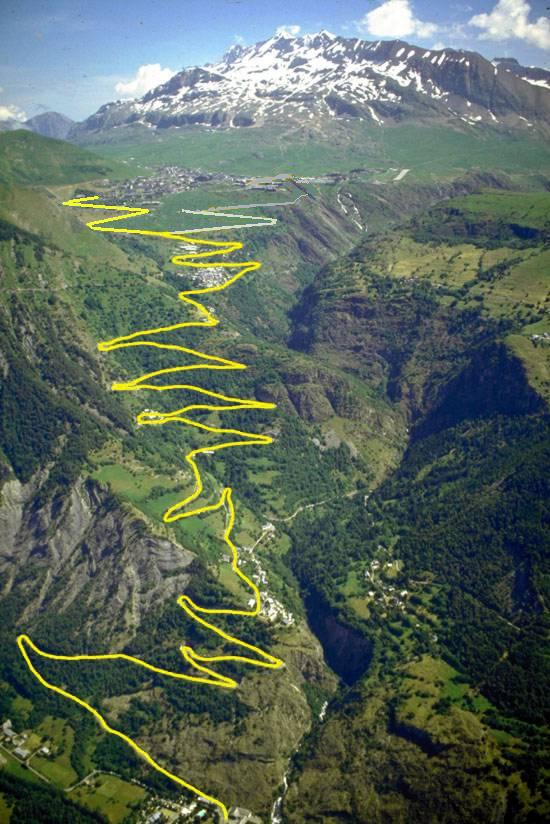
Panorama Alpe d'Huez se slavnými 21 serpentinami

O celkovém vítězi Tour de France v celé její historii velmi často rozhodovaly horské etapy. Pyreneje byly do itineráře závodu poprvé zařazeny v roce 1910. Než se tak stalo, vyslal zakladatel Tour de France, Henri Desgrange, na průzkum svého asistenta Alphonse Steinese. Měsíc před startem závodu pod vrcholem Col du Tourmalet ve výšce 2115 metrů nad mořem jeho auto zastavila chumelenice a dále musel pokračovat pěšky. Steines zjistil, že na vrchol nevede žádná silnice. I přesto poslal Degrangeovi telegram, ve kterém ho informoval, že je vše v pořádku. Pyreneje jsou od té doby součástí Tour de France. Obecně jsou pro peloton považovány za méně destruktivní než Alpy, které byly do programu závodu zařazeny rok po Pyrenejích v roce 1911. K historicky nejstarším pyrenejským výjezdům patří Portet d'Aspet, Col de Peyresourde, Col d'Aspin, Col d'Aubisque a Col du Tourmalet. Později byly přidány další výzvy v podobě Luz Ardiden, Plateau de Beille a Hautacam. Nejvyšším pyrenejským výjezdem Tour de France je Port d'Envalira s nadmořskou výškou 2407 metrů nad mořem.
Za nejobávanější výjezd Tour de France je považován Mont Ventoux známý jako „Provensálský obr“. Do itineráře závodu byla hora poprvé zařazena v roce 1951. V průběhu let dostal „Provensálský obr“ reputaci výjezdu, jehož se peloton obává. Na úpatí kopce bývají navzdory nadmořské výšce vysoké teploty a silný vítr. V roce 1955 zkolaboval 10 km pod vrcholem francouzský závodník, Jean Malléjac. Pierre Dumas, lékař Tour de France, mu píchl injekci solucamforu a dal mu kyslík. Malléjac se po patnácti minutách probral a chtěl pokračovat dál, ale nakonec musel ze závodu odstoupit. Ve stejný den sklátilo slunce i bývalého vítěze Tour de France, Ferdinanda Küblera. Cestou z vrcholu se Kübler zastavil v kavárně na občerstvení. Pak pokračoval špatným směrem, dokud ho diváci nezorientovali. Do cíle se nakonec Kübler dostal, nicméně den na to svolal tiskovou konferenci, kde oznámil ukončení kariéry.
O 12 let později si Mont Ventoux vyžádal v rámci Tour de France oběť na životě. Několik set metrů pod vrcholem zkolaboval vlivem předávkování amfetaminem a vysoké teploty britský mistr Tom Simpson a lékařům se ho již nepodařilo oživit. Simpson byl druhým závodníkem, který při průběhu závodu přišel o život. V roce 1935 se při sjezdu z Col du Galibier zabil Španěl Francisco Cepeda. Třetí úmrtí v horách se stalo v roce 1995. Při sjezdu z Col de Portet d'Aspet se smrtelně zranil italský cyklista Fabio Casartelli.
K nejslavnějším stoupáním patří Alpe d'Huez. Výjezd do horského střediska v nadmořské výšce 1860 metrů nad mořem, jehož součástí je 21 serpentin, se na Tour de France poprvé objevil v roce 1952. V roce 1952 se rovněž poprvé vyjížděly další dva významné kopce - Puy de Dôme a Sestriere. S délkou 13,9 km a průměrem sklonu 7,9 % se nejedná o nejobtížnější výjezd závodu. Legendou se kopec stal zejména díky nezapomenutelným soubojům, které se zde odehrály. Jednotlivé serpentiny jsou odspodu číslované a na tabulích s čísly jsou uvedena jména vítězů z Alpe d'Huez. K nejčastěji se objevujícím stoupáním patří Col du Galibier. Poprvé se v programu závodu kopec objevil roku 1911. Nejedná se o nejdelší či nejprudší stoupání Tour de France. Svůj respekt si Galibier vydobyl zejména kvůli výšce, která činí 2645 metrů nad mořem.

## Doping

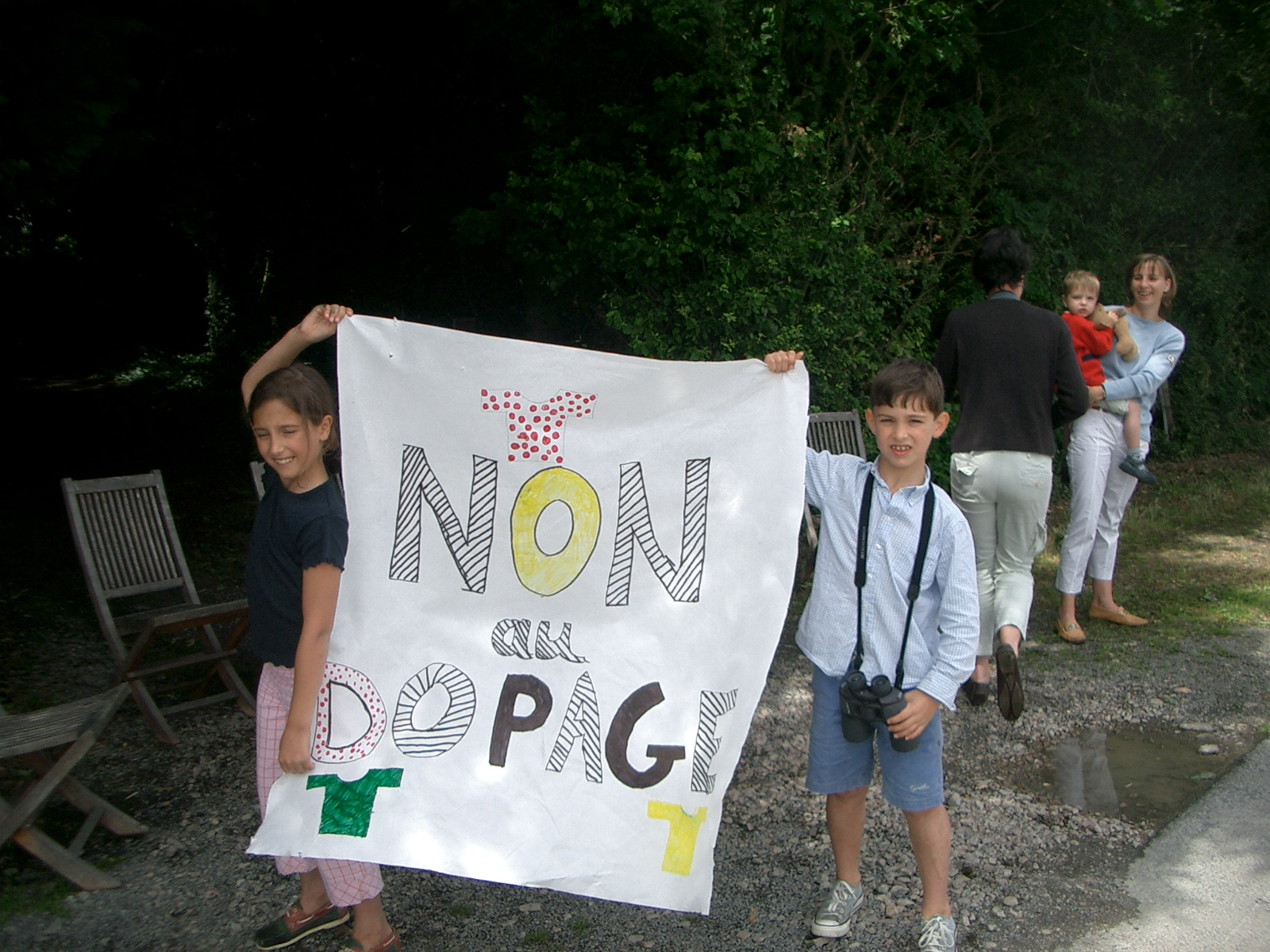
Divácký transparent v roce 2004

Obvinění z dopingu Tour de France provázejí v podstatě od jejího prvního ročníku v roce 1903. Kvůli náročným podmínkám závodníci v počátečních letech konání závodu požívali alkohol a éter k utlumení bolesti. V průběhu let začal význam užívání dopingu růst. V reakci na to zavedly vlády a mezinárodní cyklistická unie politiku boje proti dopingu.
V roce 1920 otiskl Le Petit Parisien rozhovor s bratřími Pélissierovými, v němž uvedli, že Tour de France je jako křížová cesta, při které závodníci trpí od začátku do konce. Na otázku novináře, jak se s tím vypořádávají, mu ukázali obsah své brašny, kde byly kokainové ampule, chloroform a koňská mast s dalšími stimulanty a analgetiky. Později však Francis Pélissier své výroky zmírnil a tvrdil: „Trošku jsme to s tím kokainem a pilulkami přeháněli, ale podstata věci pravdivá byla.“ Doping, o kterém Pélissierovi mluvili, byl však ve dvacátých letech stále legální.
Veřejný prodej amfetaminu, v cyklistickém žargonu označovaný jako „La Bomba“, byl francouzskou vládou zakázán v roce 1955. Ani zákaz prodeje amfetaminu však cyklistům jeho používání nezakazoval, a tak ho používali dál. Ve čtyřicátých a padesátých letech 20. století byl podle nizozemského cyklisty, Wima van Esta, hlavním určovatelem dopingových trendů Fausto Coppi. Coppi, Charly Gaul i Jacques Anquetil se nijak netajili používáním dopingu. Anquetil dokonce při jednom rozhovoru s novinářem uvedl: „Nemůžete přece jezdit Tour na vodu.“

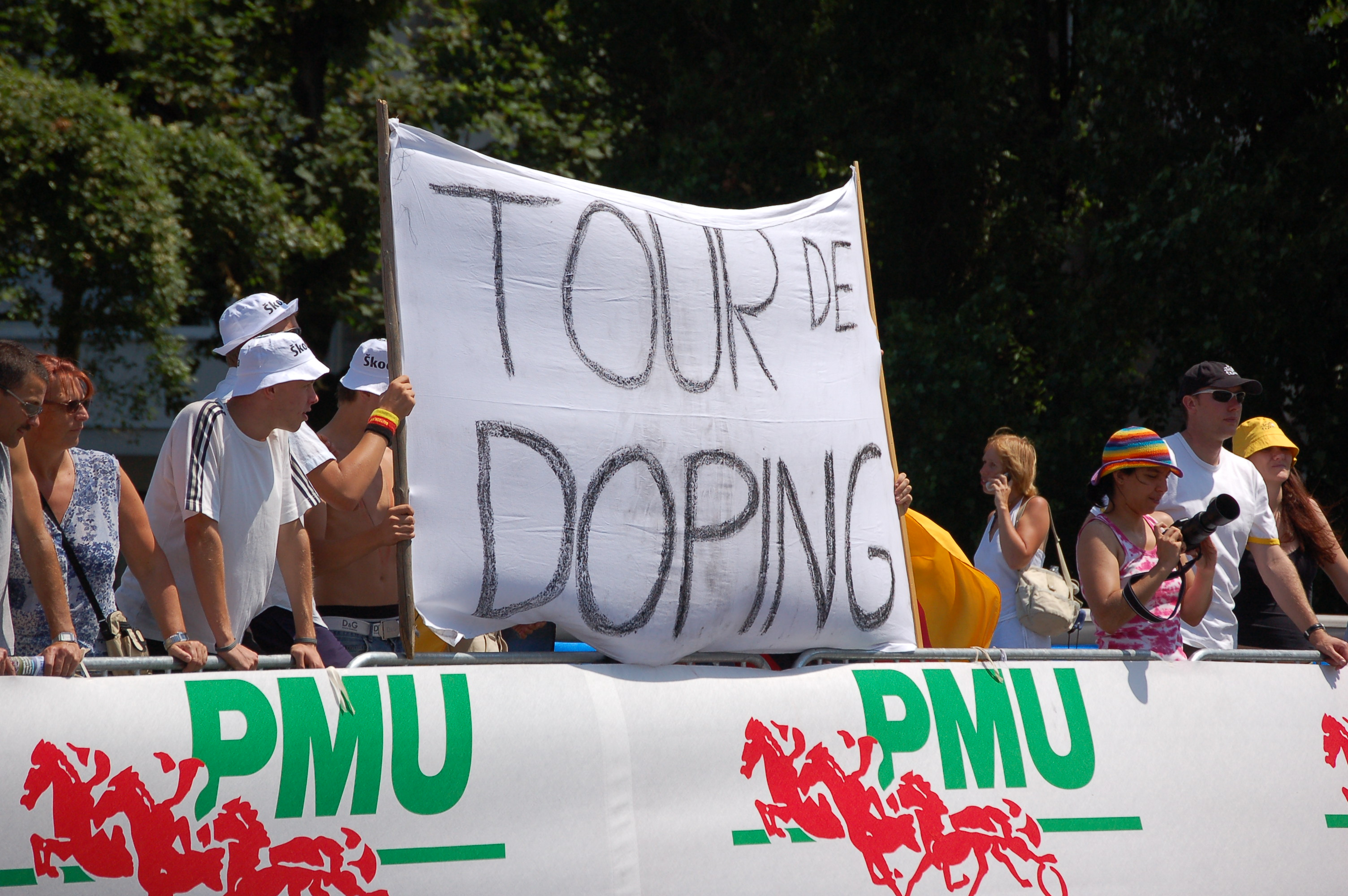
Transparent diváků v roce 2006

Na přímou otázku novináře, zdali berou cyklisté „La Bombu“, jak byl v cyklistickém žargonu označován amfetamin, odpověděl Fausto Coppi: „Ano, a pokud někdo tvrdí něco jiného, nemá smysl se s ním bavit o cyklistice.“ Velmi významnou osobou, jenž se zasadila o antidopingový zákon, je Pierre Dumas. Dumas se v létě roku 1952 stal oficiálním lékařem Tour de France. Lékař při setkání s reportérem Philippem Brunnelem z deníku L'Équipe popisoval, jak byl svědkem situací, kdy si cyklisté během závodu píchali injekce a vůbec jim nevadila jeho přítomnost. Během čtrnácté etapy Tour de France v roce 1960 měl tehdy druhý jezdec celkové klasifikace, Roger Rivière, při sjezdu nehodu, po které upadl do bezvědomí. Při leteckém převozu do nemocnice bylo zjištěno, že měl v kapsách amfetamin a injekci s palfiem, jež umrtvuje bolest a zpomaluje reflexy. Příčinou nehody byly právě injekce proti bolesti. Po jedné z následujících alpských etap šel Dumas za prozatímním lídrem, Italem Gastonem Nencinim, na hotelový pokoj. Lékař ho nalezl ležícího na posteli s plastikovými trubičkami, které vedly z obou jeho paží k lahvi s krví. Dumas po této zkušenosti svolal krizový štáb, na němž vedoucí Italů Nenciniho počínání obhajoval. Nicméně k zakázání dopingu ještě nedošlo. Zákony zakazující užití dopingu ve sportu vešly v platnost až v roce 1966. Proti novým zákonům se ostře ohradili někteří cyklisté včetně Jacquese Anquetila. O rok později, v roce 1967, na následky předávkování amfetaminem umřel při výjezdu na Mont Ventoux Tom Simpson. V reakci na Britovu smrt zavedli organizátoři od roku 1968 povinné dopingové kontroly pro každého vítěze etapy.
V anquetilově éře na přelomu padesátých a šedesátých let cyklisté pro otupení bolesti používali amfetamin. V sedmdesátých letech závodníci pro změnu používali anabolické steroidy, clenbuterol, nandrolon nebo testosteron. Na počátku devadesátých let se na Tour de France poprvé objevil Erythropoetin, zkráceně EPO. Ve své autobiografii, francouzsky „Nous étions jeunes et insouciants“, česky „Byli jsme mladí a bezstarostní“, přiznal dvojnásobný vítěz závodu, Laurent Fignon, že během své kariéry bral amfetamin a kortizon stejně jako všichni ostatní. Podle Fignona ho na počátku devadesátých let v horách začali předjíždět závodníci, o kterých by nevěřil, že by se ho byli schopni držet. A to všechno díky EPO.
Tour de France z roku 1998 se do historie zapsala jako „Tour de Dopage“. Na hranicích Francie s Belgií zastavili celníci dne 8. července 1998 automobil stáje Festina. Při kontrole bylo ve vozidle objeveno více než 400 ampulí zakázaných látek včetně 234 obsahujících EPO. Součástí týmu Festina byl i jeden z favoritů na umístění v celkovém pořadí, Richard Virenque. V kancelářích stáje v Lyonu byly při razii objeveny tajné dokumenty, jež prokazovaly řízený doping. Na základě vzniklého skandálu svolal ředitel Tour de France, Jean-Marie LeBlanc, dne 17. července tiskovou konferenci, na které oznámil vyloučení týmu Festina ze závodu. Vyloučení Festiny mělo za následek lavinový efekt. Při následných raziích na pokojích v hotelech dalších týmů bylo nalezeno nepřeberné množství zakázaných látek. Výsledkem policejních razií byla skutečnost, že do pařížského cíle celkem ze 189 cyklistů, kteří se postavili na start v Dublinu, dojelo pouze 96 závodníků. Šest týmů z jednadvaceti bylo vyloučeno nebo samy odstoupily.
Obvinění z dopingu provázelo celou kariéru Lance Armstronga. Měsíc po jeho sedmém celkovém vítězství na Tour de France v roce 2005 zveřejnil deník L'Équipe dokumenty, které poukazovaly na jeho používání EPO při Tour de France v roce 1999. V průběhu stejného ročníku měl Armstrong pozitivní test na zakázanou látku kortikosteroid. Američan však neměl povolení pro používání kortikosteroidu, a tak si nechal napsat a antedatovat lékařský recept na kortizonový krém, jímž si údajně léčil otlačeniny od sedla. Impulzem k vyšetřování Armstrongova údajného používání dopingu se stalo obvinění Floyda Landise, kterému byl právě kvůli užívání dopingu odebrán titul z Tour de France. Do případu se kromě Antidopingové asociace USA (USADA) vložila také FBI. Později se proti Armstrongovi vyjádřili jeho bývalí týmoví kolegové Tyler Hamilton, Levi Leipheimer a George Hincapie. V roce 2012 Armstrong odmítl vypovídat před tribunálem americké Antidopingové asociace. USADA následně oznámila, že mu odebere všech sedm titulů z Tour de France. V říjnu roku 2012 USADA zveřejnila dvanáctisetstránkovou zprávu, která potvrzovala systematické užívání dopingu Armstrongem a jeho týmem US Postal. Zpráva uvedla, že hlavními postavami propracovaného dopingového systému byli Armstrong, šéf týmu Johan Bruyneel a italský lékař Michele Ferrari, známý jako Dottore EPO. Armstrong byl obviněn, že mezi lety 1998–2010 systematicky zneužíval EPO, kortizon, testosteron, růstový hormon HGH, krevní doping a záměrně se vyhýbal dopingovým kontrolám.
Dne 22. října 2012 pronesl prezident UCI, Patrick McQuaind: „Pro Armstronga není v cyklistice místo. Zaslouží si být zapomenut“. Následně byly Armstrongovy odebrány všechny tituly a doživotně byl distancován ze všech oficiálních sportovních soutěží. Američan na vynesený rozsudek zpočátku nijak nereagoval. Dne 13. ledna 2013 bylo v jeho domě v Austinu natočeno interview. Televizní moderátorka Oprah Winfreyová se ho dotázala na používání dopingu a Armstrong se k nelegálnímu užívání zakázaných látek přiznal. O dva týdny později Američan poskytl druhý rozhovor pro odborný server cyclingnews.com, kde prohlásil, že jeho generace se nijak nelišila od generací předchozích. Podle Armstronga nebyla čistá ani Merckxova, Hinaultova, LeMondova, Coppiho, Indurainova, Gimondiho, Anquetilova a Bartaliho éra a ani ta jeho.
Před začátkem Tour de France v roce 2006 se mezi největší favority na celkové vítězství řadili Jan Ullrich, Ivan Basso a Alexandr Vinokurov. Nicméně ani jeden ze zmíněných závodníků nakonec nestartoval. Při tzv. „Operación Puerto“ španělská policie objevila u gynekologa z Kanárských ostrovů, Eufemiana Fuentése, jenž prováděl testy z krví, stovky vaků krve, zařízení k transfuzi včetně dokumentů se seznamem klientů. Bylo odhaleno, že mezi jeho klienty patřil i Basso s Ullrichem. Den před startem prologu bylo v hlasování šéfů všech 21 stájí rozhodnuto, že na start nebude vpuštěn žádný jezdec zapojený do španělského skandálu. Vinokurov ve skandálu nefiguroval, avšak pět jeho týmových kolegů ano, a tak jeho stáj Astana ze závodu odstoupila. Čtyři dny po vítězství Floyda Landise bylo zjištěno, že Landis dopoval. V sedmnácté etapě, kdy dokázal s velkou převahou deklasovat startovní pole mu byla nalezena trojnásobná hodnota testosteronu. Američan se hájil tvrzením, že zvýšená hladina testosteronu je v jeho těle normální. Nicméně i jeho B vzorek byl pozitivní, a tak ho jeho tým Phonak vyhodil.
Dne 24. května 2007 Erik Zabel přiznal, že používal EPO během prvního týdne Tour de France v roce 1996, kdy vyhrál bodovací klasifikaci. Následkem Zabelova přiznání se další bývalí závodníci Telekomu, Rolf Aldag a Udo Bolts také přiznali, že používali EPO. Později vydal prohlášení i Bjarne Riis, vítěz ročníku 1996. Riis se v Kodani dne 25. května 2007 přiznal, že mezi lety 1993 a 1998, tedy včetně jeho vítězství v roce 1996, kupoval a používal EPO. Mezinárodní cyklistická unie ho nejdříve vymazala ze seznamu vítězů Tour de France. O rok později funkcionáři Riisovi titul vrátili, protože období pro odebrání Dánova titulu vypršelo. V seznamu celkových vítězů je u jeho jména doplněna poznámka, že dopoval.
Tour de France v roce 2007 provázely další dopingové skandály. Prvním provinilcem byl Patrick Sinkewitz. Následoval ho Kazach Vinokurov, se kterým odstoupila celá stáj Astana. Vinokurov byl pozitivně testován na krevní transfuzi po svém vítězství v individuální časovce. Dále závod opustila i stáj Cofidis, protože její závodník, Cristian Moreni, měl pozitivní test na testosteron. Dne 24. července 2007 byl do té doby celkově vedoucí Dán Michael Rasmussen ve 22 hodin a 40 minut, svým týmem Rabobank ze závodu stažen. Důvodem jeho stažení bylo vyhýbání se dopingovým testům před začátkem závodu, čímž si vysloužil stejný trest jako za pozitivní výsledek dopingového testu. Rasmussen totiž UCI tvrdil, že se v červnu nacházel v Mexiku, přitom trénoval v italských Alpách.
Dne 30. září 2010 funkcionáři Mezinárodní cyklistické federace veřejnost informovali o tom, že vítěz Tour de France z téhož roku, Alberto Contador, měl pozitivní dopingový test na clenbuterol. Jednalo se o 5 pikogramů na jeden mililitr moči. V únoru roku 2012 bylo Contadorovi po skoro dvouleté soudní při vítězství z roku 2010 odebráno. Španěl dostal dvouletý trest se zpětnou platností a kromě titulu z Tour de France mu byl odebrán i ten z Giro d'Italia z roku 2011.

## Reklamní karavana
Reklamní karavana, francouzsky „Caravane publicitaire“ vznikla v roce 1930, když byl systém závodu změněn z firemních týmů na týmy národní. Zakladatel Tour de France, Henri Desgrange, chtěl omezit vliv firemním týmů a zároveň chtěl podpořit francouzské závodníky, kteří na Tour de France nevyhráli od roku 1923. Na zvýšený rozpočet o ubytování a stravu cyklistů nějak potřeboval vydělat peníze. Nápad s vytvořením reklamní karavany mu vnukl reklamní manažer čokoládové společnosti Menier, Paul Thévenin. Již v roce 1929 začal Thévenin mezi diváky podél silnic z auta rozhazovat čokoládu. Tehdy mu nicméně ještě nebylo organizátory dovoleno jet kolem fanoušků spolu s pelotonem, ale mohl jet až po něm. To se Théveninovi nelíbilo, protože většina diváků odcházela domů hned, jakmile cyklisté projeli. Desgrange mu o rok později nabídl možnost stát se součástí konvoje jedoucím před pelotonem. Zároveň by byla loga Menieru i na dalších vozech. Během závodu hostesky Menieru rozdaly tuny čokolády a na půl milionu policejních čepic s názvem firmy. V horských etapách se pro závodníky, funkcionáře i fanoušky vařila horká čokoláda. Na vybraných vrcholech byla prvnímu cyklistovi na vrcholu vyplácena speciální prémie 5000 franků. Čokoládovna Menier měla nejvyšší rozpočet na reklamu na Tour de France, a také na tom nejvíce vydělala. Desgrange v dalších letech do reklamní karavany přidal dalších 20 firem. Firmy jako Perrier, Pernod Ricard, Michelin nebo Martini zůstaly součástí závodu po dlouhá desetiletí.

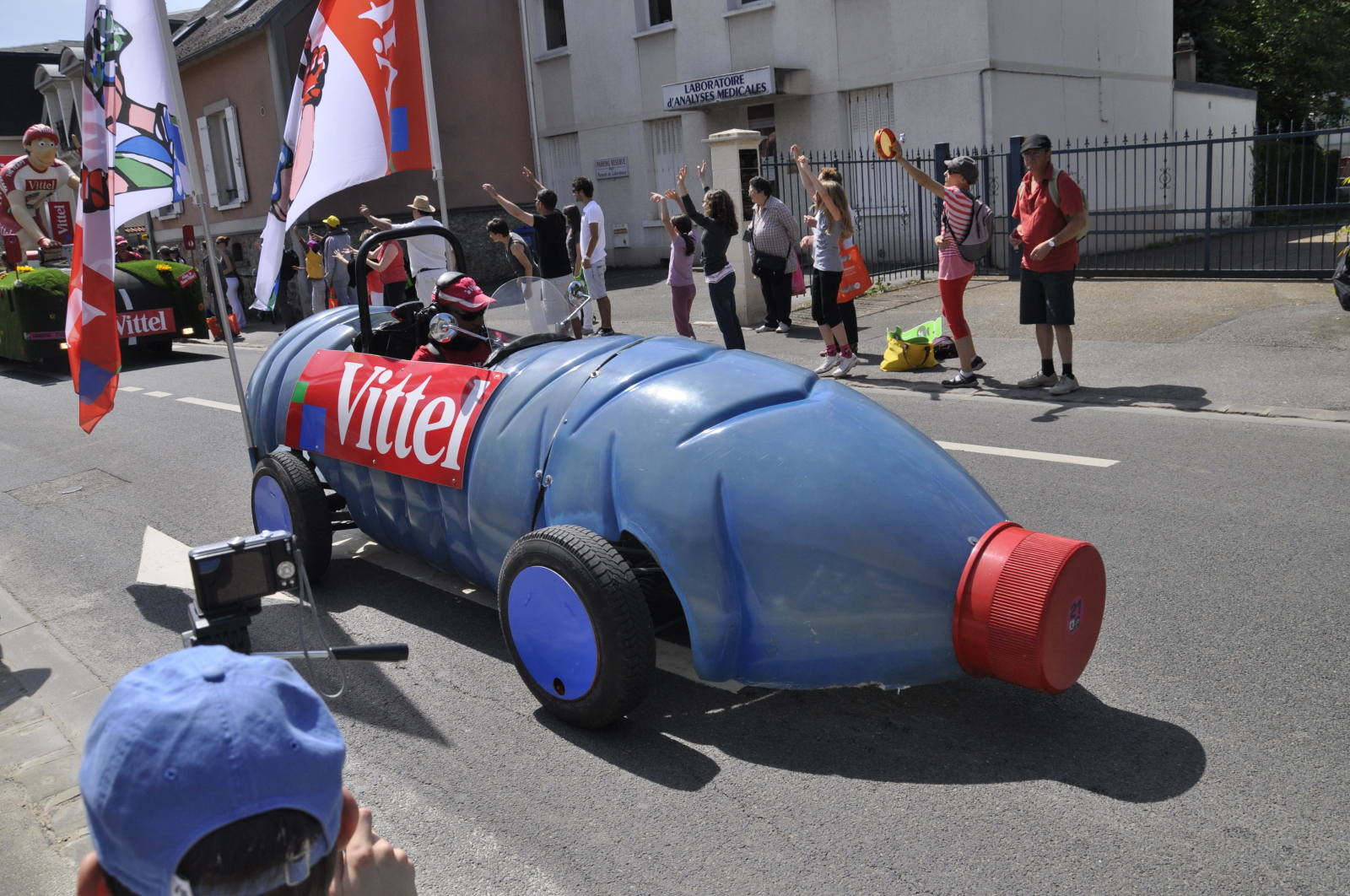
Vozidlo propagující minerální vody Vittel, ročník 2012

Ze začátku tvořilo reklamní karavanu pouze několik vozů. Firmy se snažily být originální a co nejhlasitější, aby upoutaly větší pozornost než ostatní. Firma Lucky Strike propagovala své cigarety i za pomoci Francouze André Leducqua. Jiné firmy pořádaly pouliční koncerty populárních zpěváků. Reklamní karavana se v krátké době stala neodmyslitelnou součástí Tour de France. V 60. a 70. letech se systém závodu opět změnil na firemní týmy. To mělo za následek přesun financí a některé firmy byly nucené karavanu opustit. K další redukci firem v karavaně přispěl francouzský zákaz reklam na tabákové výrobky a alkohol.

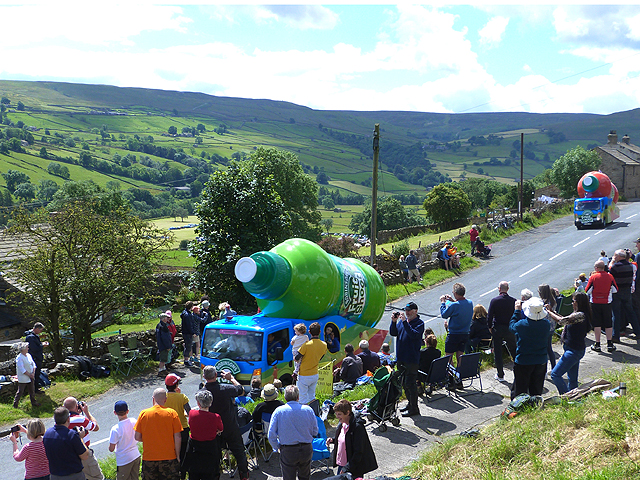
Procesí moderní reklamní karavany Tour de France

Moderní karavana se skládá ze zhruba 170 vozidel, které reprezentují více než 40 organizací. Karavana přijíždí minimálně hodinu před závodem a v průběhu tří týdnů konání Tour de France rozdá na 14 milionů dárků. Většina z jejích 600 zaměstnanců jsou studenti nebo mladí lidé, kteří dorazili do Francie na letní brigádu. Mezi nejčastěji rozhazované předměty patří papírové čapky, sladkosti, igelitové sáčky a klíčenky. Současnou reklamní karavanu tvoří zejména francouzské společnosti jako Café Grand'Mère, Haribo, Kleber, La vache qui rit (česky „Veselá Kráva“), Nesquik a PMU. Součástí je i francouzská armáda, policie a hasiči a někteří oficiální sponzoři Tour de France jako Festina a Škoda Auto.
Kromě reklamní karavany jedou před závodníky i další vozidla. Jedná se o oficiální vozy Tour de France v modré nebo červené barvě, policejní motocyklový předvoj a motocykly a automobily zástupců tisku. Tato vozidla vyvolávají zájem fanoušků, protože někteří slavní i méně slavní závodníci minulosti jsou v novinářských nebo v oficiálních vozech.
Celé procesí karavany může mít až 20 km na délku a její pomalý průjezd může trvat i 35 minut. Kvůli ochraně zdraví a bezpečí je karavana organizovaná. Poloha jednotlivých vozidel je díky GPS kdykoliv rozpoznatelná. Řidiči musejí být při jízdě připoutáni.

## Vývoj kol

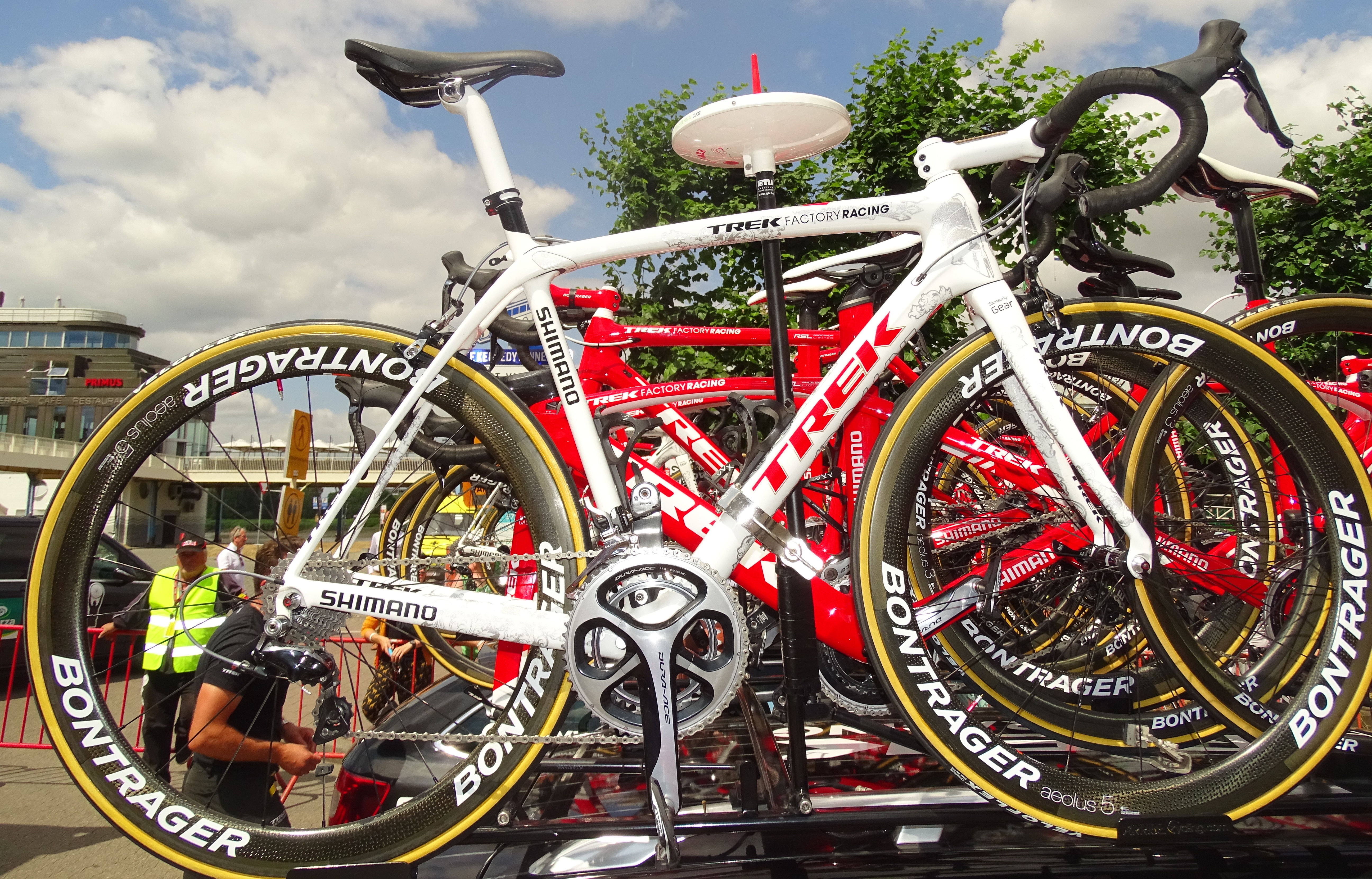
Moderní závodní kolo s karbonovým rámem, vidlicí a vysokými ráfky. Řazení je elektrické od firmy Shimano.

Kolo je jedním z nejjednodušších a nejúčinnějších vynalezených strojů. Jeho současná podoba je víc než 100 let stará a během té doby se vyvinulo ve spolehlivý, rychlý, pevný a lehký stroj. Kola mají rám ve tvaru kosočtverce, dvě stejně velká kola a řetězový převod. Tour de France pod vedením Henriho Desgrange nebyla přehlídkou nejmodernější cyklistické technologie, jako je tomu dnes. Jeho posedlost rovnocennými podmínkami v roce 1930 dokonce vedla k představení standardního žlutého kola v barvě deníku L'Auto. Přehazovačky se v cyklistice objevily ve 20. letech. Na Tour de France však byly povoleny až v roce 1937. Podobné to bylo i s ráfky. Francouzská firma Mavic v roce 1934 představila slitinové ráfky, které byly o polovinu lehčí než ráfky ocelové. Jejich použití nebylo povoleno. Desgrange totiž mnoho let trval na používání dřevěných ráfků. Antonin Magne slitinové ráfky na Tour de France i přesto otestoval. Musely však být natřeny, aby vypadaly jako dřevěné.
Na začátku 50. let přišla firma Campagnolo s přehazovačkou s rovnoběžníkovým designem Grandsport, který se používá dodnes. Na Tour de France v roce 1951 ji kromě vítěze ročníku Hugo Kobleta použili také Fausto Coppi a Gino Bartali. V dalším průběhu vývoje se závodní kola zlepšila po všech stránkách, aniž by to mělo vliv na jejich tvar. Používaly se pevnější a lehčí ocelové trubky, lepší druhy slitin a vylepšila se výrobní technologie. Velmi významným prvkem ve vývoji kol se stala aerodynamika. V roce 1979 jel Bernard Hinault na Tour de France časovku na kole Gitane Delta, jež bylo testováno v aerodynamickém tunelu. Kolo mělo skryté bowdeny a jeho rámové trubky byly aerodynamicky tvarované. Zadní kolo bylo diskové pro lepší udržení vysoké rychlosti. Na konci 80. let použil Greg LeMond aerodynamická řídítka. I díky nim v závěrečné časovce v roce 1989 porazil Laurenta Fignona a celou Tour de France vyhrál.
V moderní cyklistice se používají skryté brzdové špalky a elektronické měniče převodů. Řazení je tak rychlejší a preciznější. Systém Di2 od firmy Shimano jezdci poprvé během Tour de France použili v roce 2009. Podobu kol použitých na Tour de France ovlivňuje několik pravidel. Váhový limit je Mezinárodní cyklistickou unií (UCI) stanoven na 6,8 kg. Kola, která limit nesplňují, se dovažují olovem.

## Úmrtí
- 1910  Francouz Adolphe Helière zemřel za nevyjasněných okolností v průběhu volného dne, když si šel zaplavat do Středozemního moře.
- 1935  Španěl Francisco Cepeda v průběhu sjezdu z Col du Galibier spadl z kola a udeřil se hlavou o kámen. Po třech dnech zemřel v nemocnici.
- 1967  Angličan Tom Simpson (13. července, etapa 13): zemřel na následky selhání srdce při výšlapu na Mont Ventoux. V jeho krvi byl nalezen amfetamin i alkohol.
- 1995  Ital Fabio Casartelli (18. července, etapa 15): upadl při sjezdu z Col de Portet d'Aspet v rychlosti 88 km/h. Neměl přilbu a zemřel po převozu do nemocnice.

## Ředitelé závodu
- 1903 – 1936 – Henri Desgrange
- 1936 – 1961 – Jacques Goddet
- 1962 – 1986 – Jacques Goddet a Félix Lévitan
- 1987 – Jean-François Naquet-Radiguet
- 1988 – Xavier Louy
- 1989 – 2005 Jean-Marie LeBlanc
- 2005 – současnost Christian Prudhomme

### Čeští a českoslovenští (do roku 1993) cyklisté na Tour de France
| Pořadí | Cyklista        | Počet | Roky                                                       |
| ------ | --------------- | ----- | ---------------------------------------------------------- |
| 1.     | Roman Kreuziger | 10x   | 2008, 2009, 2010, 2011, 2013, 2015, 2016, 2017, 2019, 2020 |
| 2.     | Ján Svorada     | 8x    | 1993, 1994, 1995, 1996, 1998, 1999, 2001, 2002             |
| 3.     | Pavel Padrnos   | 8x    | 1997, 1999, 2000, 2002, 2003, 2004, 2005, 2006             |
| 4.     | Jan Bárta       | 3x    | 2014, 2015, 2016                                           |
| 5.     | Milan Jurčo     | 2x    | 1987, 1988                                                 |
| 6.     | Leopold König   | 2x    | 2014, 2015                                                 |
| 7.     | Zdeněk Štybar   | 2x    | 2015, 2017                                                 |
| 8.     | Petr Vakoč      | 2x    | 2016, 2021                                                 |
| 9.     | Jan Hirt        | 2x    | 2020, 2024                                                 |
| 10.    | Květoslav Palov | 1x    | 1987                                                       |
| 11.    | Tomáš Konečný   | 1x    | 2002                                                       |
| 12.    | René Andrle     | 1x    | 2003                                                       |
| 13.    | Jan Hruška      | 1x    | 2004                                                       |
| 14.    | Ondřej Cink     | 1x    | 2017                                                       |
| 15.    | Pavel Bittner   | 1x    | 2025                                                       |

## Češi a Slováci na Tour
Tour de France se do roku 2020 zúčastnilo třináct Čechů a šest Slováků, přičemž Ján Svorada vyměnil v roce 1996 slovenské občanství za české. Nejúspěšnějšími jezdci jsou Roman Kreuziger s deseti starty a nejlepším konečným umístěním (5. místo v roce 2013), Svorada s osmi starty a třemi individuálními etapovými vítězstvími, Pavel Padrnos s osmi starty a třemi vítězstvími v týmové časovce, Peter Sagan do roku 2019 s dvanácti etapovými vítězstvími a s sedmi zelenými trikoty.
- 1987 Květoslav Palov (103. místo), Milan Jurčo (nedokončil)
- 1988 Milan Jurčo (139. místo)
- 1993 Ján Svorada (nedokončil)
- 1994 Ján Svorada (103. místo, vyhrál etapu)
- 1995 Ján Svorada (nedokončil)
- 1996 Ján Svorada (nedokončil)
- 1997 Pavel Padrnos (nedokončil)
- 1998 Ján Svorada (nedokončil, vyhrál etapu)
- 1999 Ján Svorada (nedokončil), Pavel Padrnos (nedokončil)
- 2000 Pavel Padrnos (85. místo)
- 2001 Ján Svorada (129. místo, vyhrál závěrečnou etapu)
- 2002 Tomáš Konečný (65. místo), Pavel Padrnos (69. místo), Ján Svorada (131. místo)
- 2003 René Anderle (83. místo), Pavel Padrnos (102. místo, vyhrál týmovou časovku)
- 2005 Pavel Padrnos (95. místo, vyhrál týmovou časovku)
- 2006 Pavel Padrnos (65. místo)
- 2008 Roman Kreuziger (12. místo), Peter Velits (58. místo)
- 2009 Roman Kreuziger (9. místo), Peter Velits (32. místo)
- 2010 Roman Kreuziger (9. místo)
- 2011 Roman Kreuziger (112. místo), Peter Velits (19. místo)
- 2012 Peter Sagan (42. místo, vyhrál 3 etapy a zelený trikot pro vítěze bodovací soutěže), Peter Velits (27. místo), Martin Velits (90. místo)
- 2013 Roman Kreuziger (5. místo, s týmem Saxo Bank-Tinkoff ovládl klasifikaci týmů), Peter Velits (25. místo), Peter Sagan (84. místo, vyhrál jednu etapu a získal zelený dres)
- 2014 Leopold König (7. místo, jel jako lídr německého týmu NetApp–Endura, dojel 3. v horské etapě), Jan Bárta (71. místo, dojel 3. v individuální časovce), Peter Velits (27. místo), Peter Sagan (60. místo, po třetí v řadě získal zelený dres)
- 2015 Roman Kreuziger (17. místo), Jan Bárta (25. místo), Leopold König (70. místo), Zdeněk Štybar (103. místo, vyhrál etapu), Peter Sagan (46. místo, po čtvrté v řadě získal zelený dres)
- 2016 Roman Kreuziger (Team Tinkoff-Saxo) (10. místo), Jan Bárta (Bora–Argon 18) (88. místo), Petr Vakoč (Etixx–Quick-Step) (118. místo), Peter Sagan (Tinkoff) (95. místo)
- 2017 Roman Kreuziger (Orica–Scott) (24. místo), Zdeněk Štybar (Quick-Step Floors) (102. místo), Ondřej Cink (Bahrain-Merida) (nedokončil[344]), Peter Sagan (Bora–Hansgrohe) (diskvalifikace), Juraj Sagan (Bora–Hansgrohe) (nedokončil)
- 2018 Peter Sagan (Bora–Hansgrohe) (71. místo)
- 2019 Roman Kreuziger (Dimension Data) (15. místo), Peter Sagan (Bora–Hansgrohe)
- 2020 Roman Kreuziger (NTT Pro Cycling), Jan Hirt (CCC Team), Peter Sagan (Bora–Hansgrohe)
- 2021 Petr Vakoč (Alpecin–Fenix) (118. místo), Peter Sagan (Bora–Hansgrohe) (nedokončil)
- 2022 Peter Sagan (Team TotalEnergies) (116. místo)
- 2025 Pavel Bittner Team Picnic PostNL (xxx. místo)

## Rekordy
Níže jsou uvedeny některé významné údaje a statistiky z celé historie Tour de France:
| Nejmladší vítězové - 19 let a 354 dnů Henri Cornet (Francie) 1904 - 21 let a 365 dnů Tadej Pogačar (Slovinsko) 2020 - 22 let a 187 dnů François Faber (Lucembursko) 1909 - 22 let a 196 dnů Egan Bernal (Kolumbie) 2019 Celkový vítěz bez vyhrané etapy - 1922 Firmin Lambot (Belgie) - 1956 Roger Walkowiak (Francie) - 1960 Gastone Nencini (Itálie) - 1966 Lucien Aimar (Francie) - 1990 Greg LeMond (USA) - 2006 Óscar Pereiro (Španělsko) - 2017 Chris Froome (Spojené království) - 2019 Egan Bernal (Kolumbie) Největší rozdíl mezi dvěma tituly - 10 let Gino Bartali (Itálie) 1938 a 1948 Dny ve Žlutém trikotu - 96 Eddy Merckx (Belgie) - 82 Lance Armstrong (USA) - 75 Bernard Hinault (Francie) - 60 Miguel Indurain (Španělsko) - 59 Chris Froome (Spojené království) - 50 Jacques Anquetil (Francie) Nejvíce etapových vítězství v řadě - 5 François Faber (Lucembursko) 1909 Vítězství v bodovací soutěži (Zelený trikot) - 7 Peter Sagan (Slovensko) 2012-2016, 2018, 2019 - 6 Erik Zabel (Německo) 1996–2001 - 4 Sean Kelly (Irsko) 1982, 1983, 1985, 1989 - 3 Jan Janssen (Nizozemsko) 1964, 1965, 1967 - 3 Eddy Merckx (Belgie) 1969, 1971, 1972 - 3 Freddy Maertens (Belgie) 1976, 1978, 1981 - 3 Džamolidin Abdužaparov (Uzbekistán) 1991, 1993, 1994 - 3 Robbie McEwen (Austrálie) 2002, 2004, 2006 Nejdelší Tour de France - 5745 km (ročník 1926), 17 etap Nejkratší Tour de France - 2428 km (ročníky 1903 a 1904), 6 etap Nejvíce závodníků v cíli - 170 (ročník 2010) Nejméně závodníků v cíli - 11 (ročník 1919) Nejdelší únik - 315 km Eugène Christophe (Francie) 1912 (Chamonix – Grenoble 362 km) Nejdelší únik po roce 1947 - 253 km Albert Bourlon (Francie) 1947 (Carcassone – Luchon 253 km) Nejčastěji start etapy - 62 Pau - 56 Bordeaux - 52 Luchon - 44 Paříž - 39 Méty - 39 Grenoble | Nejstarší vítězové - 36 let a 131 dnů Firmin Lambot (Belgie) 1922 - 34 let a 181 dnů Henri Pélissier (Francie) 1923 - 34 let a 160 dnů Cadel Evans (Austrálie) 2011 Celkoví vítězové při svém debutu - 1903 Maurice Garin (Francie) - 1904 Henri Cornet (Francie) - 1905 Louis Trousselier (Francie) - 1947 Jean Robic (Francie) - 1949 Fausto Coppi (Itálie) - 1951 Hugo Koblet (Švýcarsko) - 1957 Jacques Anquetil (Francie) - 1965 Felice Gimondi (Itálie) - 1969 Eddy Merckx (Belgieú - 1978 Bernard Hinault (Francie) - 1983 Laurent Fignon (Francie) - 2020 Tadej Pogačar (Slovinsko) Vítězné časovky - 20 Bernard Hinault (Francie) - 16 Eddy Merckx (Belgie) - 11 Jacques Anquetil (Francie) Nejvíce etapových vítězství v jednom ročníku - 8 Eddy Merckx (Belgie) 1970 a 1974 - 8 Charles Pélissier (Francie) 1930 - 8 Freddy Maertens (Belgie) 1976 Vítězství v horské klasifikaci (Puntíkovaný trikot) - 7 Richard Virenque (Francie) 19941997, 1999, 2003, 2004 - 6 Federico Bahamontes (Španělsko) 1954, 1958, 1959, 1962–1964 - 6 Lucien Van Impe (Belgie) 1971, 1972, 1975, 1977, 1981, 1983 Nejvyšší počet startujících závodníků - 210 (ročník 1986) Nejnižší počet startujících závodníků - 60 (ročníky 1903, 1905, 1934) Nejčastěji cíl etapy - 109 Paříž - 79 Bordeaux - 60 Pau - 46 Luchon - 38 Méty - 35 Nice Nejčastěji absolvované průsmyky - 83 Col du Tourmalet (Pyreneje) - 78 Col d'Aubisque (Pyreneje) - 74 Col d'Aspin (Pyreneje) - 66 Col de Peyresourde (Pyreneje) - 61 Col du Galibier (Alpy) - 57 Col de Portet d'Aspet (Pyreneje) | Nejmenší rozdíl mezi prvním a druhým - 0:08 Greg LeMond (USA) – Laurent Fignon (Francie) 1989 - 0:23 Alberto Contador (Španělsko) – Cadel Evans (Austrálie) 2007 - 0:32 Óscar Pereiro (Španělsko) – Andreas Klöden (Německo) 2006 Největší rozdíl mezi prvním a druhým - 2:59:21 Maurice Garin (Francie) – Lucien Pothier (Francie) 1903 - 2:16:14 Henri Cornet (Francie) – Jean-Baptiste Dortignacq (Francie) 1904 - 1:48:21 Nicolas Frantz (Lucembrusko) – Maurice de Waele (Belgie) 1927 Největší rozdíl mezi prvním a druhým po druhé světové válce - 28:17 Fausto Coppi (Itálie) – Stan Ockers (Nizozemsko) 1952 - 26:16 Gino Bartali (Itálie) – Briek Schotte (Belgie) 1948 - 22:00 Hugo Koblet (Švýcarsko) – Raphaël Géminiani (Francie) 1951 Od prvního dne až do konce ve žlutém trikotu - 1903 Maurice Garin (Francie) - 1924 Ottavio Bottecchia (Itálie) - 1928 Nicolas Frantz (Lucembursko) - 1935 Romain Maes (Belgie) - 1961 Jacques Anquetil (Francie) Etapová vítězství - 35 Mark Cavendish (Spojené království) - 34 Eddy Merckx (Belgie) - 28 Bernard Hinault (Francie) - 25 André Leducq (Francie) - 22 André Darrigade (Francie) - 22 Lance Armstrong (USA) Vítězství v klasifikaci mladých jezdců (Bílý trikot) - 4 Tadej Pogačar (Slovinsko) 2020–2023 - 3 Jan Ullrich (Německo) 1996–1998 - 3 Andy Schleck (Lucembursko) 2008–2010 - 2 Marco Pantani (Itálie) 1994, 1995 Nejdelší etapa - 482 km (Les Sables-d'Olonne – Bayonne, 1919 a 1924) Nejkratší etapa (s hromadným startem) - 46 km (Le Monêtier-les-Bains – Sestriere, 1996, zkrácena kvůli sněžení) Nejrychlejší Tour de France - 42,026 km/h Jonas Vingegaard (Dánsko) 2022 Nejpomalejší Tour de France - 24,056 km/h Firmin Lambot (Belgie) 1919 Nejrychlejší etapa vůbec - 57,841 km/h Orica-GreenEdge 2013, týmová časovka Nejvyšší místa Tour de France - 2802 m Col de la Bonette (Alpy) - 2770 m Col de l'Iseran (Alpy) - 2744 m Col Agnel (Alpy) - 2645 m Col du Galibier (Alpy) - 2469 m Col du Grand-Saint-Bernard (Alpy) - 2413 m Col du Granon (Alpy) |

## Vítězové celkové klasifikace podle státu
| Stát                   | Počet | Vyhrané ročníky |
| ---------------------- | ----- | --- |
| Francie                | 36    | 1903, 1904, 1905, 1906, 1907, 1908, 1910, 1911, 1923, 1930, 1931, 1932, 1933, 1934, 1937, 1947, 1953, 1954, 1955, 1956, 1957, 1961, 1962, 1963, 1964, 1966, 1967, 1975, 1977, 1978, 1979, 1981, 1982, 1983, 1984, 1985 |
| Belgie                 | 18    | 1912, 1913, 1914, 1919, 1920, 1921, 1922, 1926, 1929, 1935, 1936, 1939, 1969, 1970, 1971, 1972, 1974, 1976 |
| Španělsko              | 12    | 1959, 1973, 1988, 1991, 1992, 1993, 1994, 1995, 2006, 2007, 2008, 2009 |
| Itálie                 | 10    | 1924, 1925, 1938, 1948, 1949, 1952, 1960, 1965, 1998, 2014 |
| Spojené království     | 6     | 2012, 2013, 2015, 2016, 2017, 2018 |
| Lucembursko            | 5     | 1909, 1927, 1928, 1958, 2010 |
| Slovinsko              | 3     | 2020, 2021, 2024 |
| Dánsko                 | 3     | 1996, 2022, 2023 |
| Spojené státy americké | 3     | 1986, 1989, 1990 |
| Švýcarsko              | 2     | 1950, 1951 |
| Nizozemsko             | 2     | 1968, 1980 |
| Irsko                  | 1     | 1987 |
| Německo                | 1     | 1997 |
| Austrálie              | 1     | 2011 |
| Kolumbie               | 1     | 2019 |

## Nejvyšší počet účastí na Tour de France
| Počet                                | Dokončil                                         | Stát / Cyklista                   |
| ------------------------------------ | ------------------------------------------------ | --------------------------------- |
| 18 (2001–2018)                       | 16 (2001–2006, 2008–2011, 2013–2018)             | Francie Sylvain Chavanel          |
| 17 (1997–2013)                       | 15 (1997–1999, 2001–2006, 2008–2013)             | Austrálie Stuart O'Grady          |
| 17 (1998–2014)                       | 14 (1998–2002, 2004, 2006–2008, 2010–2014)       | Německo Jens Voigt                |
| 17 (1996–2012)                       | 13 (1997–2003, 2007–2012)                        | USA George Hincapie               |
| 16 (1970–1973, 1975–1986)            | 16 (1970–1973, 1975–1986)                        | Nizozemsko Joop Zoetemelk         |
| 16 (2001–2009, 2011–2017)            | 15 (2001–2003, 2005–2009, 2011–2017)             | Španělsko Haimar Zubeldia         |
| 15 (1969–1981, 1983, 1985)           | 15 (1969–1981, 1983, 1985)                       | Belgie Lucien Van Impe            |
| 15 (1990–1998, 2000–2004, 2006)      | 15 (1990–1998, 2000–2004, 2006)                  | Rusko Vjačeslav Jekimov           |
| 15 (2003-2017)                       | 15 (2003-2017)                                   | Francie Thomas Voeckler           |
| 15 (1980–1994)                       | 13 (1981–1982, 1984–1994)                        | Belgie Guy Nulens                 |
| 15 (1996–2010)                       | 11 (1996–1997, 1999–2000, 2003–2007, 2009–2010)  | Francie Christophe Moreau         |
| 14 (1953–1966)                       | 13 (1953–1962, 1964–1966)                        | Francie André Darrigade           |
| 14 (1994–2004, 2006–2008)            | 13 (1995–2004, 2006–2008)                        | Německo Erik Zabel                |
| 14 (1978–1985, 1987–1992)            | 12 (1978–1985, 1988–1990, 1992)                  | Irsko Sean Kelly                  |
| 14 (1962–1976)                       | 11 (1962–1965, 1967, 1969–1972, 1974–1976)       | Francie Raymond Poulidor          |
| 14 (2005–2008, 2012-2021)            | 10 (2007-2008, 2012–2016, 2018–2020)             | Španělsko Alejandro Valverde      |
| 14 (1908–1914, 1920–1928)            | 07 (1909–1914, 1921)                             | Francie Jules Deloffre            |
| 13 (1981–1988, 1989–1994)            | 13 (1981–1988, 1989–1994)                        | Austrálie Phil Anderson           |
| 13 (1969–1975, 1977–1981, 1983)      | 12 (1969–1975, 1977–1980, 1983)                  | Portugalsko Joaquim Agostinho     |
| 13 (1974–1982, 1984, 1986–1988)      | 11 (1974–1975, 1977–1982, 1984, 1986–1987)       | Nizozemsko Gerrie Knetemann       |
| 13 (1977–1989)                       | 11 (1977–1985, 1987, 1989)                       | Nizozemsko Henk Lubberding        |
| 13 (1951–1963)                       | 10 (1951–1952, 1954, 1956–1957, 1959–1963)       | Francie Jean Dotto                |
| 13 (1964–1976)                       | 10 (1964–1965, 1967–1971, 1973–1974, 1976)       | Francie Jean-Pierre Genet         |
| 13 (1953–1965)                       | 09 (1953–1955, 1957, 1959–1960, 1962–1963, 1965) | Francie François Mahé             |
| 13 (1979–1983, 1985–1988, 1990–1993) | 09 (1979, 1981–1983, 1985, 1987–1988, 1990–1991) | Francie Gilbert Duclos-Lassalle   |
| 13 (2002-2014)                       | 13 (2002-2014)                                   | Francie Jérôme Pineau             |
| 13 (1992–1997, 1999–2005)            | 08 (1993–1994, 1996, 2000, 2002–2005)            | Belgie Marc Wauters               |
| 13 (1994–2006)                       | 07 (1995, 1997, 2000–2001, 2003, 2005–2006)      | Francie Didier Rous               |
| 13 (2007-2018, 2021, 2023-2024)      | 07 (2009-2013, 2015, 2021, 2024)                 | Spojené království Mark Cavendish |
| 13 (1993–1996, 1999–2005, 2009-2010) | 01 (1995)                                        | USA Lance Armstrong               |
| 13 (2010-2022)                       | 11 (2010–2011, 2013–2021)                        | Španělsko Imanol Erviti           |